# Australie
Cet article possède des paronymes, voir Austrasie et Australasie.
L'Australie désigne un État, mais aussi un territoire géographique, un continent géologique et sa principale étendue de terre. Cet article traite principalement de l’État d'Australie.
Commonwealth d'Australie
(en) Commonwealth of Australia
L'Australie, en forme longue le Commonwealth d'Australie (en anglais : Australia et Commonwealth of Australia), est un pays d'Océanie, situé entre les océans Pacifique et Indien. Elle comprend la partie continentale du continent australien, l'île de Tasmanie ainsi que de nombreuses petites îles. Elle est entourée par l'Indonésie, le Timor oriental et la Papouasie-Nouvelle-Guinée au nord, les îles Salomon, le Vanuatu et la Nouvelle-Calédonie au nord-est et la Nouvelle-Zélande au sud-est. L'État le plus proche de l'Australie est la Papouasie-Nouvelle-Guinée, toutes deux séparées par le détroit de Torrès, large en son point le plus étroit de seulement 40 km.
Avec une superficie de 7 741 200 km2, l'Australie est le plus grand pays d'Océanie et le sixième plus grand pays du monde. En juin 2024, le pays atteint 27 204 809 habitants.  Son territoire continental est plat et sec, avec des sols peu fertiles. L'Australie est un pays mégadivers et sa taille lui confère une grande variété de paysages et de climats, avec des déserts au centre, des forêts tropicales humides au nord-est et des chaînes de montagnes au sud-est.
Le territoire australien a d'abord été habité par des peuples aborigènes, dont les premiers peuplements sont arrivés d'Asie du Sud-Est il y a environ 50 000 ans, au cours de la dernière période glaciaire. L'exploration maritime du territoire par les Européens commence au début du XVIIe siècle. En 1606, le navigateur néerlandais Willem Janszoon devient le premier Européen à atteindre la partie continentale de l'Australie. En 1770, l'explorateur britannique James Cook cartographie et revendique la côte est pour la Grande-Bretagne.
Le 26 janvier 1788, la Première flotte (First Fleet) de navires britanniques arrive à Sydney Cove pour établir la colonie pénitentiaire de Nouvelle-Galles du Sud. Au cours des décennies suivantes, les Britanniques colonisent des terres qu'ils considèrent comme terra nullius, mais qui mènent aux guerres de la frontière décimant les populations autochtones d'Australie, qui comptaient jusque-là 300 000 à un million d'individus. Au moment de la ruée vers l'or des années 1850, cinq autres colonies ont été établies. Des parlements démocratiques sont progressivement instaurés au cours du XIXe siècle, culminant avec un vote en faveur de la Fédération des six colonies le 1er janvier 1901, pour former le Commonwealth d'Australie. Depuis, l'Australie maintient un système politique stable de type démocratie libérale ainsi qu'une riche économie de marché.
Politiquement, l'Australie est une monarchie constitutionnelle parlementaire fédérale, constituée de six États et dix territoires. Le roi, représenté par le gouverneur général, agit comme chef d'État et le Premier ministre agit comme chef du gouvernement. Sa capitale est Canberra, tandis que sa ville la plus peuplée et son centre financier est Sydney. Ses autres grandes villes sont Melbourne, Brisbane, Perth et Adélaïde. Sa population, estimée à près de 27 millions d'habitants en 2024, est en majorité blanche, mais elle comporte également plusieurs minorités raciales, depuis la fin de la politique de l'Australie blanche en 1973. Elle est fortement urbanisée et est majoritairement concentrée sur la côte est. Aujourd'hui, les immigrés représentent 30 % de la population du pays.
L'Australie est un pays développé avec une économie à revenu élevé. Ses ressources naturelles abondantes et ses relations commerciales internationales développées sont essentielles pour son économie, qui génère des revenus à partir des services, des exportations minières, de la banque, de l'industrie manufacturière, de l'agriculture et de l'éducation internationale. En 2022, l'Australie est la douzième économie mondiale avec le neuvième revenu par habitant le plus élevé. L'Australie est une puissance régionale et possède la treizième plus grande dépense militaire au monde.
L'Australie figure en haut des classements internationaux en matière de qualité de vie, de démocratie, de santé, d'éducation, de liberté économique, de libertés publiques, de sécurité et de droits politiques. En 2017, elle est classée au cinquième rang de l'indice de développement humain. En 2024, elle est classée en 23e position pour l'indice mondial de l'innovation,. Plusieurs de ses grandes villes figurent dans les classements des villes les plus agréables à vivre. L'Australie est membre de plusieurs organisations internationales, dont l'ONU, le G20, l'OCDE, l'OMC, l'ANZUS, l'AUKUS, le FVEY, le Quad, l'APEC, le Forum des îles du Pacifique, la Communauté du Pacifique et le Commonwealth.

## Étymologie
Le nom Australie provient du mot latin austrālis (« du sud, austral »). Au IIIe siècle, des scientifiques avaient émis l’hypothèse d’un continent inconnu au sud (la Terra Australis Incognita) qui permettrait à la Terre, de ne pas basculer autour de son axe en faisant office de contrepoids face aux continents de l’hémisphère nord. La première utilisation du mot Australia (et non plus Terra Australis) en anglais est attestée en 1625 (« A note of Australia del Espiritu Santo », écrit par Master Hakluyt, publié par Samuel Purchas dans Hakluytus Posthumus).
L’adjectif néerlandais Australische est utilisé dans les textes officiels concernant les Indes orientales néerlandaises pour qualifier les nouvelles terres découvertes en 1638 au sud de l’Indonésie. Le mot Australie est attesté en 1676 dans la Terre Australe, un roman utopique décrivant les aventures d’un personnage imaginaire, Jacques Sadeur, dans un pays lointain, roman écrit par Gabriel de Foigny. Alexander Dalrymple l’utilise ensuite dans An Historical Collection of Voyages and Discoveries in the South Pacific Ocean en 1771 pour désigner l’ensemble des terres de cette région du Pacifique-Sud. En 1793, George Kearsley Shaw et Sir James Smith publient le livre Zoology and Botany of New Holland, dans lequel ils écrivent : « la grande île, ou plutôt continent, d’Australie, d’Australasie ou de Nouvelle-Hollande ».
L’explorateur britannique Matthew Flinders, premier navigateur à faire le tour de l’Australie en bateau publie en 1814 A Voyage to Terra Australis mais le titre reflète le point de vue de l’amirauté britannique, l’auteur utilisant le mot Australie dans son livre qui est largement lu et le terme Australie devint de plus en plus utilisé. Le gouverneur de la Nouvelle-Galles du Sud, Lachlan Macquarie, utilise par conséquent ce mot dans ses dépêches vers le Royaume-Uni et le 12 décembre 1817, il demande au ministère des Colonies que le nom soit officialisé. En 1824, l’amirauté britannique approuve la proposition et le nouveau continent devient officiellement l’Australie.

## Géographie

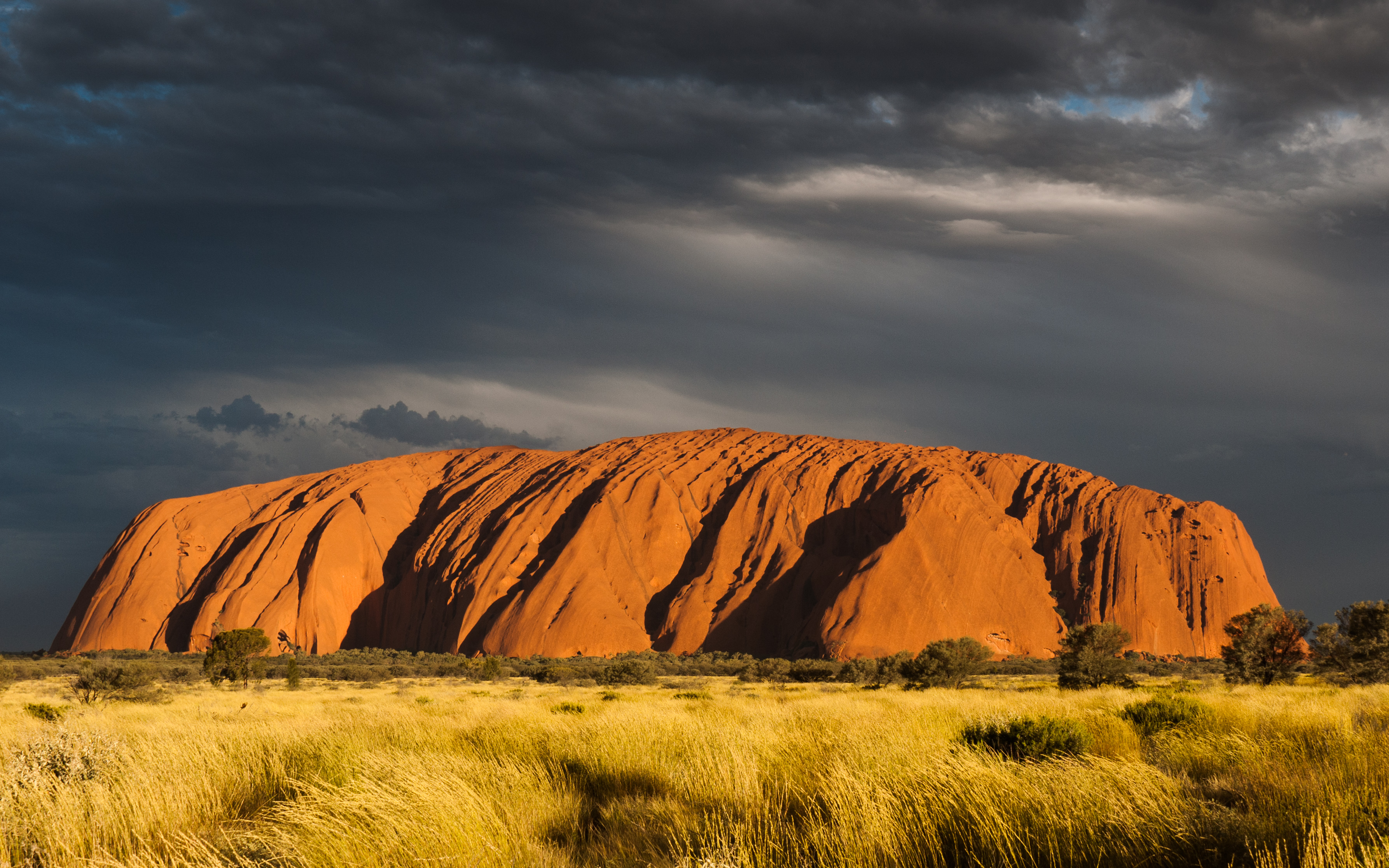
Uluru/Ayers Rock est un symbole de l'Australie et un lieu sacré aborigène.

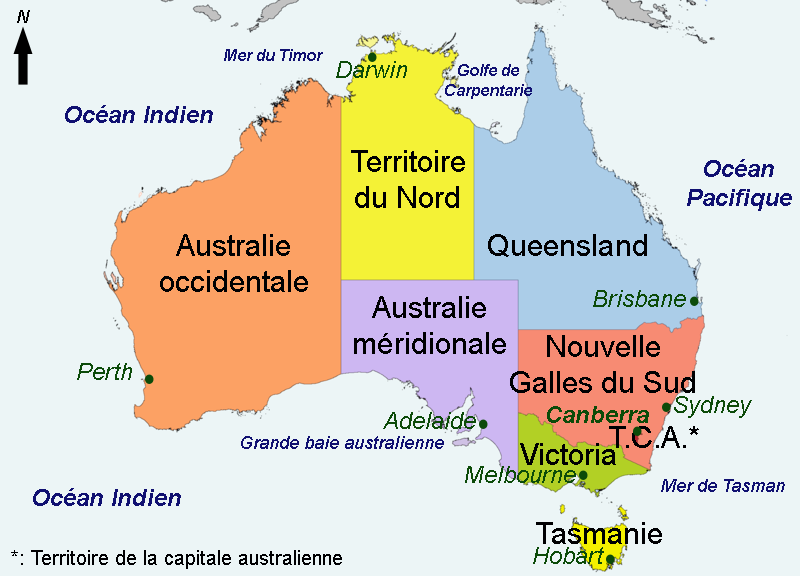
Carte des États et territoires australiens.

L’Australie étend ses 7 692 060 km2 de superficie sur la plaque australienne. Bordée par les océans Indien, Pacifique et, pour les Australiens, Austral, l’Australie est séparée de l’Asie par les mers de Timor et d'Arafura et de la Nouvelle-Zélande par la mer de Tasman. Elle compte 34 218 kilomètres de côtes et revendique 7 148 250 km2 de zone économique exclusive — cette zone ne tient pas compte du Territoire antarctique australien. Selon une étude de l'OCDE et du FMI, l'isolement géographique de ces deux pays a un effet considérable dans leur performance économique. Il provoquerait une réduction du potentiel de croissance.
La Grande Barrière — plus grand récif corallien du monde — s’étend à faible distance des côtes nord-est, sur plus de 2 000 kilomètres.
L'Australie continentale, avec plus de 7 600 000 km2, couvre plus de 99 % du territoire australien, tandis que l'île de Tasmanie forme son plus grand territoire insulaire par ordre d'importance, avec 68 332 km2. La superficie de l'Australie est comparable à celle des États-Unis contigus.
La Cordillère australienne (en anglais : the Great Dividing Range) est la chaîne de montagne la plus importante d'Australie. Elle s'étend de la pointe nord-est du Queensland aux monts Grampians, dans l'Est du Victoria, en passant par toute la longueur de la côte orientale à travers la Nouvelle-Galles du Sud, puis l'État du Victoria avant, à l'extrémité sud du continent, de tourner vers l'ouest et venir s'achever dans l'immense plaine centrale. En certains endroits, tels que les Montagnes bleues, les Snowy Mountains (les « Montagnes enneigées »), les Alpes victoriennes et les escarpements de l'Est de la Nouvelle-Angleterre, les régions montagneuses forment une barrière importante. Avec une altitude de 2 228 mètres, le mont Kosciuszko est la plus haute montagne du territoire continental, alors que le pic Mawson, situé sur l’île australienne d'Heard, atteint 2 745 mètres. L'Australie est le plus plat des continents avec une altitude moyenne de 300 mètres.
Uluru/Ayers Rock, peut-être le monolithe le plus célèbre du monde, se trouve dans le Territoire du Nord.
La plus grande partie du territoire australien est couverte de zones désertiques ou semi-arides : les programmes d'irrigation ont du mal à vaincre la sécheresse. L’Océanie est le plus sec des continents habités, le plus plat et possède le plus ancien et le moins fertile des sols. Seules les parties situées au sud-est (climat subtropical humide), au sud (climat océanique) et au sud-ouest (climat méditerranéen) bénéficient d’un climat tempéré. La partie nord du pays, avec un climat tropical, possède une végétation constituée de forêts tropicales humides, prairies, mangroves, marais et déserts. Le climat est fortement influencé par les courants océaniques, notamment El Niño, qui apporte des sécheresses périodiques et de basses pressions saisonnières qui produisent des cyclones tropicaux dans le nord de l’Australie,.

### Environnement
Depuis le début de la colonisation de l'Australie par la Grande-Bretagne, 10 % des 273 espèces endémiques terrestres d’Australie ont disparu. Le réchauffement climatique aggrave la mortalité des groupes les plus fragiles, au point que 21 % des mammifères endémiques se trouvent désormais en péril.
Peu après son élection en 2013, le premier ministre Tony Abbott supprime le ministère des sciences, l'Autorité du changement climatique et la Commission du climat. Il annonce également la suppression de la taxe carbone, instaurée en 2012, et qui visait à réduire les rejets de CO2 dont l'Australie est un des plus grands émetteurs en obligeant les 500 entreprises les plus polluantes à acheter des permis d'émission. Le gouvernement approuve en 2014 le rejet dans les eaux de la Grande Barrière de déchets de dragage provenant des travaux d'extension d'un port d'exportation de charbon. Il choisit également d'encourager l'activité industrielle dans les océans et entreprend pour cela de démanteler le plan de gestion des océans mis en place par les travaillistes en 2012. Un nouveau document entre en vigueur en 2018, réduisant de 400 000 km2 la surface des zones marines jusqu'alors interdites à la pêche et à l'exploitation gazière et pétrolière.
La Grande Barrière a perdu plus de la moitié de ses coraux entre 1987 et 2014.
L’Australie est assez fortement affectée par le réchauffement climatique. Le mois de janvier 2019 est le plus chaud jamais enregistré dans l'histoire du pays et neuf des dix années les plus chaudes ont été enregistrées après 2005. Parmi les conséquences, les scientifiques ont noté une accentuation de la sécheresse dans certaines régions de l'Australie, ainsi que de la fréquence des inondations et des incendies de grande envergure. Le pire des scénarios prévoit une élévation du niveau des mers de plus d’un mètre d’ici à 2100, ce qui entraînerait pour les assureurs 226 milliards de dollars australiens de pertes en raison des inondations et de l’érosion.
Selon les recherches de l'université nationale australienne, en 2050, « l’hiver tel que nous le connaissons n’existera plus. Il ne subsistera pas, à part dans quelques endroits de la Tasmanie ». Les températures hivernales avoisineront fréquemment les 40 °C.
Entre 2000 et 2013, 22 % des forêts intactes (paysage « naturel » considéré comme à la fois non artificiellement morcelé et non dégradé) australiennes ont été détruites. Le rythme de la déforestation tend à s’accélérer. Un tiers des espèces d'insectes recensées en Australie est en risque d’extinction.
L'Australie est en 2017 le pays à la « plus forte empreinte écologique » par habitant au monde. Si chaque personne dans le monde consommait comme la moyenne des Australiens, l’humanité aurait besoin de 5,2 planètes terre pour subvenir à ses besoins.
En 2019, Greenpeace cite l'Australie parmi les pays développés ne mettant en œuvre aucune législation visant à limiter ou à réduire les émissions de dioxyde de soufre. Selon l'ONG, les centrales électriques australiennes de la vallée Latrobe et de la région du lac Macquarie comptent parmi les plus polluantes au monde.
Les industriels de l’énergie fossile et des think tanks (groupes de réflexion) tels que le Minerals Council of Australia et l’Australian Coal Association dénoncent le « mythe » du réchauffement climatique. Ces positions trouvent un large écho dans les médias australiens, dont 70 % sont la propriété du milliardaire climatosceptique Rupert Murdoch.

#### Faune et flore

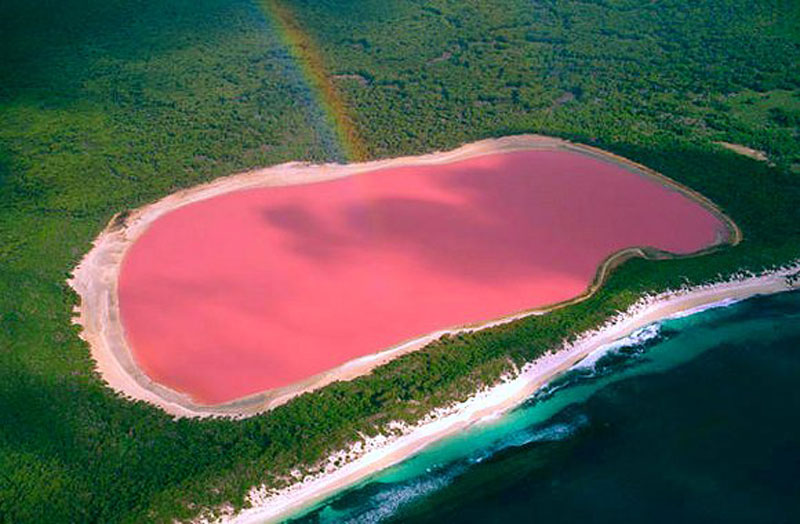
Le lac Hillier et sa couleur rose bonbon.

Bien que la majeure partie du pays soit désertique ou semi-aride, l’Australie (Tasmanie comprise) ne manque pas d’habitats naturels diversifiés pour accueillir différentes espèces animales et végétales. Pour une partie des animaux de ce continent, les scientifiques parlent de mégafaune australienne. Du fait du climat très variable de ce territoire, de son isolement très long, une faune et une flore particulières ont pu se développer, tels que les oiseaux aptères (émeu), ou les mammifères monotrèmes (ovipares) et marsupiaux (à poche marsupiale ou marsupium), ayant précédé dans l'évolution les mammifères placentaires. Environ 85 % des plantes à fleurs, 84 % des mammifères, plus de 45 % des oiseaux et 89 % des poissons du plateau continental sont considérés comme des espèces endémiques. Les espèces animales les plus connues sont le koala, le kangourou, le wallaby, l’émeu, l’ornithorynque, le wombat, l’échidné et le dingo.
L’arrivée des premiers hommes en Australie, la colonisation européenne et la modernisation ont apporté successivement leur lot de flore et de faune provenant du reste du monde. Certaines ont excessivement prospéré et ont atteint des proportions trop importantes, menaçant, sinon exterminant, d’autres espèces. 24 lapins furent introduits en Australie en 1874 et se reproduisirent très rapidement. Dans ce pays dépourvu de carnassiers, les lapins ont prospéré. À peine un demi-siècle plus tard, la population de lapins de garenne s'élevait à 30 millions d'individus et mettait en danger l'agriculture et l'équilibre écologique local. Après l'introduction de la myxomatose, on en est arrivé, en 1995, à introduire sur ce continent un virus ravageur des lapins provoquant la maladie hémorragique virale du lapin : le Rabbit Haemorrhagic Disease Virus (RHDV) afin de rééquilibrer leur population. Les Australiens relâchèrent également des renards, jusqu'ici absents de l'île-continent, qui s'attaquèrent aux marsupiaux. Des maladies comme la myxomatose sont même entretenues par les autorités pour en limiter le nombre. Un exemple très connu d’extermination est la disparition du tigre de Tasmanie (ou loup de Tasmanie) en plein XXe siècle du fait des Européens. Des quarante-deux espèces de kangourous originelles, seules quatorze ont survécu. On note également l'extinction d'environ 20 % des nombreuses espèces de perruches. De tous les continents, c'est l'Australie qui enregistre le plus grand pourcentage d'extinctions animales dues à l'Homme depuis le XVIIIe siècle. Encore en 2011, on peut constater que la forêt tasmanienne, aux écosystèmes hautement endémiques, est mise en coupe réglée par un exploiteur de bois privé. La déforestation est particulièrement préoccupante à l'est de l'Australie, ainsi qu'en Tasmanie.

Le lac Pedder, en Tasmanie.

Les premiers colons importèrent du bétail mais leurs excréments ne disparaissaient pas car il n'y avait pas d'insectes, ni de bactéries chargés de leur dégradation. Depuis, après 4 siècles d'occupation européenne, il est enfin interdit d'importer des espèces animales ou végétales en Australie. Cette mesure de contrôle de l'introduction d'espèces exogènes fait de l'Australie, aux côtés de la Nouvelle-Zélande, le pays en pointe en la matière car il s'agit d'une menace majeure pour la biodiversité parallèlement à la destruction des biotopes (incendies, urbanisation).
Outre les dommages causés à la faune et à la flore par l'introduction d'espèces exogènes, les méga-feux entraînent des destructions dramatiques. Les incendies qui ont débuté en août 2019 ont tué plus d'un milliard d'animaux et fait disparaître un nombre considérable d'habitats naturels puisque plus de 100 000 km2 ont brûlé.
L’Environment Protection and Biodiversity Conservation Act 1999 est un cadre juridique pour la protection des espèces menacées. De nombreuses zones protégées sont créées en vertu du Plan d'action pour la biodiversité nationale pour protéger et préserver des écosystèmes uniques, 64 zones humides sont inscrites à la Convention de Ramsar, et 16 sites ont été inscrits au patrimoine mondial. L'Australie est classée 13e au classement de 2005 de l’Environmental Sustainability Index.

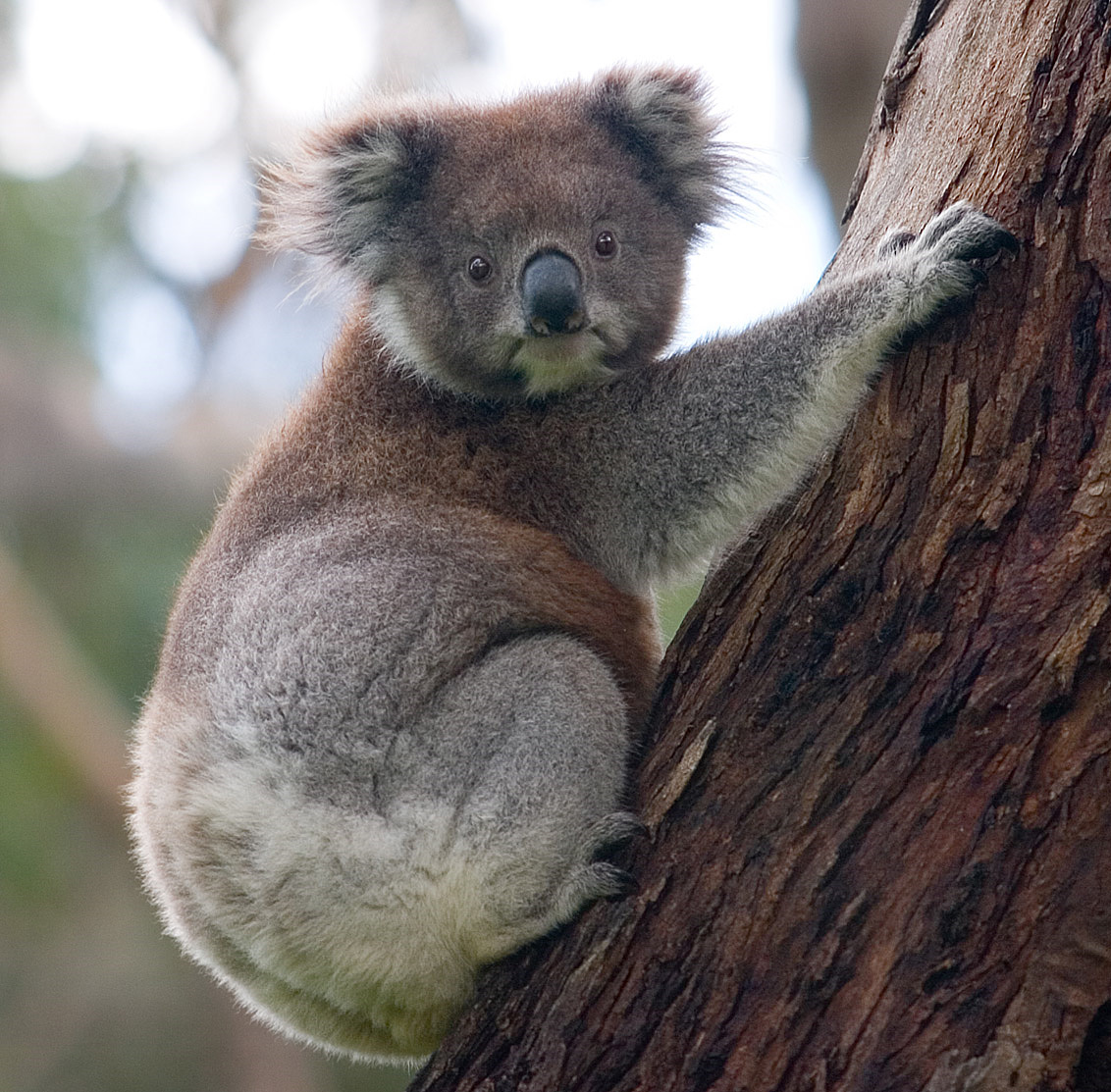
Koala.
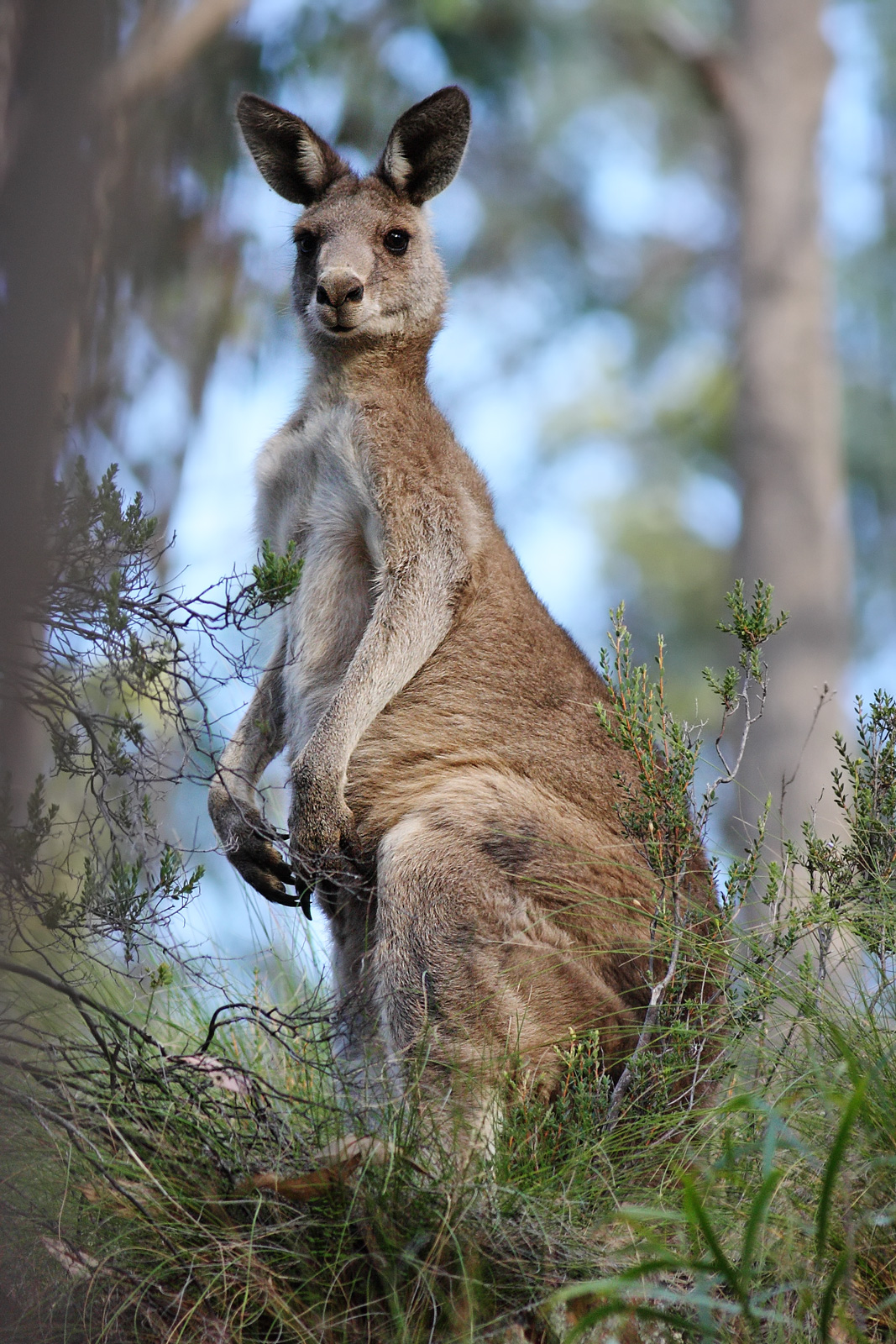
Kangourou géant.
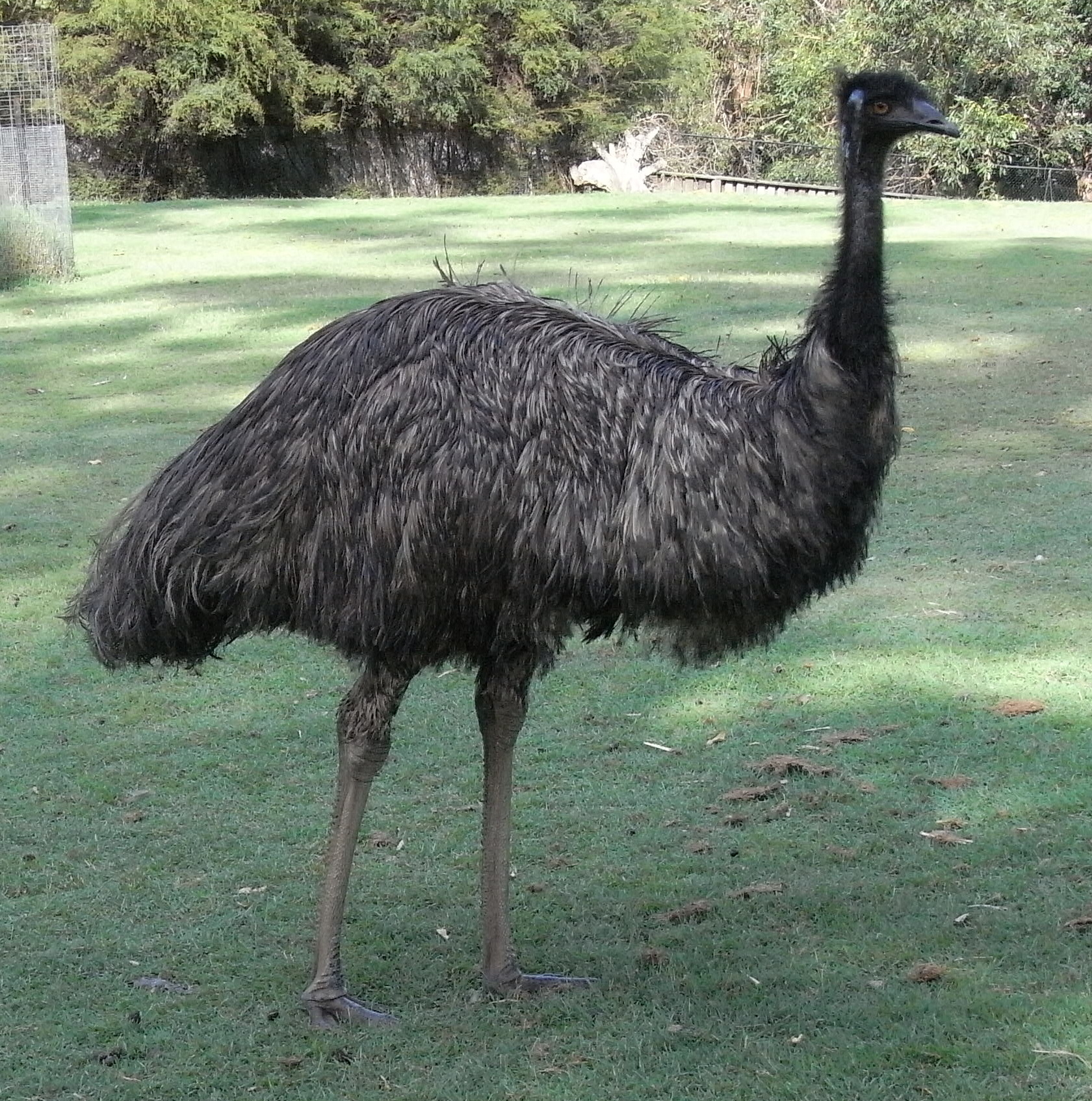
Émeu.
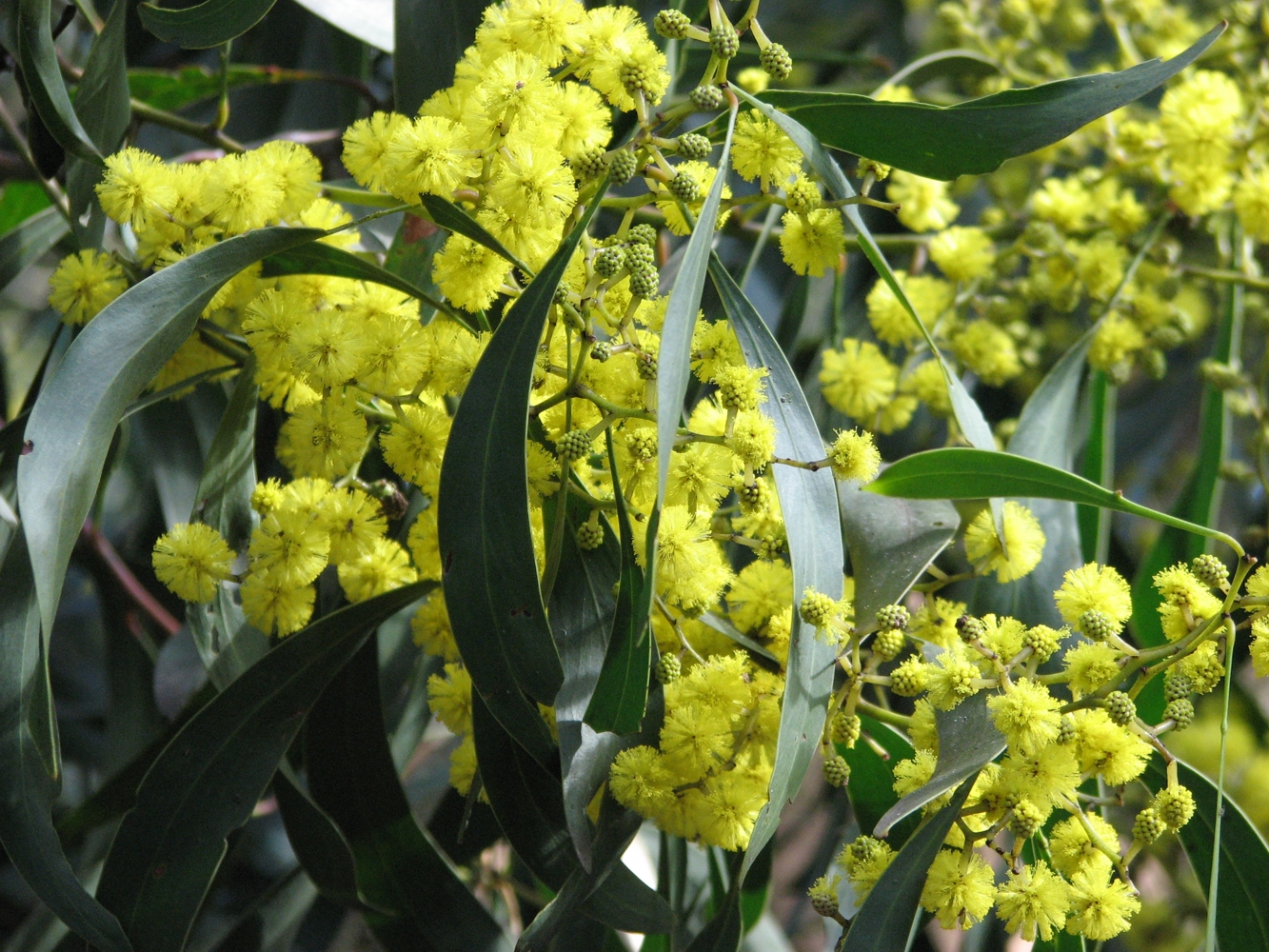
Mimosa doré.
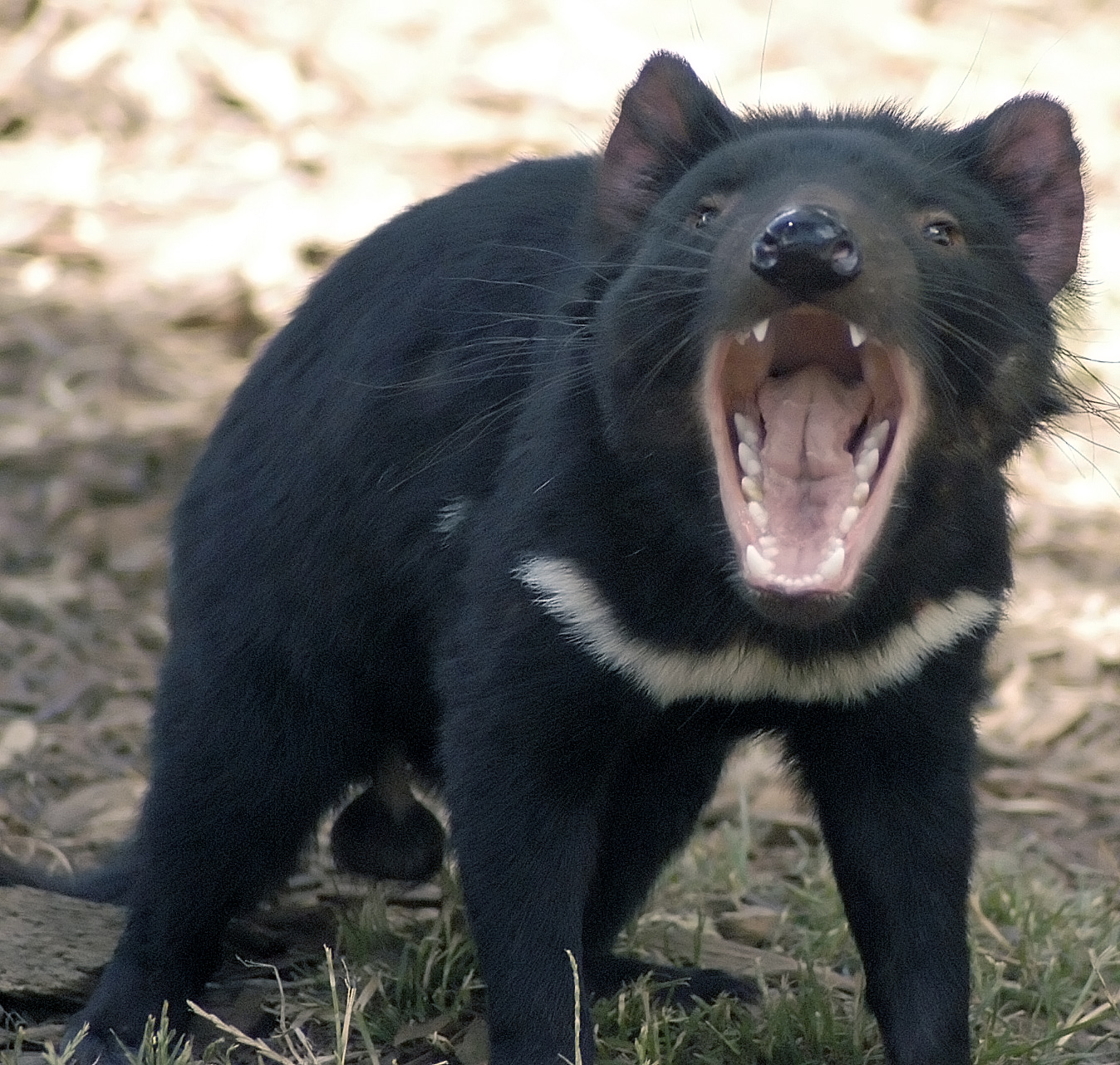
Diable de Tasmanie.
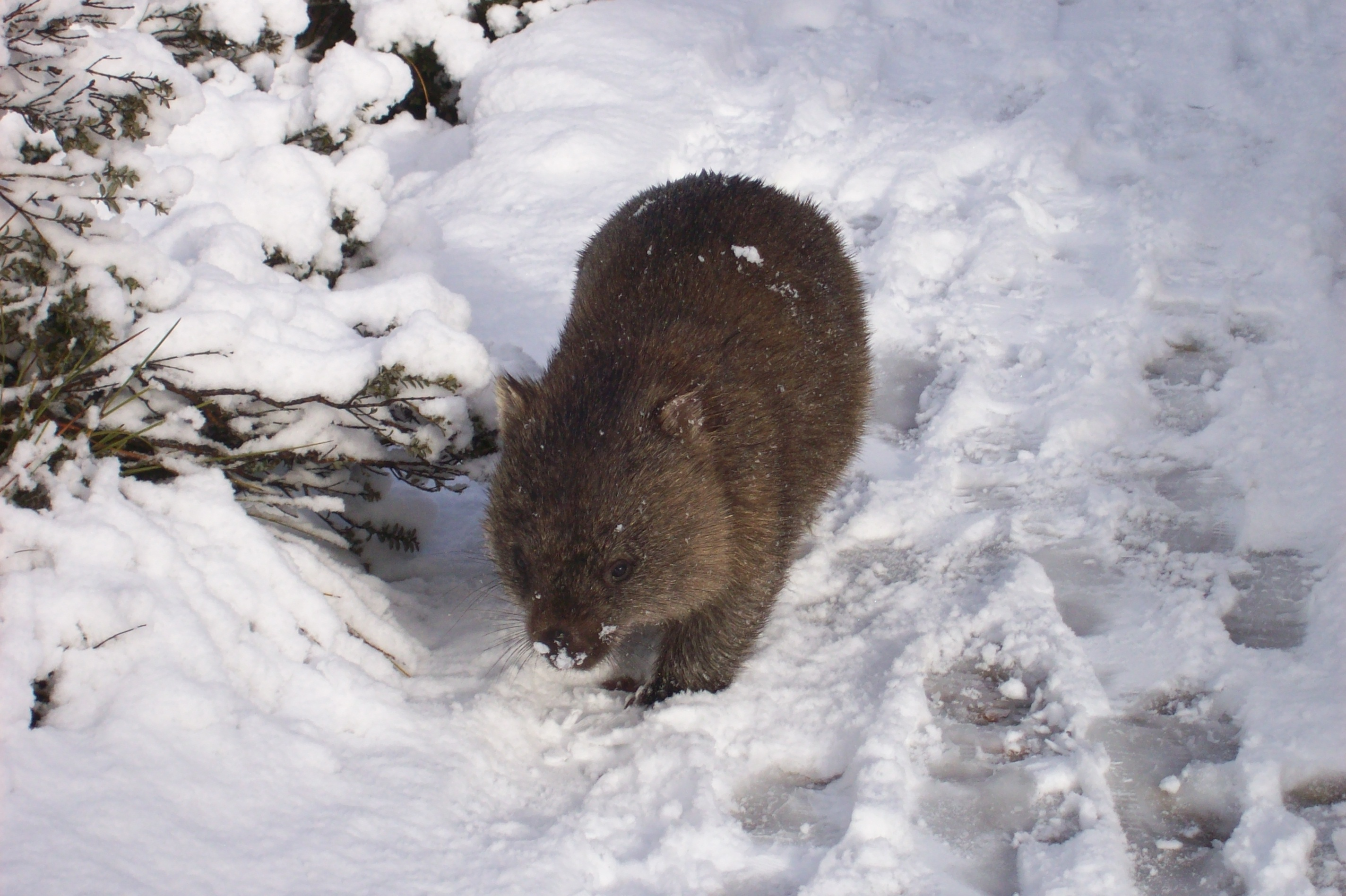
Wombat.
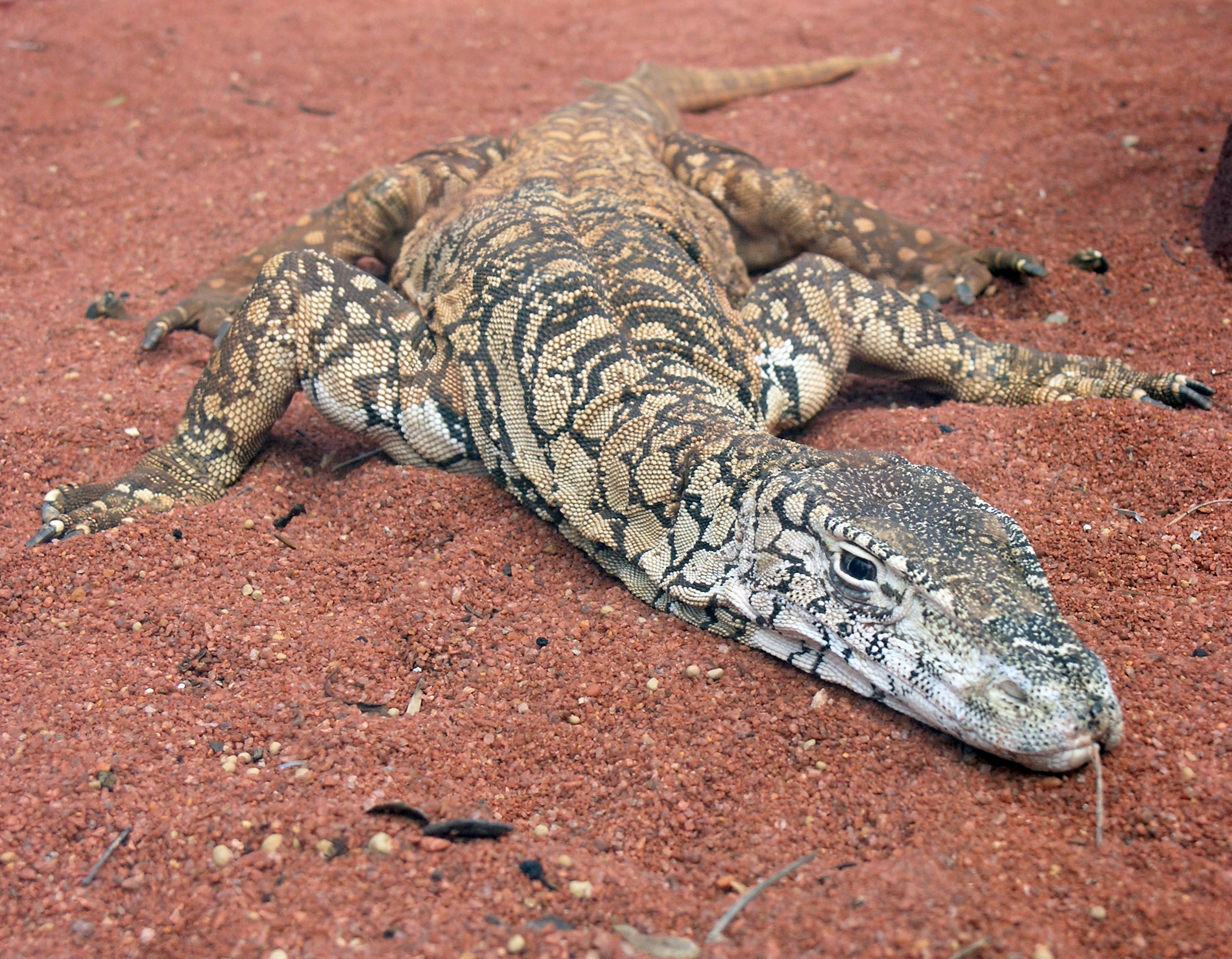
Goanna.
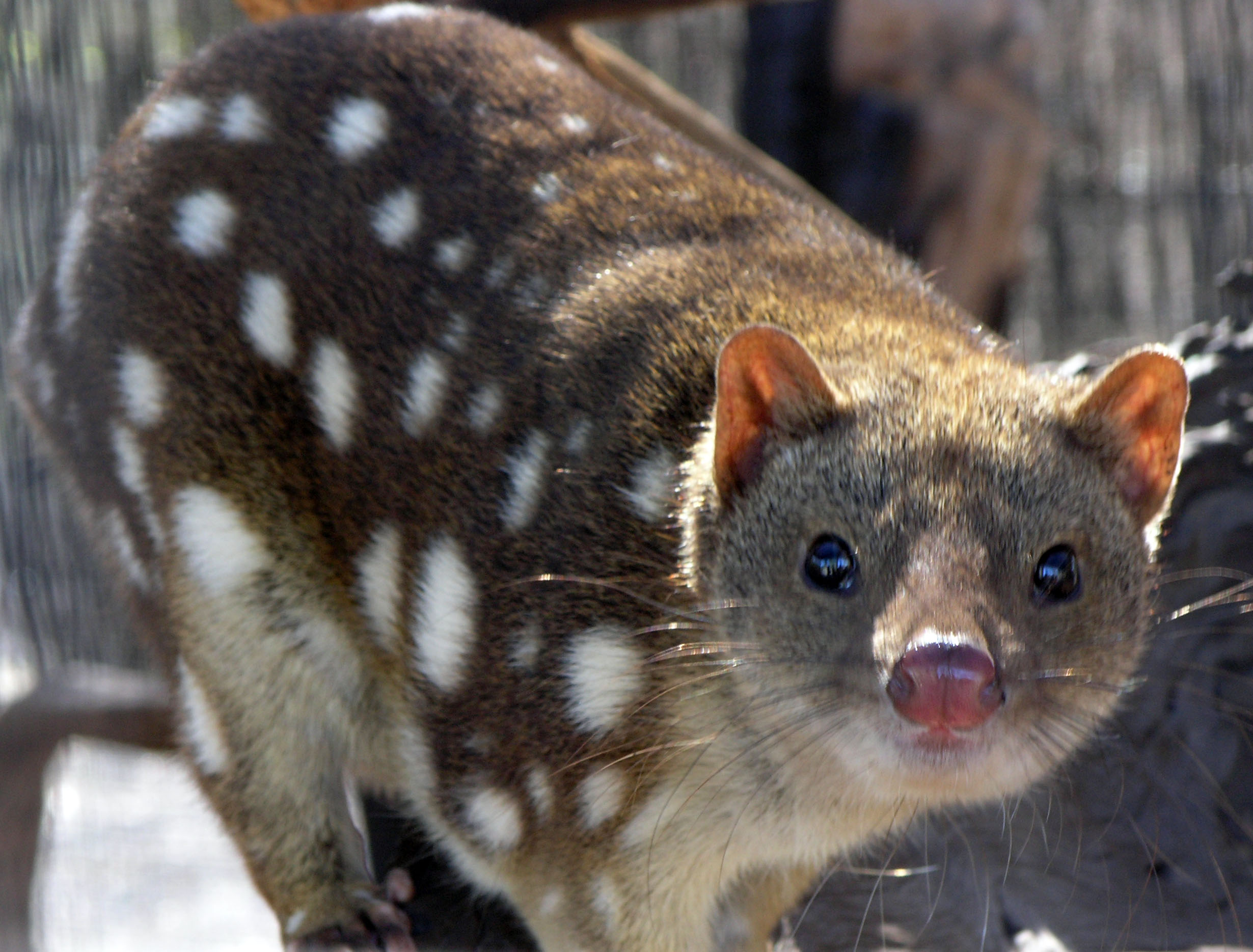
Chat marsupial à queue tachetée.
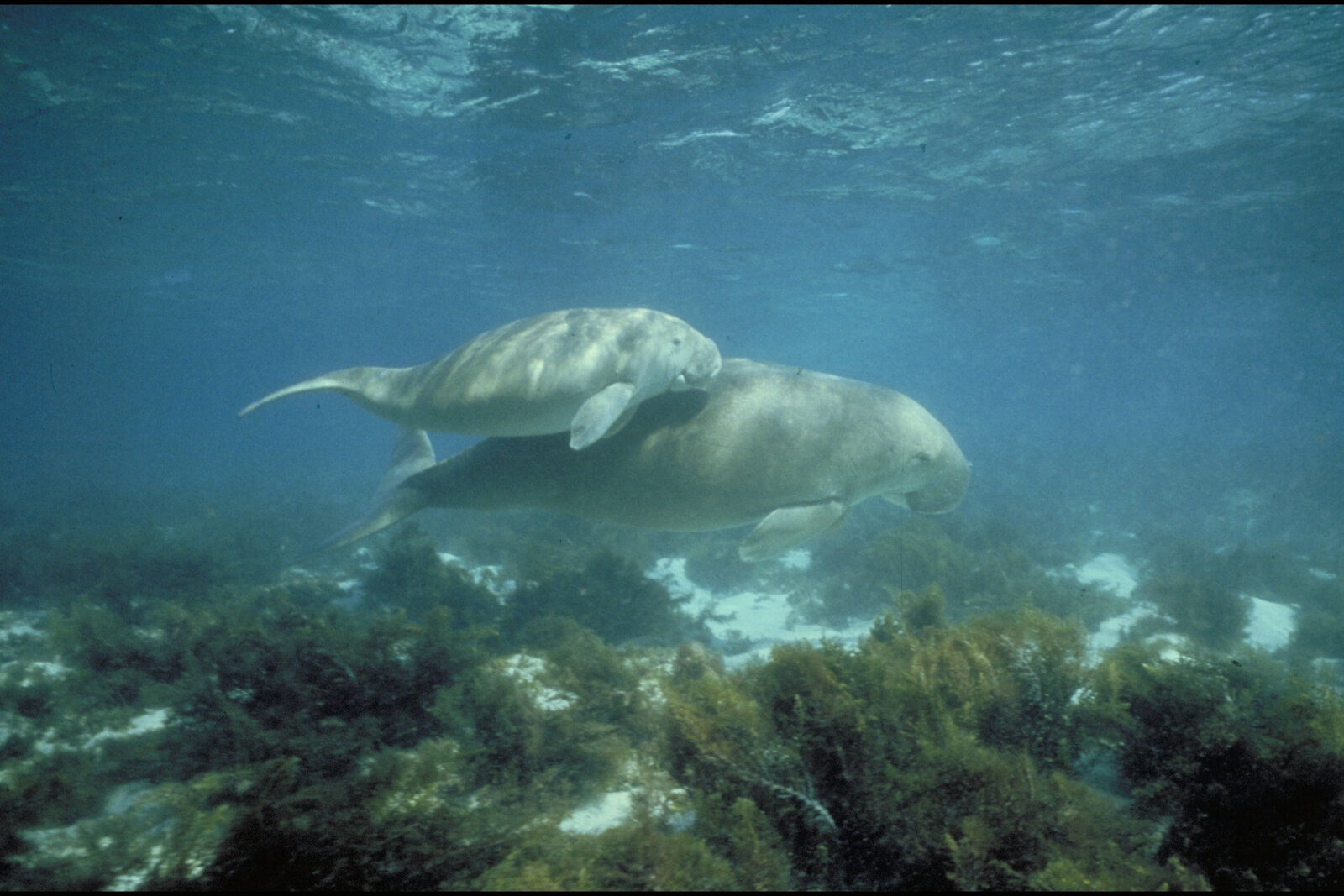
Dugong.
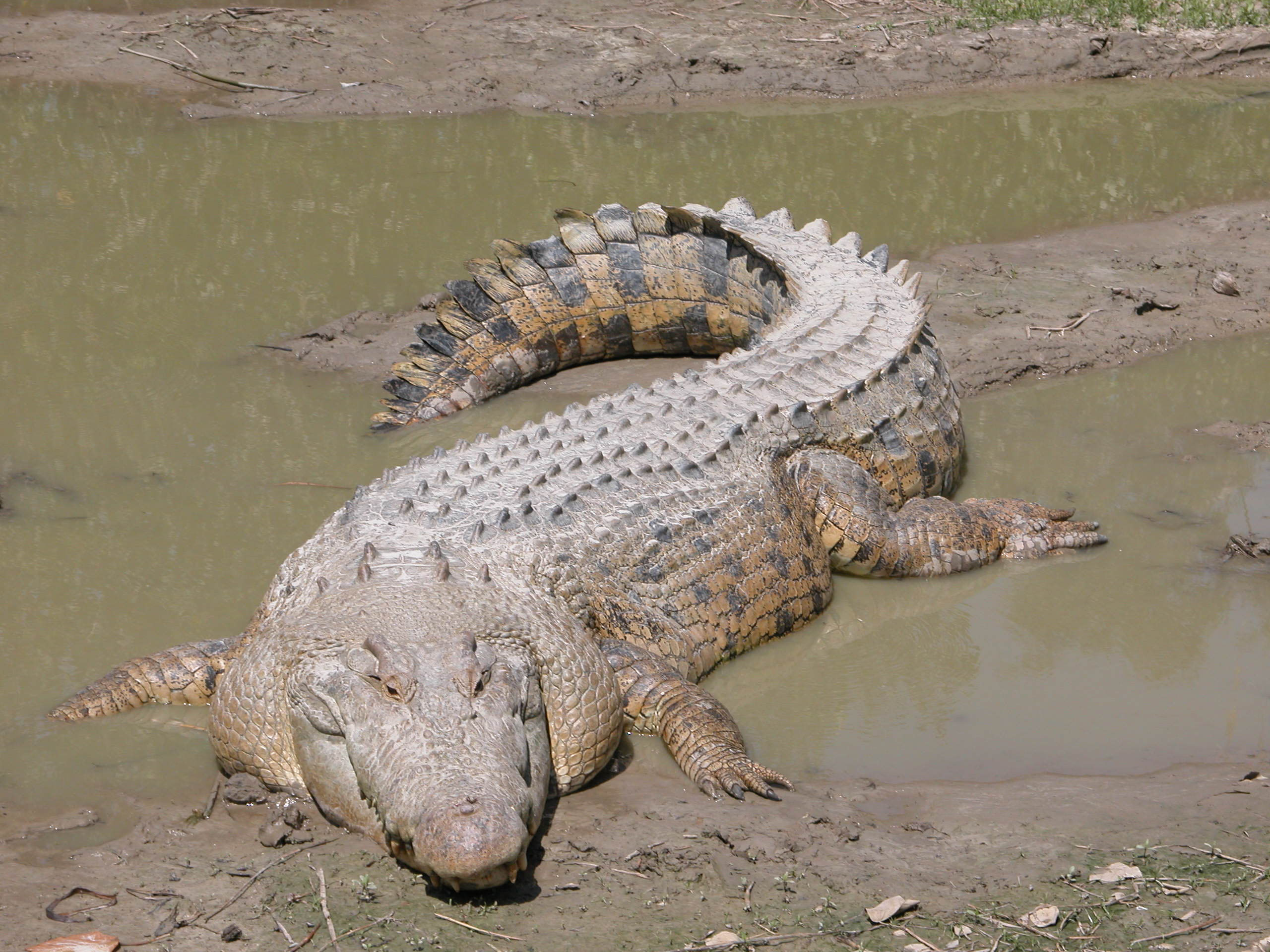
Crocodile marin.
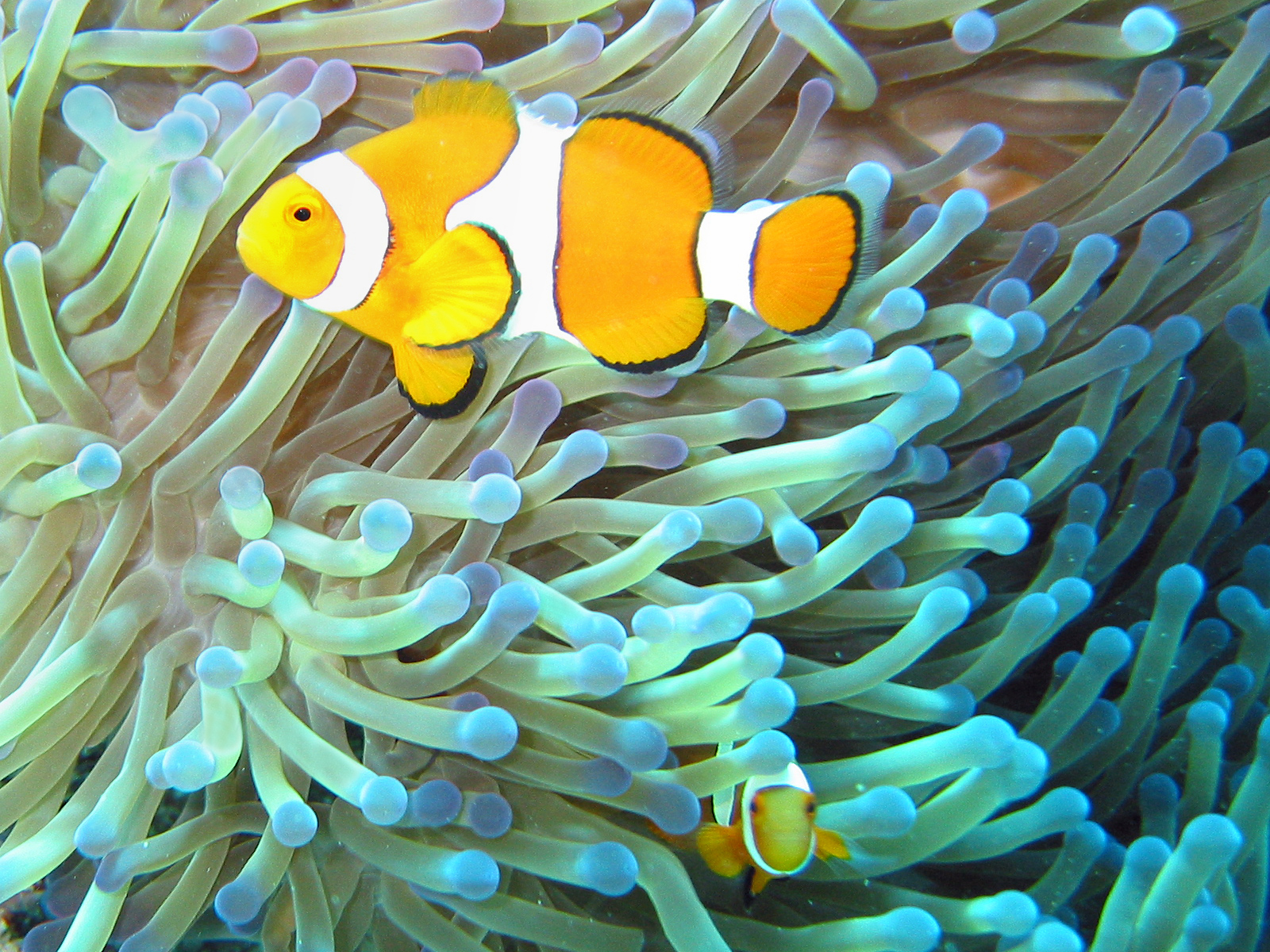
Poisson-clown.
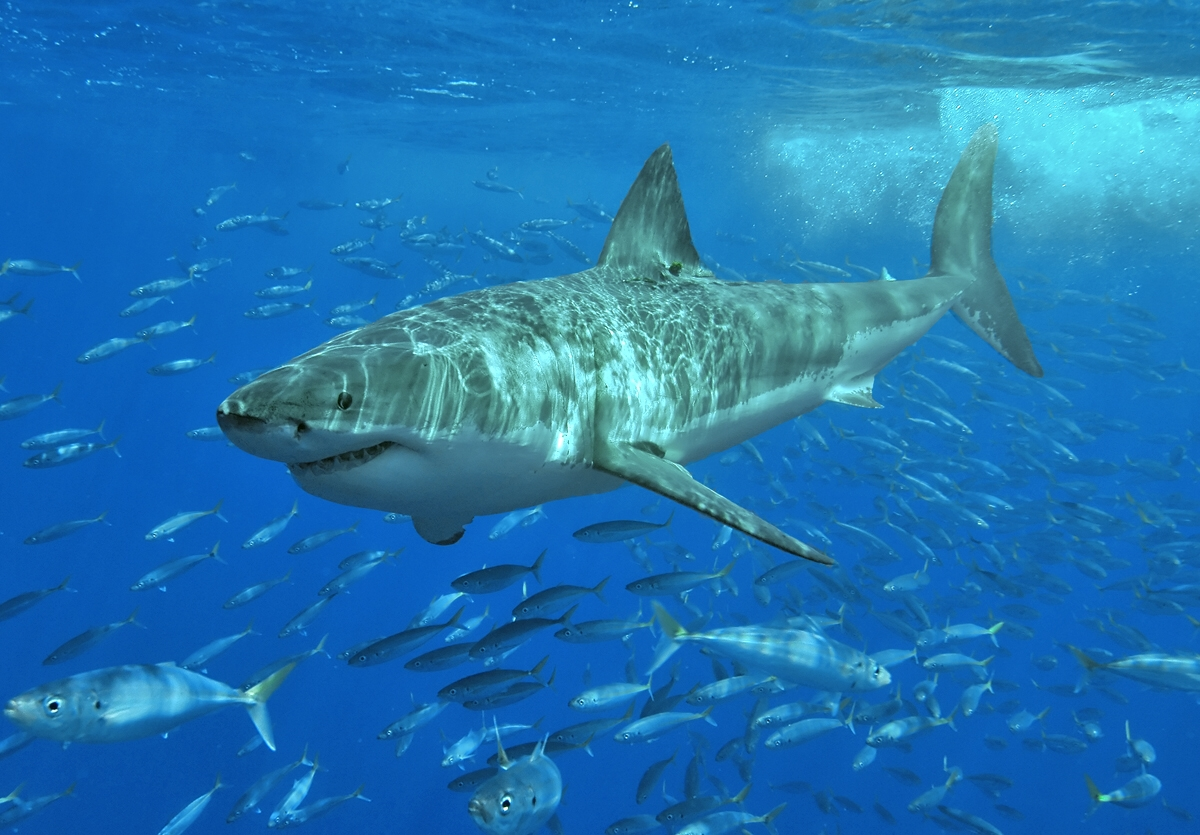
Grand requin blanc.

#### Impact des activités humaines
Le pays est le huitième émetteur de gaz à effet de serre par habitant en 2015.

### Climats

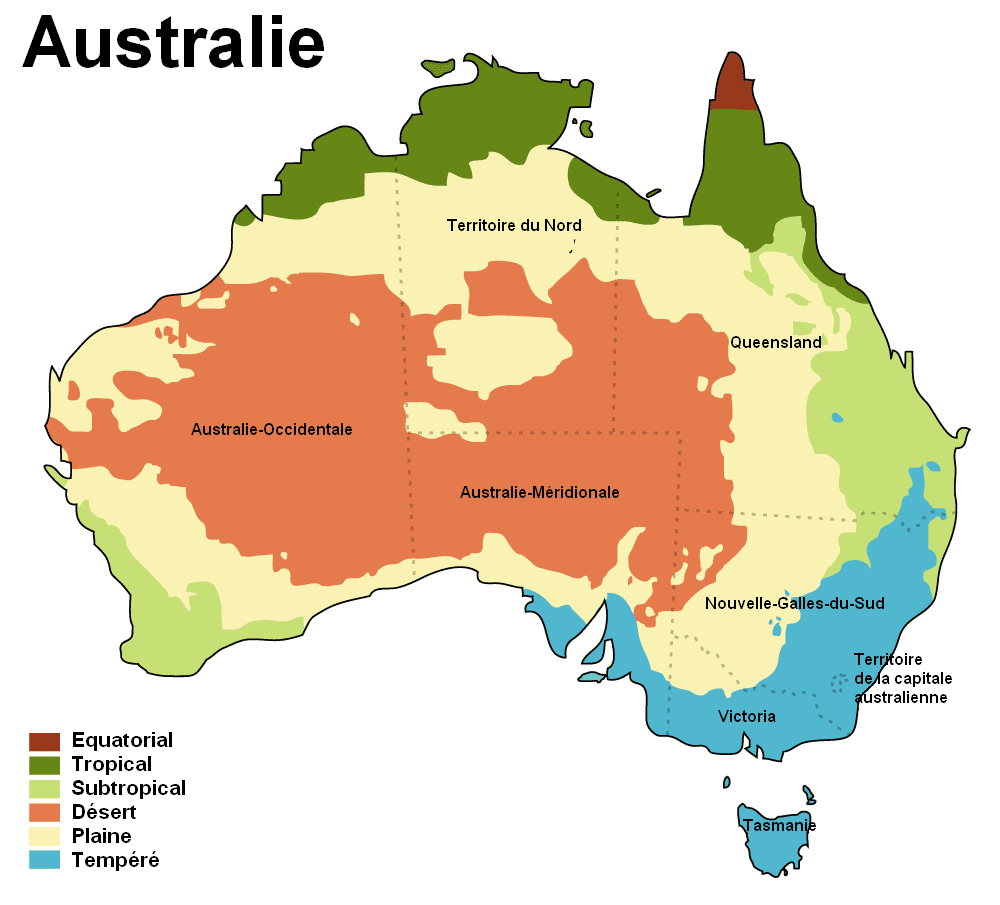
Zones climatiques en Australie :
Équatorial.
Tropical.
Subtropical.
Désert et steppe désertique.
Prairie et savane.
Tempérée.

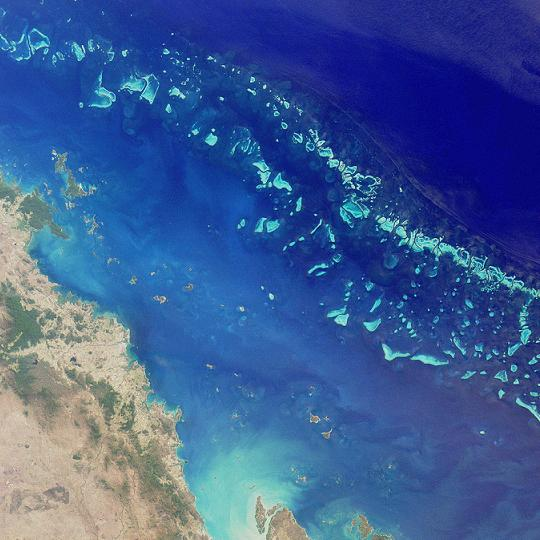
Image satellite de la Grande Barrière.

Les côtes du nord et du nord-est ont un climat tropical. De décembre à avril, il fait très chaud (29 °C à Darwin, 26 °C à Cairns) et très humide avec des pluies tropicales d'été. Il pleut de 15 à 20 jours par mois. Ainsi, en décembre, il tombe 225 mm d'eau à Cairns et Darwin, en janvier et février de 300 à 400 mm, en mars 300 mm à Cairns et 450 mm à Darwin. À partir de mi-avril, les pluies deviennent plus rares et les températures descendent un peu, tout en restant élevées (26 °C de mai à septembre à Darwin, 22 °C à Cairns). De mai à septembre, ce qui correspond à l'hiver, s'égrènent donc les mois les plus agréables avec un temps sec et des températures clémentes. À partir d'octobre, il recommence à pleuvoir et les températures remontent sensiblement.
La côte orientale possède un climat subtropical humide et les pluies y sont abondantes toute l'année. À Sydney, il pleut en moyenne de 12 à 14 jours chaque mois de l'année avec de 75 à 125 mm d'eau. C'est l'été, de décembre à mars, que les températures sont les plus agréables (22 °C à Sydney), les mois les plus chauds étant janvier et février. En octobre et novembre, ainsi qu'en avril, il fait 18 °C, puis de mai à septembre, le temps se rafraîchit entre 12 et 15 °C seulement, juillet étant le mois le plus frais.

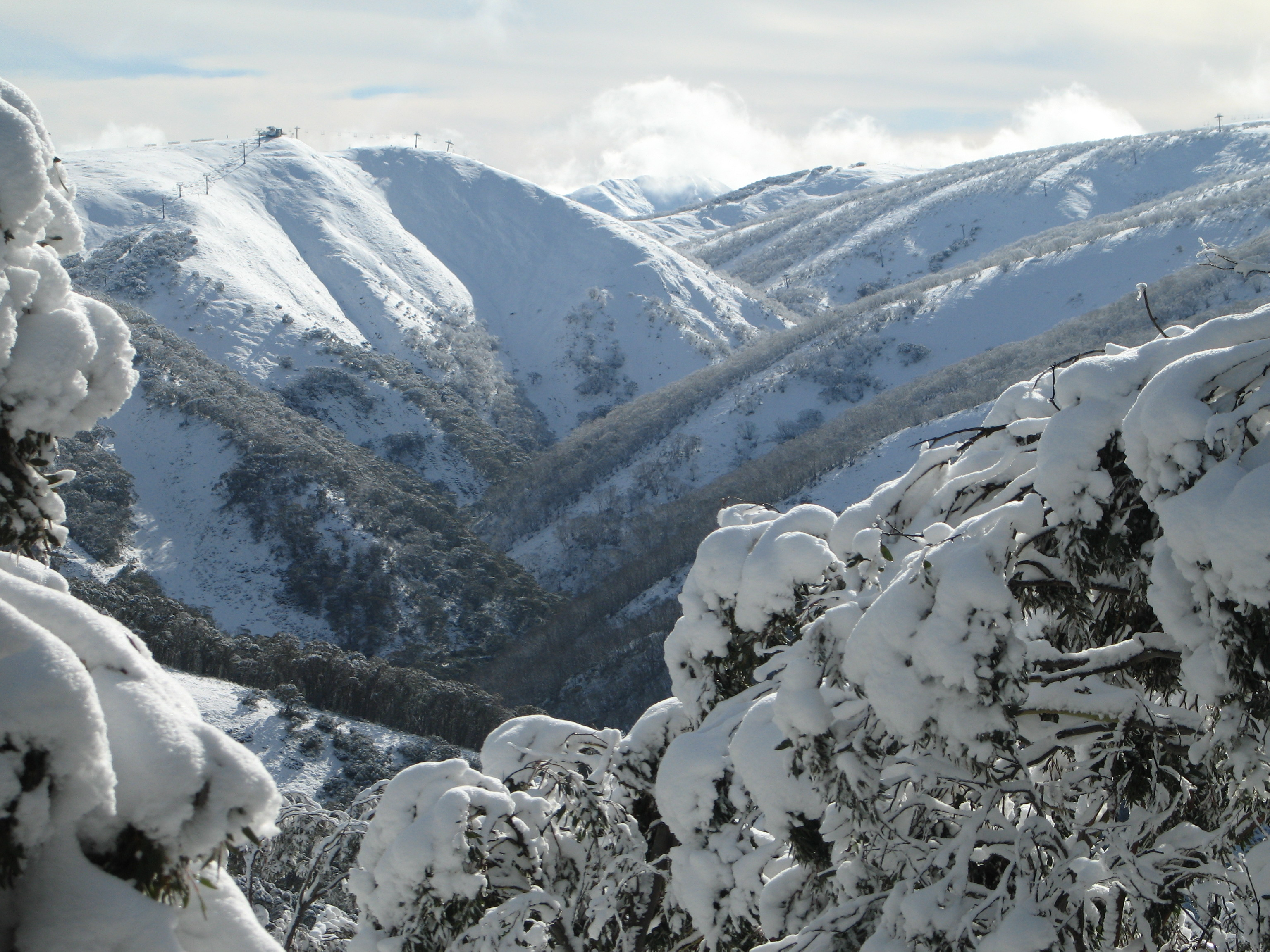
Mont Hotham : l’Australie est le continent le plus sec et le plus plat, pourtant elle a également des régions alpestres dans la Cordillère australienne et en Tasmanie.

La Tasmanie, île au sud-est du continent, possède un climat océanique, marqué par son humidité constante, ses hivers doux (4 °C) et ses étés frais (17 °C). C'est l'État le plus humide d'Australie, un des rares à ne pas avoir de problèmes de manque d'eau.
Les côtes sud et sud-ouest bénéficient d'un climat méditerranéen. D'avril à octobre, elles reçoivent les pluies d'hiver (de 50 à 75 mm par mois à Adélaïde et à Perth). C'est une saison pluvieuse et fraîche (de 11 à 16 °C). Ce sont en juin et juillet les mois les plus pluvieux et les plus frais (de 16 à 19 jours de pluie dans le mois, avec 11 °C seulement à Adélaïde et 13 °C à Perth). En revanche, l'été de décembre à mars, il fait très bon, le temps est sec ; pas plus de 5 jours de pluie par mois et les températures sont très agréables (de 20 à 23 °C), janvier et février étant les mois les plus chauds et les plus secs. En octobre et novembre, ainsi qu'en avril, le temps est sec mais les températures moyennes de l'ordre de 16 à 19 °C. Pendant l'été austral, la région subit des incendies en période de sécheresse et de grand vent : en 1983, les feux de brousse avaient fait 75 morts dans le sud du pays et dans l'État de Victoria. Ceux de février 2009 ont fait au moins 181 morts et des destructions importantes (365 000 hectares, 1 000 maisons).
Sur la côte ouest, l'été, de novembre à avril, est humide et chaud. Les températures à l'ombre sont alors de 30 °C à Broome, décembre étant le mois le plus chaud, et il y pleut de 6 à 10 jours chaque mois avec de 75 à 150 mm d'eau. En revanche l'hiver, de mai à octobre, est très sec avec des pluies rares même inexistantes à Broome de juillet à octobre et des températures variant de 21 à 26 °C, juin étant le mois le moins chaud (21 °C à Broome). C'est la saison la plus agréable.
L'intérieur a un climat quasi-désertique. Les pluies au cours de l'année sont rares, pas plus de 1 à 4 jours par mois. L'été, de novembre à mars, est chaud (de 25 à 28 °C à Alice Springs) avec une chaleur difficile à supporter car le degré hygrométrique varie de 28 à 35 % seulement. En septembre et octobre, ainsi qu'en avril, les températures sont douces (de 18 à 22 °C à Alice Springs) mais toujours un degré hygrométrique faible : 30 à 40 %. De mai à août, il fait frais (de 12 à 15 °C à Alice Springs) et le degré hygrométrique ne dépasse jamais 50 %. Là, c'est plutôt septembre, octobre et avril qui sont les mois les plus agréables.

#### Effets du réchauffement climatique
Le réchauffement climatique a entraîné une augmentation des risques d'incendie de forêt. Déjà au-dessous de 1 degré de réchauffement, la saison des feux de forêt s'étend « avec une grande confiance ». Cet effet peut être observé en Australie. Le rapport sur le climat du Bureau australien de météorologie et de l'organisation de recherche CSIRO montre une augmentation significative du risque d'incendie au cours des dernières décennies. Le rapport résume cela comme suit : « Le changement climatique, y compris la hausse des températures, contribue à ces changements. » Les feux de brousse en Australie en 2019 ont brûlé une superficie record d'environ un million d'hectares. Cela correspond à un quart de la superficie de la Suisse. Plusieurs centaines de maisons ont été victimes des flammes.

## Histoire

### Préhistoire

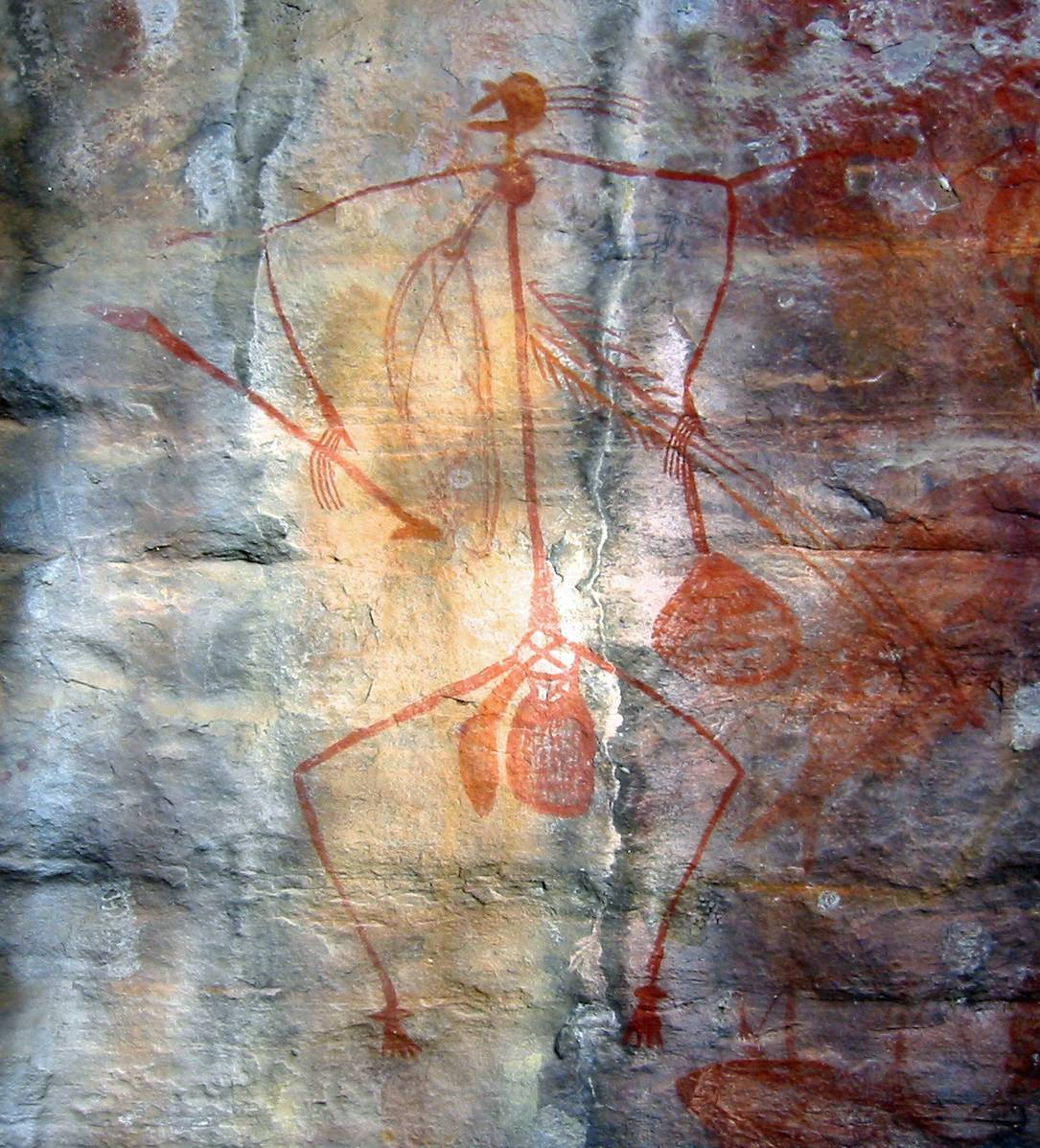
L'art primitif du parc national de Kakadu.

La date exacte de la première présence humaine en Australie est toujours sujet de débats. Le peuplement de Sahul (le continent combiné de l'Australie et de la Nouvelle-Guinée) représente le premier événement de migration et d'établissement d'humains anatomiquement modernes. Les dates de ce peuplement sont estimés entre 75 000 ans et 50 000 ans AP, la migration ayant probablement eu lieu d'abord via le nord-ouest du plateau Sahul, puis a été potentiellement suivie d'une deuxième entrée via la Nouvelle-Guinée.
Il y a de sérieuses preuves scientifiques de présence humaine il y a environ 50 000 ans. C’est une période d’énormes bouleversements écologiques en Australie et elle est considérée comme la conséquence de la colonisation humaine. L'homme de Mungo est un ancien habitant de l'Australie qui aurait vécu, il y a environ 40 000 ans au Pléistocène et a été découvert au bord du lac Mungo, au sud de la Nouvelle-Galles du Sud, à 3 000 kilomètres de la côte du nord de l'Australie. Il avait été enterré avec un cérémonial. On a trouvé près de lui des outils en pierre, des os de wombats d'espèces disparues et de kangourous géants. Ces restes sont les plus anciens restes humains trouvés en Australie mais leur âge est encore sujet à discussion.
Ces premiers Australiens sont les ancêtres lointains des Aborigènes d'Australie d’aujourd’hui. Ils sont arrivés via des ponts terrestres apparus avec la glaciation de Würm. Il existe de nombreuses espèces de plantes et animaux communs à l’Australie, la Papouasie-Nouvelle-Guinée et quelques îles indonésiennes, ce qui laisse à penser qu’il devait exister des ponts terrestres entre ces pays. La fin de la période glaciaire avec la montée des mers a isolé la Nouvelle-Guinée et la Tasmanie du continent et les Aborigènes australiens ont commencé une longue période d'isolement sans influence extérieure.
Les peuples d’Australie et de l'archipel indonésien, dont les habitants étaient depuis longtemps d'entreprenants marins et commerçants, ont développé des échanges entre eux. Des marins du sud de Célèbes en Indonésie venaient sur les côtes nord de l'Australie, qu'ils appelaient Marage, pêcher l'holothurie.
En 1788, l'Australie était peuplée d'environ 250 tribus, couvrant tout le continent, chacune d'entre elles ayant sa propre langue, ses lois et ses frontières tribales avec une population totale estimée à 350 000 personnes : ils représentent la plus ancienne culture existant sur Terre.
Ces populations avaient une mythologie commune appelée le temps du rêve (Tjukurpa en langue anangu) ou le rêve. Le « temps du rêve » explique les origines du monde, de l’Australie et de ses habitants. Selon cette tradition, des créatures géantes comme le Serpent arc-en-ciel sont sorties de la terre, de la mer et du ciel et ont créé la vie et les paysages. Leurs corps géants ont formé les sols, créé les fleuves et les chaines de montagnes et leurs esprits sont restés dans la terre, la rendant ainsi sacrée aux peuples indigènes.
L'art indigène australien est l'une des traditions les plus anciennes du monde. Les formes d'art indigènes les plus anciennes sont des peintures et des gravures dont certaines remontent à 30 000 ans. La musique traditionnelle était principalement chantée mais les Aborigènes pouvaient utiliser des instruments musicaux comme des didjeridoos en accompagnement. Le passe-temps le plus célèbre des Aborigènes d'Australie est la pratique sportive du boomerang : un objet bipale, rigide et plat, coudé ou angulaire, doté de profils déterminés qui, lancé à la main d'une certaine façon, vole en tournoyant sur lui-même. Ces créations indigènes, d'origine antique, demeurent des symboles de la nation australienne à l'heure actuelle.

### Découverte par les Européens

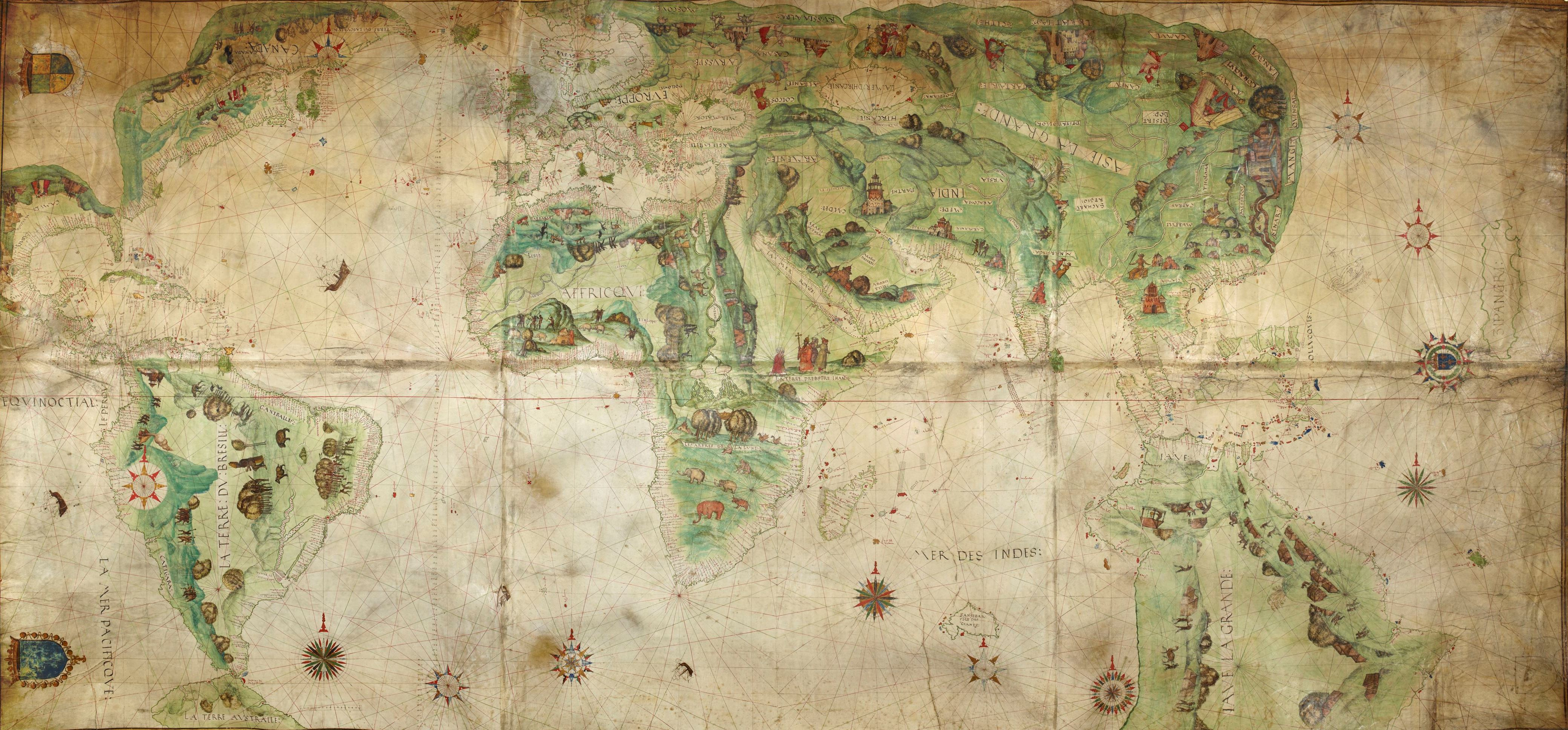
La mappemonde Dauphin (vers 1547) avec représentation de la côte occidentale de l'Australie (La Grande Jave). Carte de l'école de cartographie de Dieppe.

Pendant des siècles, les Européens présument l'existence d'une grande terre méridionale. Le premier Européen à visiter l'Australie pourrait avoir été l’explorateur portugais Cristóvão de Mendonça en 1522 et quelques historiens ont proposé la théorie de la découverte de l'Australie par les Portugais.
Il semblerait que Cristóvão de Mendonça ait utilisé, en 1522, un des planisphères du cartographe allemand Johann Schöner. En effet, celui-ci réalise, en 1515, un globe terrestre représentant dans l'hémisphère austral une terre aux dimensions imposantes et reprenant les contours de l'Australie. Il reprend ce travail qu'il approfondit dans une nouvelle mappemonde en 1520. Cette Terra Australis est située de part et d'autre du détroit de Magellan. Cet emplacement géographique correspondrait plus à celui du continent Antarctique, mais les contours rappellent ceux du continent australien, tout comme la végétation dessinée sur cette terre. Reste à comprendre comment Johann Schöner et les autres géographes européens de ce début du XVIe siècle ont eu connaissance de l'existence de cette Terra Australis. Selon les hypothèses de Gavin Menzies, une flotte chinoise importante, commandée par Zheng He, aurait abordé les côtes australiennes au début du XVe siècle. Cette hypothèse de la circumnavigation chinoise serait à la base des connaissances géographiques transmises par les Chinois eux-mêmes et connue des voyageurs et commerçants arabes et européens, tel que Marco Polo ou Jean de Mandeville.
Les cartes marines et portulans du XVIe siècle de l'École de cartographie de Dieppe représentent l'Australie sous le nom de La Grande Jave. Les navigateurs portugais collaboraient avec les cartographes de cette célèbre école. Nicolas Vallard, Jean Rotz, Pierre Desceliers, Nicolas Desliens et d'autres cartographes français représentèrent ainsi les contours exacts de l'Australie dès le milieu du XVIe siècle.
En 1570, Abraham Ortelius réalise une mappemonde montrant les contours septentrionaux de l'Australie sous le nom de Terra Australis. À cette époque l'hypothèse d'un continent austral unique reliant l'Australie et l'Antarctique est de mise.

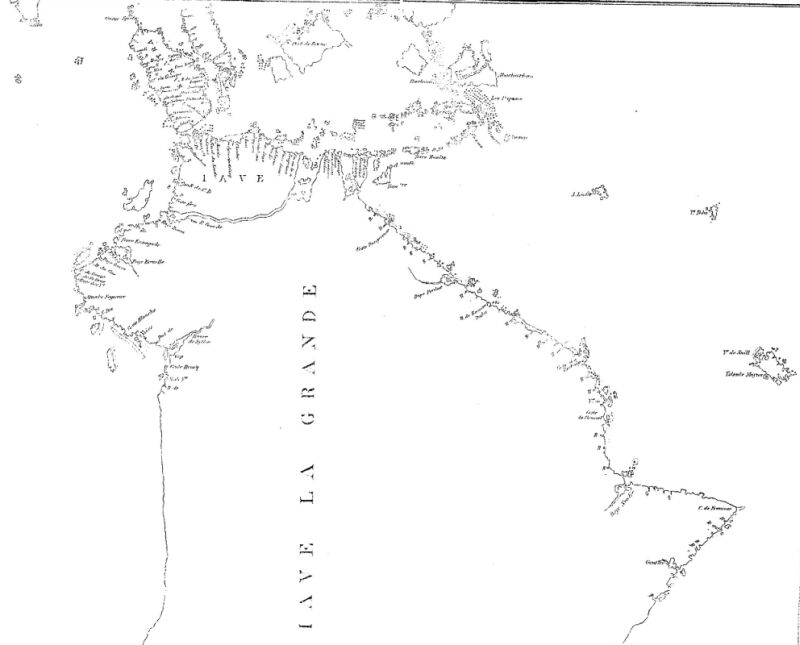
Représentation de l'Australie (La Grande Jave) début du XVIe siècle.
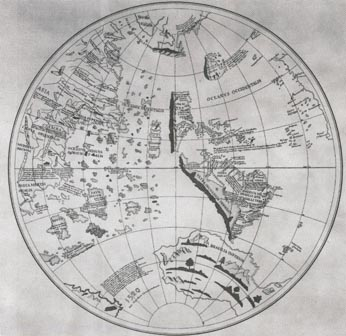
Représentation de l'Australie sur la mappemonde de Johann Schöner 1520 d'après son globe terrestre de 1515.
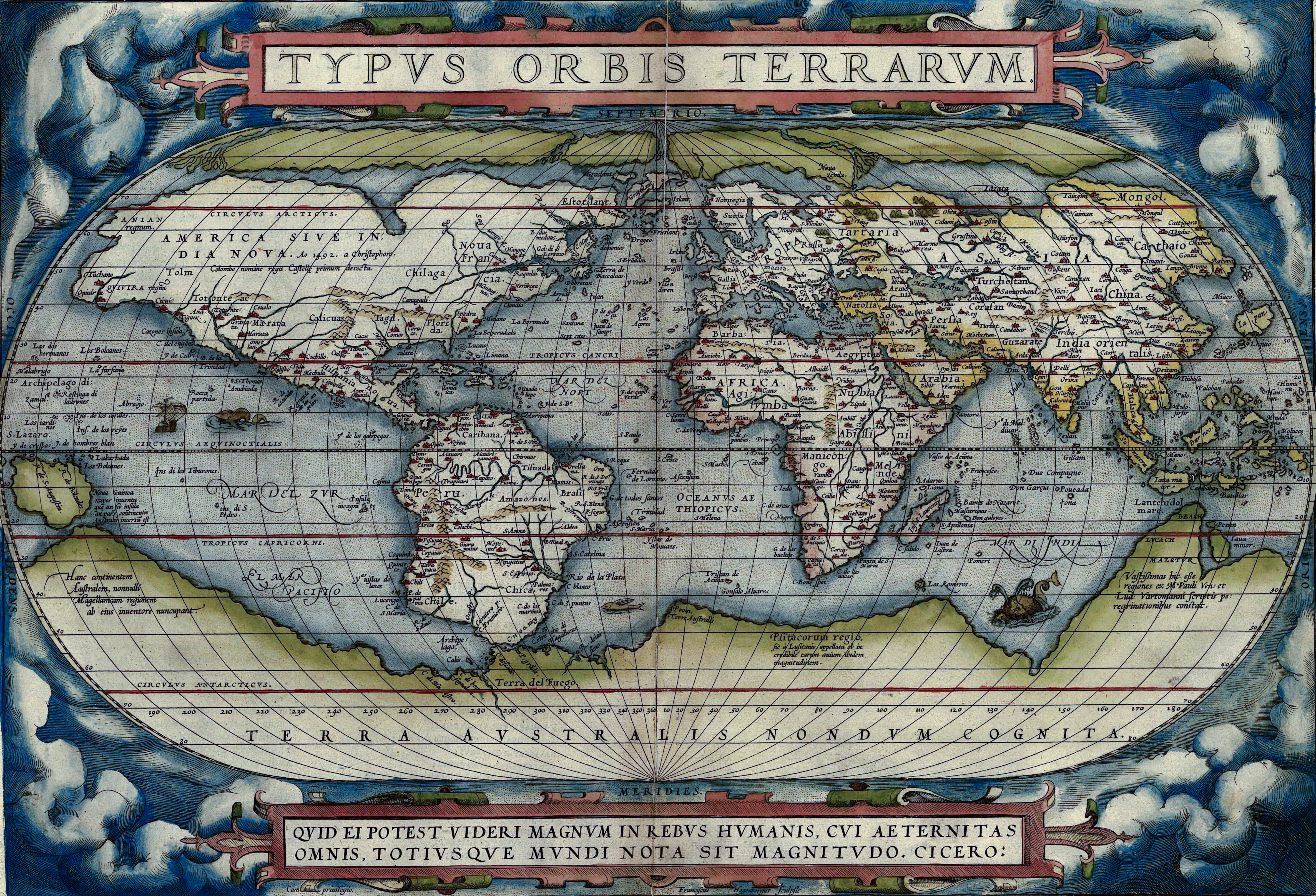
Représentation de l'Australie sur la mappemonde de Abraham Ortelius réalisée en 1570.
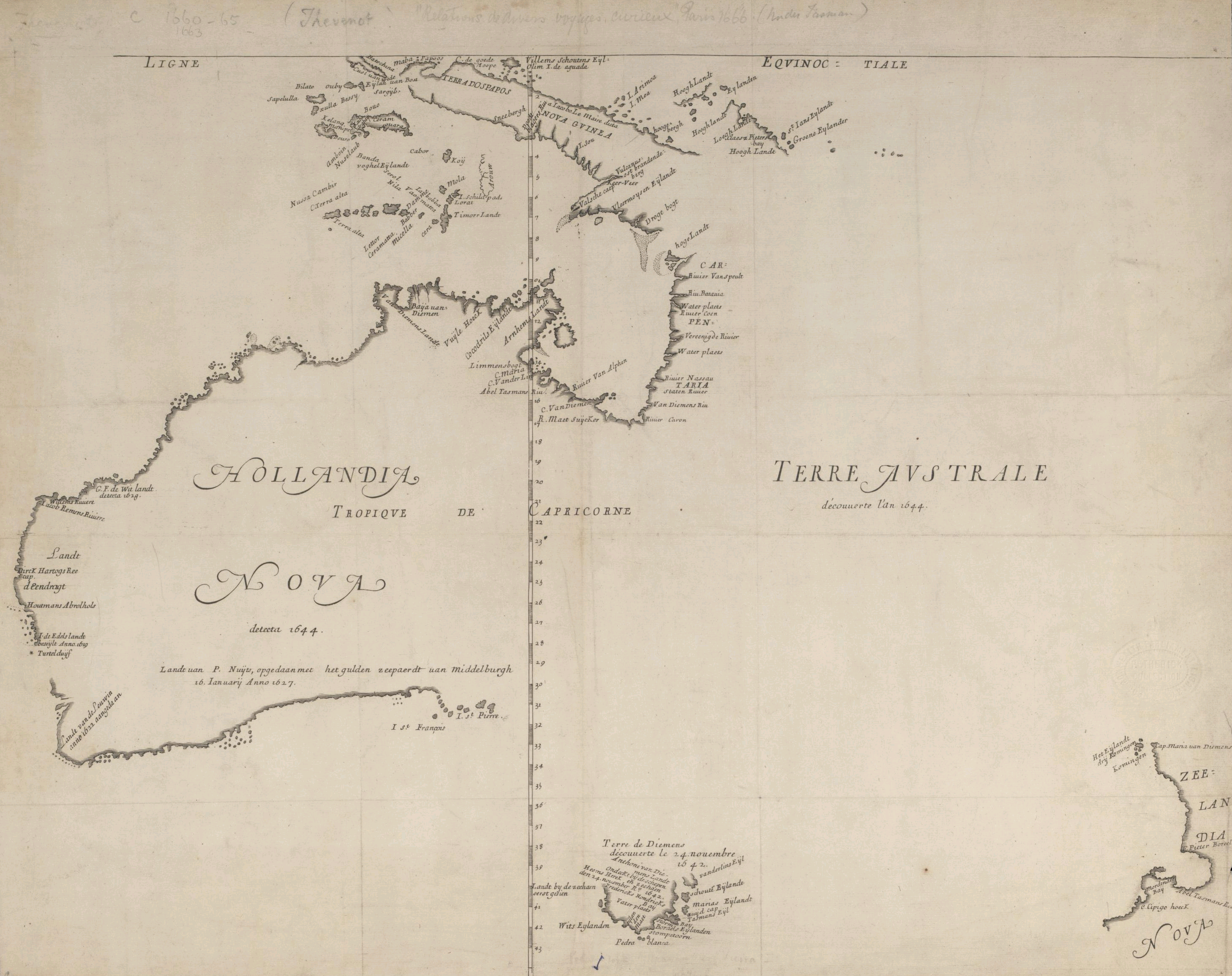
Représentation de l'Australie (Nouvelle-Hollande) sur le globe de Coronelli (1688).

### Explorations par les Européens (1606-1788)

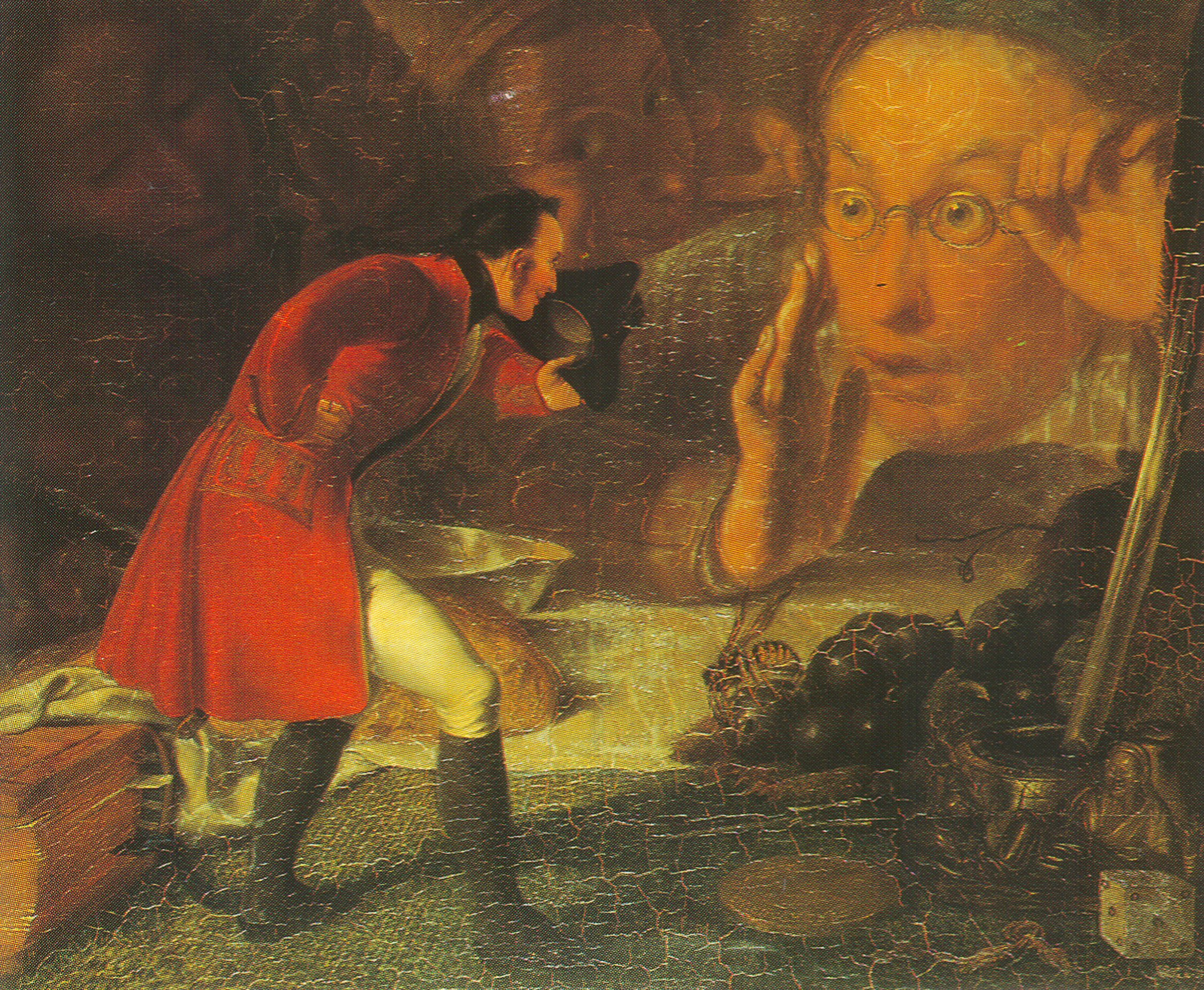
Pendant des siècles les Européens présument l'existence d'une grande terre méridionale. En 1721, Jonathan Swift place Les Voyages de Gulliver près du pays mystérieux décrit par l'explorateur néerlandais Abel Tasman.

Ce n’est qu’au XVIIe siècle que l’île devient le sujet d’explorations européennes. Quelques expéditions aperçoivent la fameuse Terra Australis : le Néerlandais Willem Jansz devient en 1606 le premier visiteur européen à identifier l'Australie. Son bateau, le Duyfken, jette l'ancre devant cap York. Dans un récit postérieur, un Néerlandais décrit le territoire qu'il voit « comme non cultivé, et peuplé par de sauvages barbares noirs et cruels, qui ont massacré certains de nos marins ». Suivront l'Espagnol Luis Váez de Torrès, en mission pour son pays en 1607, les Néerlandais Dirk Hartog en 1616, Jan Carstensz en 1623, Pieter Nuyts en 1627, Gerrit Frederiksz de Witt en 1628 et Abel Tasman en 1642. Ce dernier donne son nom à l’île de Tasmanie mais lui-même l'a nommée d’après le nom de l'amiral et gouverneur Anthony van Diemen : « Van Diemenslandt ».

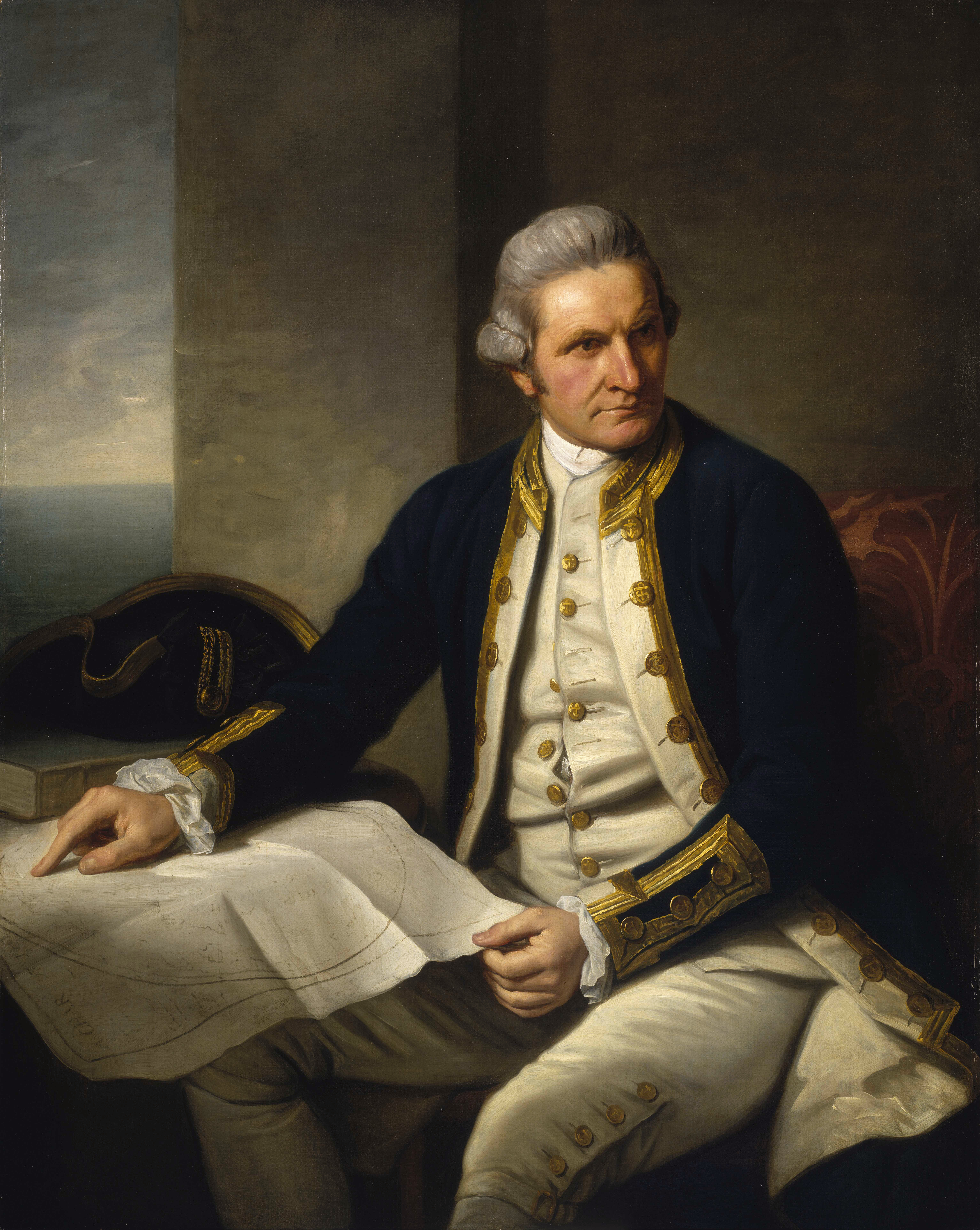
En 1770, James Cook prend possession de deux tiers de l’île pour le Royaume de Grande-Bretagne.

Environ 150 ans avant l'arrivée des colons britanniques à Botany Bay, des marins néerlandais deviennent les premiers habitants européens d'Australie, quand leur bateau le Batavia, fait naufrage le 4 juin 1629 sur l'archipel des Abrolhos de Houtman, des îlots coralliens en Australie-Occidentale. 300 rescapés survivent pendant 4 mois, sur ces îles de quelques centaines de mètres de long. Mais pendant cette période et avant que les secours arrivent, Jeronimus Cornelisz et son groupe assassinent 125 des naufragés. Cette affaire est connue sous le nom de l'« horreur du Batavia ». Les protagonistes seront finalement jugés et pour la plupart exécutés (sur place ou à Java). Cependant deux d'entre eux, Wouter Loos et Jan Pelgrom, seront abandonnés sur le chemin du retour sur les côtes australiennes, devenant ainsi les deux premiers habitants européens sur le continent.
En 1644, le cartographe français Melchisédech Thévenot réalise une carte représentant, avec détails, la côte occidentale de l'Australie qu'il nomme Nova Hollandia. En 1688, le cartographe italien Vincenzo Coronelli réalise deux globes terrestres monumentaux, dont l'un représentant avec exactitude l'Australie, sous le nom de « Nouvelle-Hollande ».
Les premiers explorateurs britanniques sont William Dampier sur la côte ouest en 1688 et 1699 et le lieutenant James Cook qui, en 1770, peut-être 250 ans après le navigateur portugais Cristóvão de Mendonça, prend possession aux deux tiers de l’île pour le Royaume de Grande-Bretagne, malgré les ordres du roi George III stipulant qu’il doit d’abord conclure un traité avec la population indigène. Son rapport à Londres déclarant que l’Australie est inoccupée (Terra nullius) permet l’établissement d’une colonie pénitentiaire (voir Convicts in Australia (en)), ce qui est vu comme pratique après la perte des colonies américaines pour la Grande-Bretagne.
Cook note ses impressions sur les Aborigènes de Nouvelle-Hollande dans son journal : « en réalité ils sont bien plus heureux que nous les Européens… Ils vivent dans la tranquillité qui n'est pas troublée par l'inégalité de la condition. La terre et la mer leur fournissent toutes les choses nécessaires pour vivre… Ils vivent dans un climat agréable et ont un air très sain… ils n'ont aucune abondance ». Cook est accompagné par le célèbre botaniste Joseph Banks qui est émerveillé par la flore et la faune unique de la côte est de l'Australie et se montre favorable à la colonisation européenne.
Le 16 mars 1772, la gabare Le Gros Ventre sous le commandement de Louis Aleno de Saint-Aloüarn est en vue du cap Leeuwin et remonte la côte de la Nouvelle-Hollande pour atteindre le 30 la passe du Naturaliste et mouiller dans la baie des Chiens marins (Shark Bay) au nord de l'île Dirk Hartog soit à environ 700 km au nord de l'actuelle ville de Perth. Le Gros Ventre est le vaisseau d'accompagnement de l'expédition d'Yves de Kerguelen qui, le 12 février 1772, vient d'apercevoir les îles qui porteront son nom. Conformément aux instructions, Saint-Aloüarn, malade, fait route à l'est. Au cours du mouillage à Shark Bay, Le Gros Ventre perd deux de ses ancres, enterre un marin mort du scorbut, tandis que l'enseigne de Rosily dépose au pied d'un arbuste une bouteille renfermant un parchemin et deux écus à l'effigie du roi Louis XV. Ces objets sont retrouvés le 1er avril 1998, lors d'une campagne de fouilles dirigée par Myra Standbury et Philippe Godard.
Treize ans après le mouillage de Saint-Aloüarn dans la Shark Bay, le gouvernement français de Louis XVI choisit Jean-François de La Pérouse pour diriger une expédition autour du monde visant à compléter les découvertes de James Cook dans l'océan Pacifique. Mais, après un long voyage jusqu'en Australie, il arrive à Botany Bay juste après la première flotte britannique (First Fleet) de colons. Son expédition disparaît corps et biens à Vanikoro, aux îles Salomon, en 1788.

### Colonisation britannique dès 1788

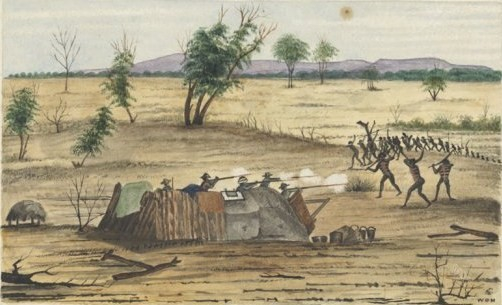
Un épisode des guerres de la frontière en Australie : combats entre l'une des troupes de l'Expédition de Burke et Wills et les Australiens autochtones à Bulla, Queensland en 1861.

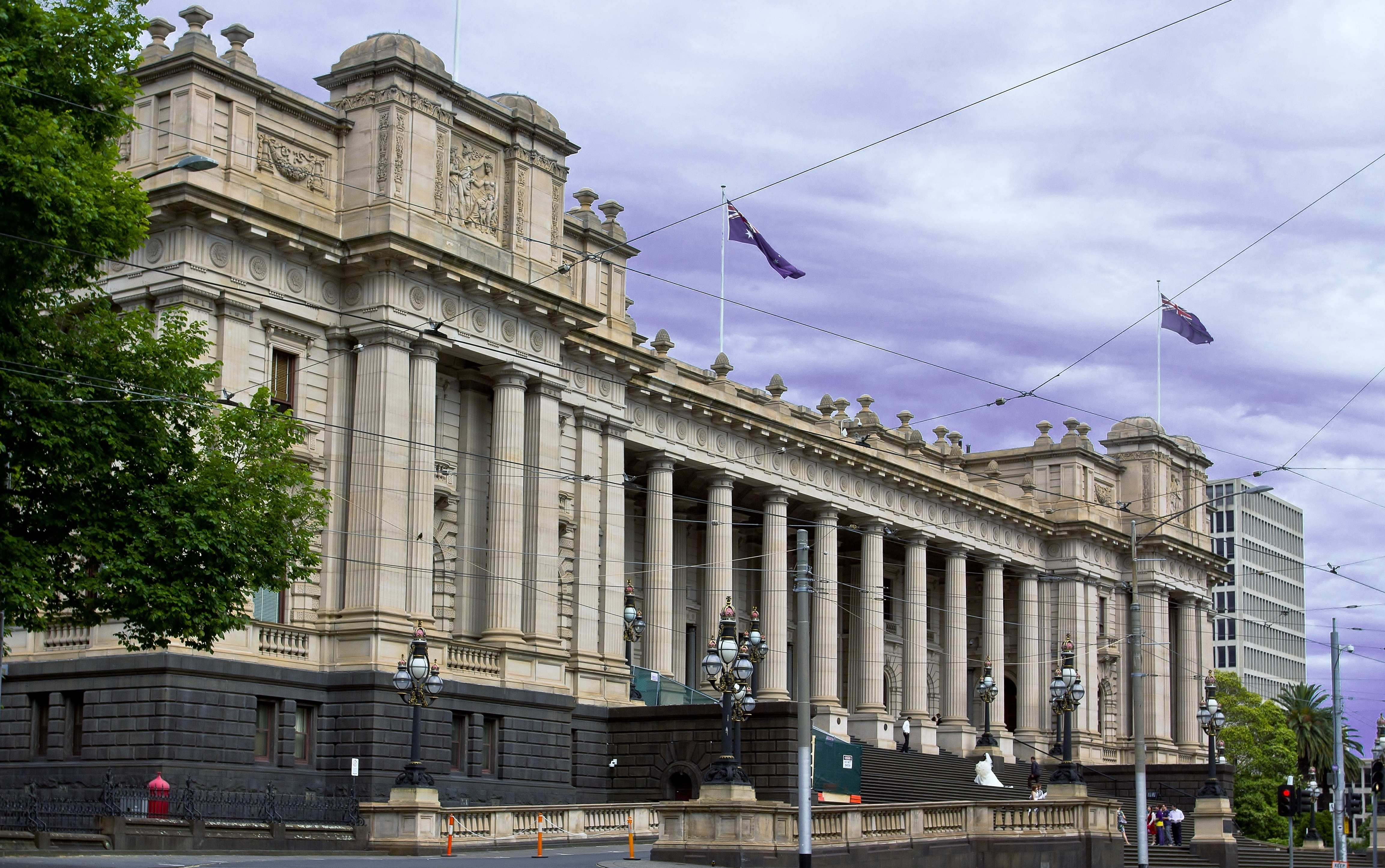
Melbourne est la capitale de l'Australie jusqu'en 1908 et abrite de nos jours l'ancien bâtiment du Parlement australien.

La colonisation britannique de la Nouvelle-Galles du Sud commence par la fondation d’un camp pénitentiaire de 1 030 personnes (avec 736 prisonniers) à Port Jackson (Sydney) par le capitaine Arthur Phillip le 26 janvier 1788,,. Le voyage depuis l'Angleterre est le plus long jamais réalisé par un groupe aussi nombreux. Les premiers temps sont marqués par une mortalité importante parmi les arrivants. Ces premières années sont surnommées « les années de famine » et causées principalement par le manque de compétences en agriculture, la mauvaise qualité des outils et les faibles quantités de nourriture disponibles.
Vers 1788, les Autochtones d'Australie sont entre 300 000 et un million. Robert Ørsted-Jensen (2011) donne le chiffre de 795 000. Le navigateur britannique James Cook ayant affirmé n'avoir observé aucun signe d'agriculture, des historiens de l'époque ont soutenu qu'en vertu du droit européen en vigueur, ces terres étaient considérées comme terra nullius ou terres n'appartenant à personne ou terres "vides d'habitants" (telles que définies par Emerich de Vattel).
Le gouverneur Arthur Phillip est chargé de nouer des relations avec les Aborigènes et de vivre dans « l'amitié et la bonté » avec eux mais les maladies européennes, l'alcool et l'expansion coloniale exercent rapidement un effet destructif sur les populations indigènes. Bennelong (1764-1813), un Aborigène eora de Sydney, enlevé par les colons et qui sert de premier intermédiaire entre colons britanniques et Aborigènes, devient avec l'un de ses compagnons les premiers Australiens à voyager en Europe. Il y a d'autres médiateurs, comme Bungaree qui accompagne Matthew Flinders lors de son premier voyage autour de l'Australie en 1803. Il existe également des résistants militants comme Pemulwuy ; en 1790, il tue un colon qu'il accuse d'avoir assassiné des Aborigènes. À partir de 1792, il mène des attaques répétées contre des colons. Il est finalement capturé en 1802. Sa tête est tranchée et envoyée à Londres, accompagnée d'une lettre soulignant sa bravoure, écrite par le gouverneur Philip King.
La colonisation de l'Australie est si meurtrière qu'elle est parfois considéré comme un génocide, en tout cas en Tasmanie.
La révolte du rhum de 1808 est le seul cas de renversement militaire d'un gouvernement de l'histoire de l'Australie. William Bligh, alors gouverneur de la Nouvelle-Galles du Sud est à l'origine de cette rébellion lorsqu'il tente de normaliser les échanges commerciaux en interdisant l'usage des spiritueux comme monnaie d'échange pour le paiement de produits. Le New South Wales Corps, corps d'infanterie installé dans la région, impliqué dans ce commerce, n'accepte pas son interférence. La querelle dégénère en rébellion militaire. William Bligh est arrêté par le New South Wales Corps qui prend le contrôle de la colonie. Bligh est détenu pendant plus d'une année, jusqu'à ce qu'il accepte de repartir pour l'Angleterre.
En 1809, le gouvernement britannique remplace Bligh par Lachlan Macquarie, gouverneur de 1810 à 1821, qui joue un grand rôle dans la transformation de cette colonie pénitentiaire en une nouvelle base de peuplement civil. Il décide que les bagnards ayant terminé leur peine doivent être réintégrés dans la société au rang qui était le leur avant leur condamnation. Des exportations très rentables de laines sont organisées avec l'Europe et de grands édifices publics sont construits par l'architecte Francis Greenway.

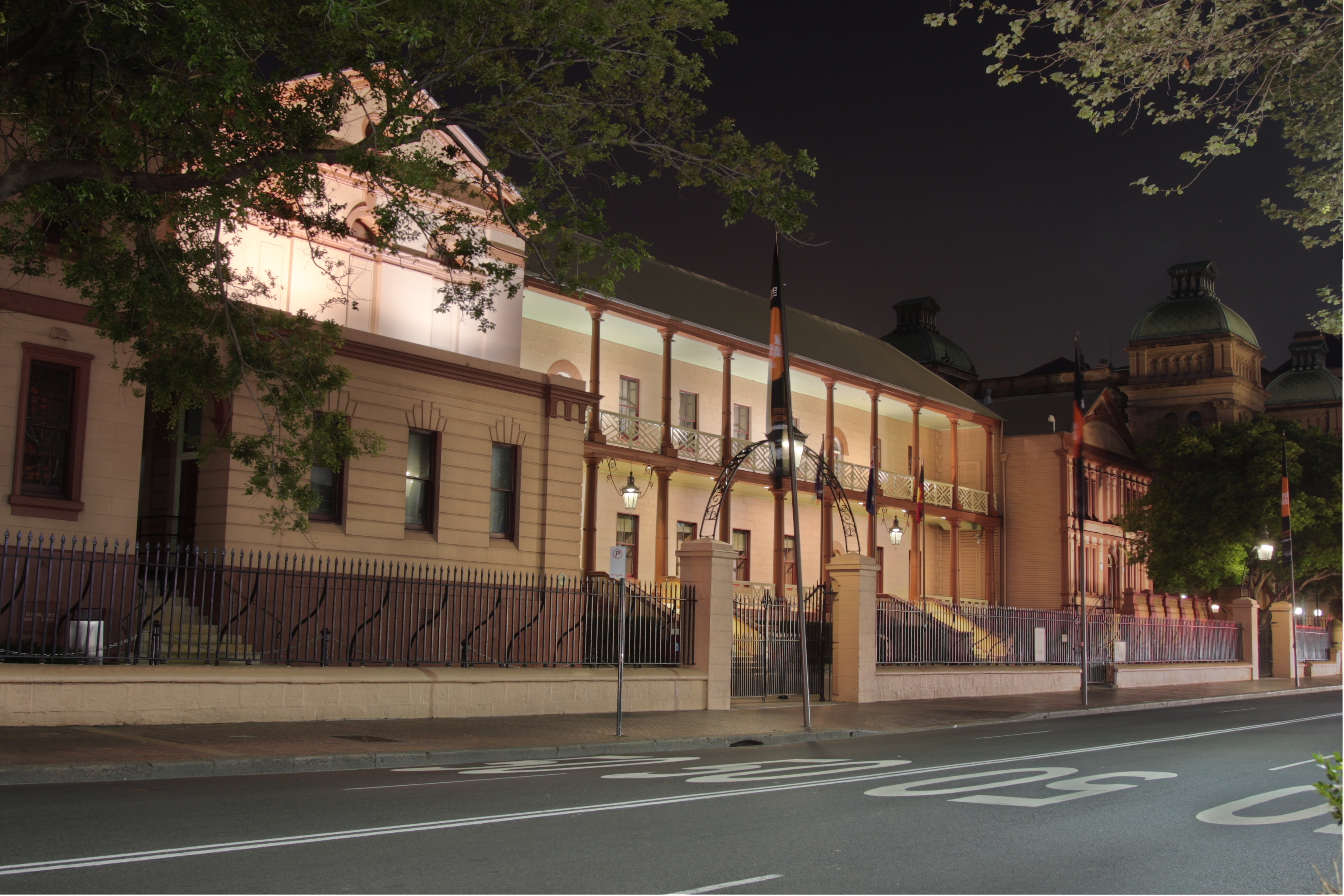
Le Parlement de Nouvelle-Galles du Sud est le plus ancien d'Australie, ayant son origine en 1824. Les femmes obtiennent le droit de vote en 1902.

En 1803, une colonie est créée dans la Terre Van Diemen (aujourd’hui la Tasmanie). Le reste du continent australien (aujourd’hui l’Australie-Occidentale) est déclaré britannique en 1829. Au fur et à mesure de l’extension des établissements britanniques, la Nouvelle-Galles du Sud est divisée en plusieurs colonies séparées : l'Australie-Méridionale en 1836, le Victoria en 1851 et le Queensland en 1859. Le Territoire du Nord est fondé, comme partie de l’Australie-Méridionale, en 1863. Il s'en sépare en 1911. L'Australie-Méridionale, l'Australie-Occidentale et le Victoria furent créés comme des colonies libres (free colonies) c'est-à-dire comme des colonies ne recevant pas de prisonniers britanniques, mais assez rapidement les deux dernières en acceptèrent trouvant ainsi une main-d'œuvre bon marché pour mettre le pays en valeur. L'envoi de prisonniers en Nouvelle-Galles du Sud cessa en 1848 après de violentes manifestations de ses habitants.
La population aborigène, estimée à 350 000 personnes au moment de l'arrivée des premiers Européens décline dans les 150 ans qui suivent cette arrivée, essentiellement par l'introduction de nouvelles maladies infectieuses mais aussi par suite de ses déplacements et du changement de son mode de vie. Selon l'historien Geoffrey Blainey, pendant la colonisation de l'Australie : « dans mille endroits isolés, il y avait les décès occasionnés par le pistolet et la lance. Pire, variole, rougeole, grippe et autres nouvelles maladies se sont répandues d'une communauté indigène à l'autre et les ont décimées… Le principal conquérant des Aborigènes a été la maladie et son alliée, démoralisation ». La séparation des enfants de leurs familles pour leur imposer un mode de vie européanisé est considérée par certains historiens et Aborigènes comme un génocide car il a favorisé la diminution de la population aborigène. Ce point de vue n'est pas partagé par certains commentateurs qui affirment que les faits ont été amplifiés et déformés pour des questions politiques et idéologiques. Ces événements sont regroupés sous le nom d'History Wars en Australie. Le placement obligatoire des enfants aborigènes métissés hors des communautés indigènes, pour leur donner une éducation européenne a été autorisé par la loi en Australie entre 1909 et 1969. En 2008 après une période de discussion nationale, le premier ministre Kevin Rudd demande pardon pour cette politique, au nom du parlement australien.

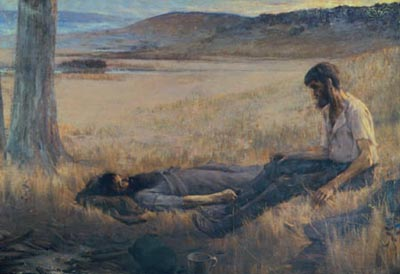
La mort de l'explorateur Robert O'Hara Burke en 1861.

Le XIXe siècle est une période d'explorations éprouvantes pour des Européens en Australie. La première circumnavigation du continent est accomplie par Matthew Flinders en 1803. C'est Flinders qui suggéra que le nom d'Australie soit appliqué au continent. Vers la même époque, Napoléon Bonaparte envoie Nicolas Baudin relever le tracé des côtes australiennes pour la France. L'expédition de Hume et de Hovell a traversé le pays entre Sydney et Geelong en 1824. Charles Sturt explore le Murray-Darling en 1830, utilisant des émissaires indigènes pour annoncer son arrivée à chaque frontière tribale. John McDouall Stuart atteint le centre géographique du continent en 1860.
Les premiers explorateurs souffrent de grandes privations. Edmund Kennedy, qui mène une exploration vers le cap York en 1848, et la plus grande partie de son équipe sont tués par des Aborigènes. Ludwig Leichhardt, explorateur et naturaliste prussien, mène trois expéditions à l'intérieur de l'Australie et disparaît lors de la dernière. Charles Sturt contracte le scorbut en menant une expédition au centre du continent pour essayer de trouver une mer intérieure qui n'existe pas. La plus célèbre de toutes les expéditions est, en 1861, l'expédition de Burke et Wills qui traverse le continent du sud au nord (un parcours de 2 800 kilomètres) où les deux explorateurs meurent à Cooper Creek, à quelques heures de marche du reste de leur groupe. L'unique survivant de l'expédition a été soigné par les Aborigènes locaux. Les rapports entre les explorateurs européens et les indigènes ont varié considérablement : Sir Thomas Mitchell faisait attention à noter des noms indigènes de lieu - et c'est pour cette raison que 70 % des noms des localités australiennes sont d'origine indigène ; mais d'autres explorateurs du XIXe siècle ne se sont pas donné cette peine et les noms ont été perdus.
L'installation d'éleveurs dans l'intérieur du pays est souvent une cause de conflit avec des Aborigènes mais les compétences de gardiens de troupeaux indigènes sont la source d'importantes économies. Les missions religieuses fournissent souvent un asile lors des conflits tout en facilitant la colonisation. Au cours du XIXe siècle, les Européens prennent le contrôle de la plupart des régions du pays.

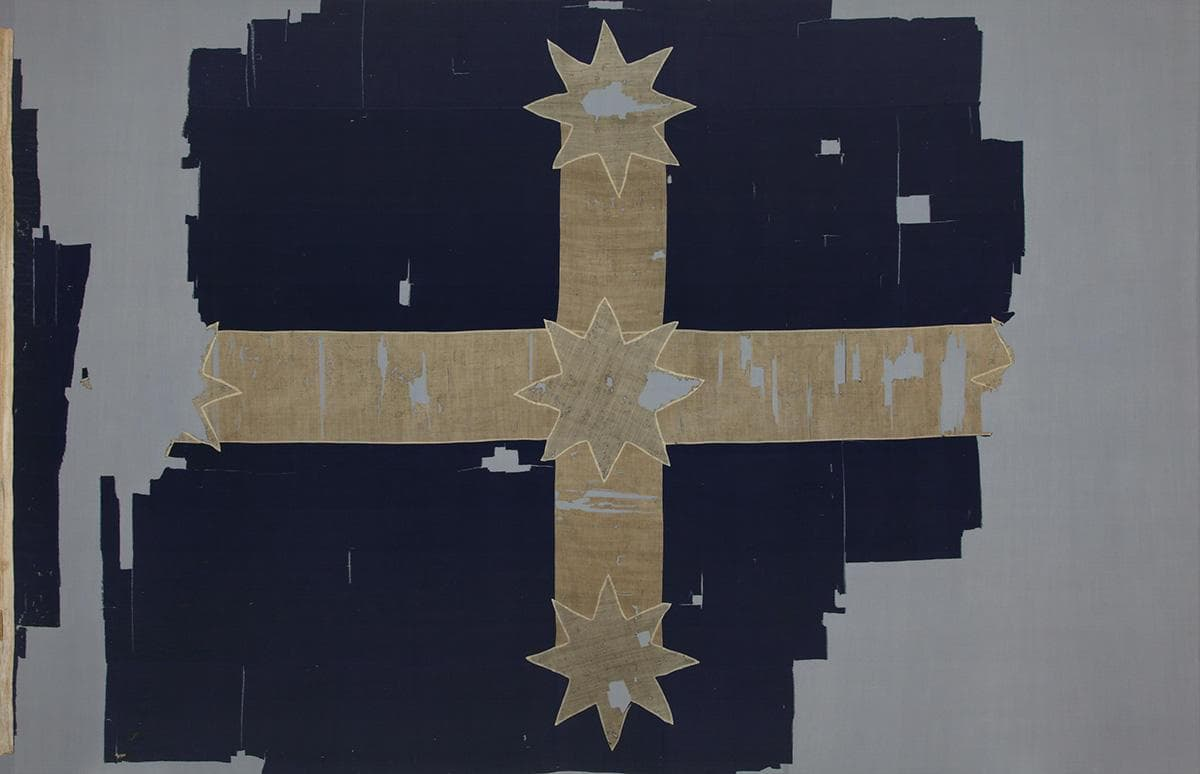
Le drapeau eureka de la rébellion de 1854.

Les années 1850 et 1860, époque de la ruée vers l'or, voient une expansion rapide de la population, menant à une augmentation de la richesse mais également à une certaine tension sociale - notamment la rébellion de la révolte d'Eureka en 1854, ce qui a accéléré l'introduction du suffrage masculin universel au Victoria. Au cours de la période allant de 1855 à 1890, les six colonies devinrent chacune autonomes, l’une après l’autre, gérant leurs propres affaires. Les hommes, y compris les indigènes, ont été autorisés à voter en Australie-Méridionale, au Victoria et en Nouvelle-Galles du Sud dans les années 1850 et en Tasmanie en 1896. Le Queensland a obtenu son autonomie en 1859 et l'Australie-Occidentale en 1890, mais ces colonies ont refusé à leurs Aborigènes le droit de vote. La loi britannique fut appliquée dans chaque colonie, lorsque le Royaume-Uni autorisa chacune d'entre elles à se doter d’un gouvernement responsable et leur accorda de plus en plus d'autonomie avec le temps. Le gouvernement britannique garda le contrôle de certains domaines comme les affaires étrangères, la défense et le commerce international.
L'âge d'or des bushrangers fut certainement l'époque de la ruée vers l'or. Les bushrangers sont des hors-la-loi qui réussissent à survivre dans le bush en se cachant des autorités. On pense que plus de 2 000 bushrangers ont parcouru les étendues australiennes, des premiers bagnards évadés jusqu'à la fin des bushrangers, le dernier combat était celui de Ned Kelly à Glenrowan en 1880. Les plus violentes attaques de bushrangers eurent lieu en Tasmanie. Des centaines de bagnards étaient en liberté, des fermes furent abandonnées et la loi martiale proclamée. Le bushranger aborigène Musquito défia les autorités coloniales et dirigea des attaques contre les colons.

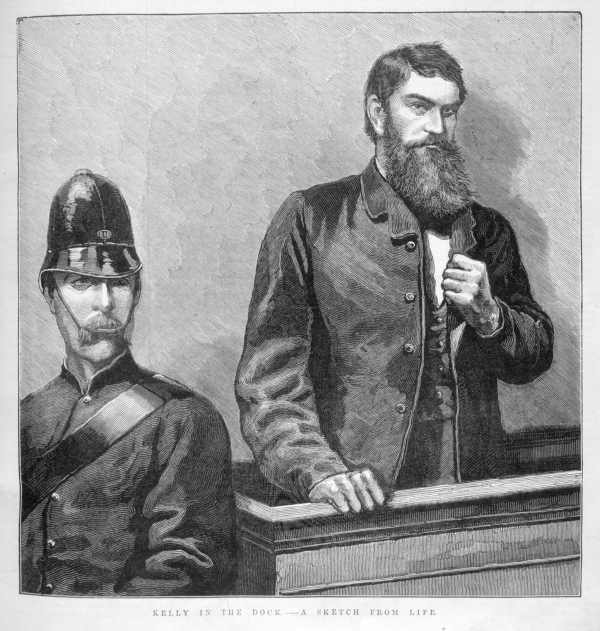
Le bushranger Ned Kelly lors de son procès.

Les bushrangers s'attiraient souvent la sympathie du public, en incarnant le romantisme et la rébellion contre les autorités coloniales, dont la dureté et l'anti-catholicisme déplaisaient. Certains bushrangers, et tout particulièrement Ned Kelly dans sa lettre de Jerilderie, se présentaient comme des rebelles politiques. Les bushrangers apparaissent régulièrement dans la littérature, la musique, le cinéma et la télévision australienne : Jack Donahue, Dan Morgan, dit « Mad Dog », et Ned Kelly (fut le sujet du premier long-métrage de l'histoire (plus d'une heure), The Story of the Kelly Gang, réalisé en 1906).
Malgré son économie fortement rurale, la population australienne reste fortement urbaine, se concentrant surtout dans les villes de Melbourne et de Sydney. Financée par la prospérité due à la ruée vers l'or, la National Gallery of Victoria a été fondée en 1861 et a commencé à recueillir les travaux des maîtres européens ainsi que les nouvelles écoles australiennes de peinture. En 1854-1856, utilisant la compression de vapeur, l'inventeur australien James Harrison a produit, en Victoria, le premier réfrigérateur pratique au monde. Son invention a permis plus tard à des viandes d'être exportées vers l'Europe. Ceci s'ajoute à la prospérité apportée par l'industrie de la laine et l'extraction de l'or pendant le XIXe siècle. Les règles du football australien ont été codifiées à Melbourne en 1858. Dans les années 1880, Marvellous Melbourne fut la seconde plus grande ville de l’Empire britannique.
L’Australie gagna aussi la réputation d’être un paradis du travailleur et un laboratoire pour la réforme sociale. C’est en effet elle qui organisa la première élection à bulletin secret et connut le premier gouvernement d'un Parti travailliste élu. Le Parti travailliste tire son origine des mouvements travaillistes fondés au début des années 1890 dans les colonies qui allaient ensuite former la fédération australienne.
La première organisation pour obtenir le droit de vote des femmes a été créée au Victoria en 1884. En 1894, les femmes d'Australie-Méridionale obtiendront ce droit.
Vers la fin du XIXe siècle, l'art des peintres comme ceux de l'Heidelberg School et la prose des écrivains comme Banjo Paterson et Henry Lawson ont fait naître un sentiment croissant d'identité nationale et des hommes politiques comme Sir Henry Parkes et Sir Edmund Barton ont fait campagne pour une fédération indépendante des colonies, avec la reine Victoria en tant que Sovereign.

### Fédération et guerres mondiales (1901-1945)

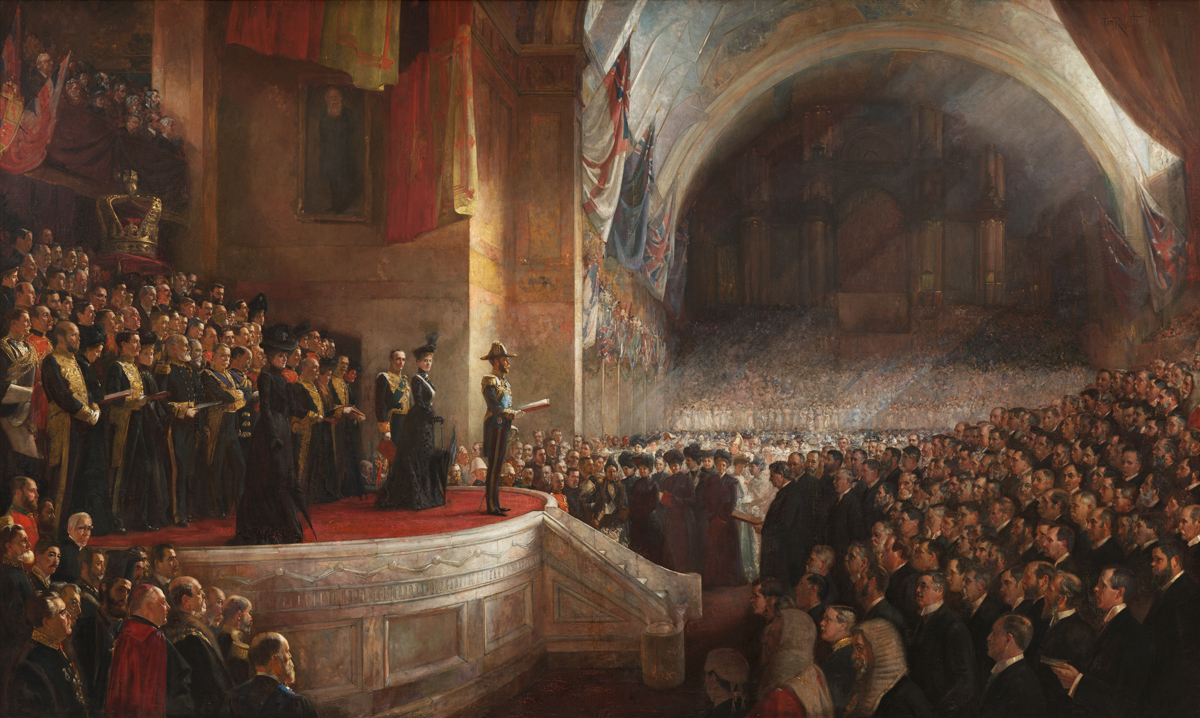
L'ouverture de premier Parlement du Commonwealth d'Australie, le 9 mai 1901, faisant suite aux élections fédérales australiennes de 1901, les premières du genre.

Le 1er janvier 1901, la fédération des colonies est achevée après 10 ans de gestation et le Commonwealth d'Australie naît en tant que dominion de l’Empire britannique. Entre 1901 et 1911, la capitale sera provisoirement située à Melbourne mais c'est sur un territoire cédé au gouvernement fédéral par la Nouvelle-Galles du Sud en 1911 que sera construite la nouvelle capitale fédérale, Canberra. En 1902, les femmes de tous les états obtenaient le droit de vote ainsi que celui d'être éligibles. En 1901, l'Australie adopte une loi interdisant aux non-Blancs de s'installer.
Dès le début de la Première Guerre mondiale, l'Australie qui comptait alors 5 millions d'habitants se joint aux Alliés ; 416 000 Australiens participeront à ce conflit où 60 000 d'entre eux mourront. L'Australie est le seul pays qui s'interdit de fusiller pour l'exemple ses soldats. Les forces armées australiennes combattirent, notamment à Gallipoli (avec l'ANZAC), à Beersheba, à la bataille de la Somme et à Ypres.
Le 25 avril 1915, le débarquement de l’ANZAC commence à Gallipoli, sur un promontoire étroit couronné par des fortifications, face à des escarpements quasi infranchissables. Les Turcs déclenchèrent un feu d’enfer, mais les Australiens parvenaient, vers 6 h, à occuper le sommet de la première colline. Le jeune général turc Kemal Pacha (Mustafa Kemal Atatürk) lança une contre-attaque. 8 141 Australiens mourront vers la fin de la bataille. En Australie, on se rappelle la défaite de Gallipoli comme « baptême du feu » pour l'armée et la nouvelle nation australienne. Une cérémonie s'y déroule chaque année le 25 avril (ANZAC Day).
En juillet 1916, en marge de la bataille de la Somme, Fromelles fut le théâtre de combats entre soldats du Commonwealth (en particulier d'Australie) et de l'Allemagne qui ont fait quelque 7 000 morts et blessés dans les rangs alliés. Le 19 juillet 2010, un nouveau cimetière où reposent environ 200 corps est inauguré en présence du Prince Charles et de Quentin Bryce, ainsi que de nombreuses familles de soldats.

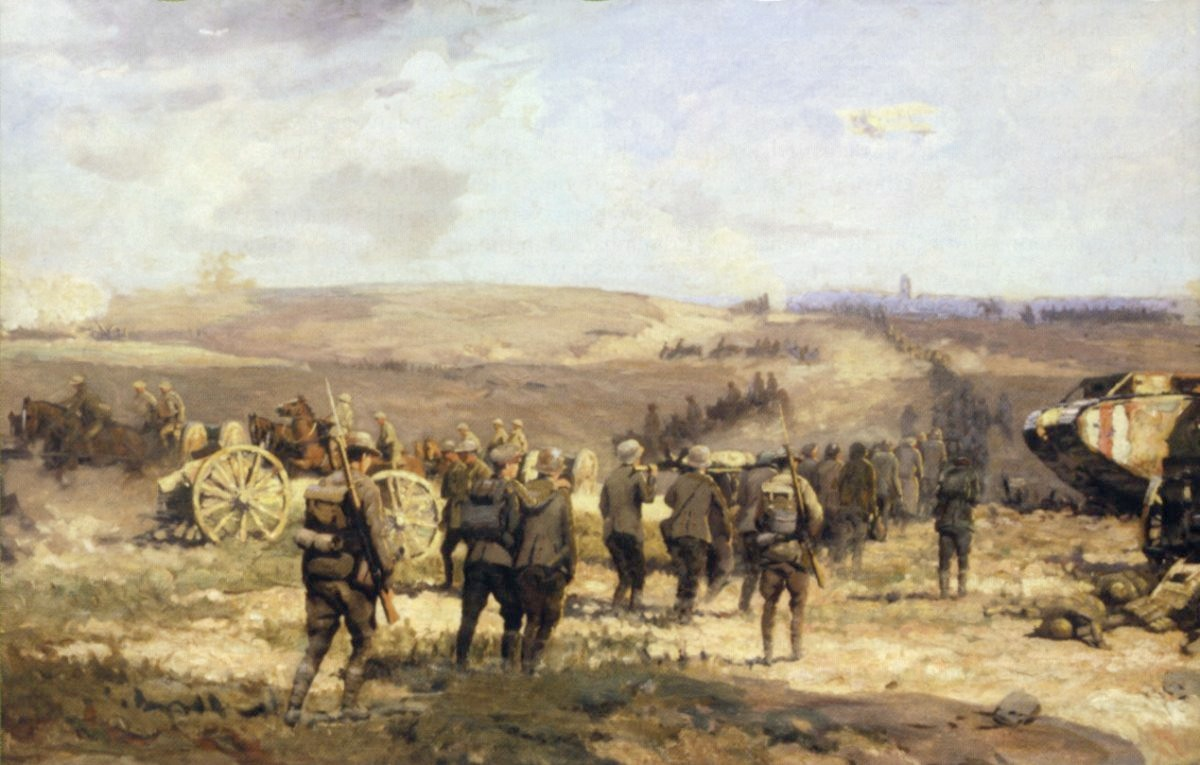
Bataille d'Amiens Le 8 août 1918, toile de William Longstaff. 46000 Australiens sont morts en combattant en France.

Le 31 octobre 1917, les Australiens du 4e de cavalerie légère également nommée 4th Light Horse Brigade, commandés par le général de brigade William Grant, mènent la charge sur les tranchées ottomanes et prennent possession des puits de Beer-Sheva. Cet événement est souvent décrit comme la dernière charge de cavalerie victorieuse de l'Histoire.
Les Australiens jouent un rôle décisif à la fin de la guerre. Le 8 août 1918, la bataille d'Amiens, menée par les troupes australiennes, voit la première victoire importante de la guerre pour l'armée britannique. Le général allemand Ludendorff parlera de la bataille comme « le jour noir de l'armée allemande ». Le 12 août, le général John Monash, commandant des forces australiennes, est anobli sur le champ de bataille par le roi George V (c'était la première fois qu'un monarque britannique honorait ainsi un officier depuis 200 ans). Monash organise alors l'attaque sur les défenses allemandes pour la bataille de la ligne Hindenburg. Les alliés réussissent à ouvrir une brèche et, le 5 octobre, les Allemands demandent un armistice.
En 1919, le premier ministre Billy Hughes signe le traité de Versailles au nom de l'Australie, ce qui en fait le premier traité international signé par ce pays. À Versailles, Hughes demande de lourds dédommagements à l'Allemagne et se heurte souvent au président des États-Unis, Woodrow Wilson qui décrivit Hughes comme un « vaurien emmer… ». « Je parle pour 60 000 morts australiens…pour combien parlez-vous ? » demanda Hughes à Wilson. Hughes réussit à obtenir le contrôle par l'Australie de l'ancienne colonie allemande de Nouvelle-Guinée et une place dans la toute nouvelle Société des Nations.
L'historien Geoffrey Blainey a écrit de la « tyrannie de la distance » comme défi constant dans le développement de la nation australienne. Qantas, la deuxième plus vieille compagnie aérienne du monde toujours en opération, est fondée en 1920 dans l'Outback. Le révérend John Flynn a créé le Royal Flying Doctor Service, le premier service d'ambulances aériennes au monde en 1928 et la même année, Sir Charles Kingsford Smith fit la première traversée de l'océan Pacifique en avion entre les États-Unis et l'Australie (il réalisa également la première traversée de l'Australie sans escale et le premier vol entre l'Australie et la Nouvelle-Zélande).
Dans les années 1930, la Grande Dépression provoque une grave crise économique en Australie. En 1931, Jack Lang (premier ministre de Nouvelle-Galles du Sud) publia son propre plan de lutte contre la dépression, qui était en opposition avec les autres gouvernements et le gouvernement fédéral. Lang s'opposa violemment au plan fédéral du travailliste James Scullin qui appelait à de plus fortes réductions encore de dépenses du gouvernement pour équilibrer le budget. Lang retira tous les fonds de l'État détenus sur des comptes bancaires fédéraux et les garda en liquide à la Chambre de Commerce, de sorte que le gouvernement fédéral ne pouvait plus avoir accès à l'argent. Le gouverneur Sir Philip Game informa Lang que, selon lui, cette action était illégale. Lang resta ferme et, en mai 1932, le gouverneur retira sa charge à Lang et nomma le chef de l'opposition premier ministre. Ce fut la seule fois où un gouvernement d'un État australien fut destitué par un gouverneur jusqu'à ce que le gouverneur général Sir John Kerr destitue le gouvernement de Gough Whitlam en 1975.
Pendant la Dépression, les Australiens ont trouvé la consolation dans les sports. En particulier, les exploits du cheval Phar Lap et le cricketeur Don Bradman ont inspiré la nation.
Bien que l’Australie soit devenue indépendante, le gouvernement britannique garde quelques pouvoirs sur le dominion jusqu’au statut de Westminster de 1931, ratifié par le Parlement d'Australie en 1942.

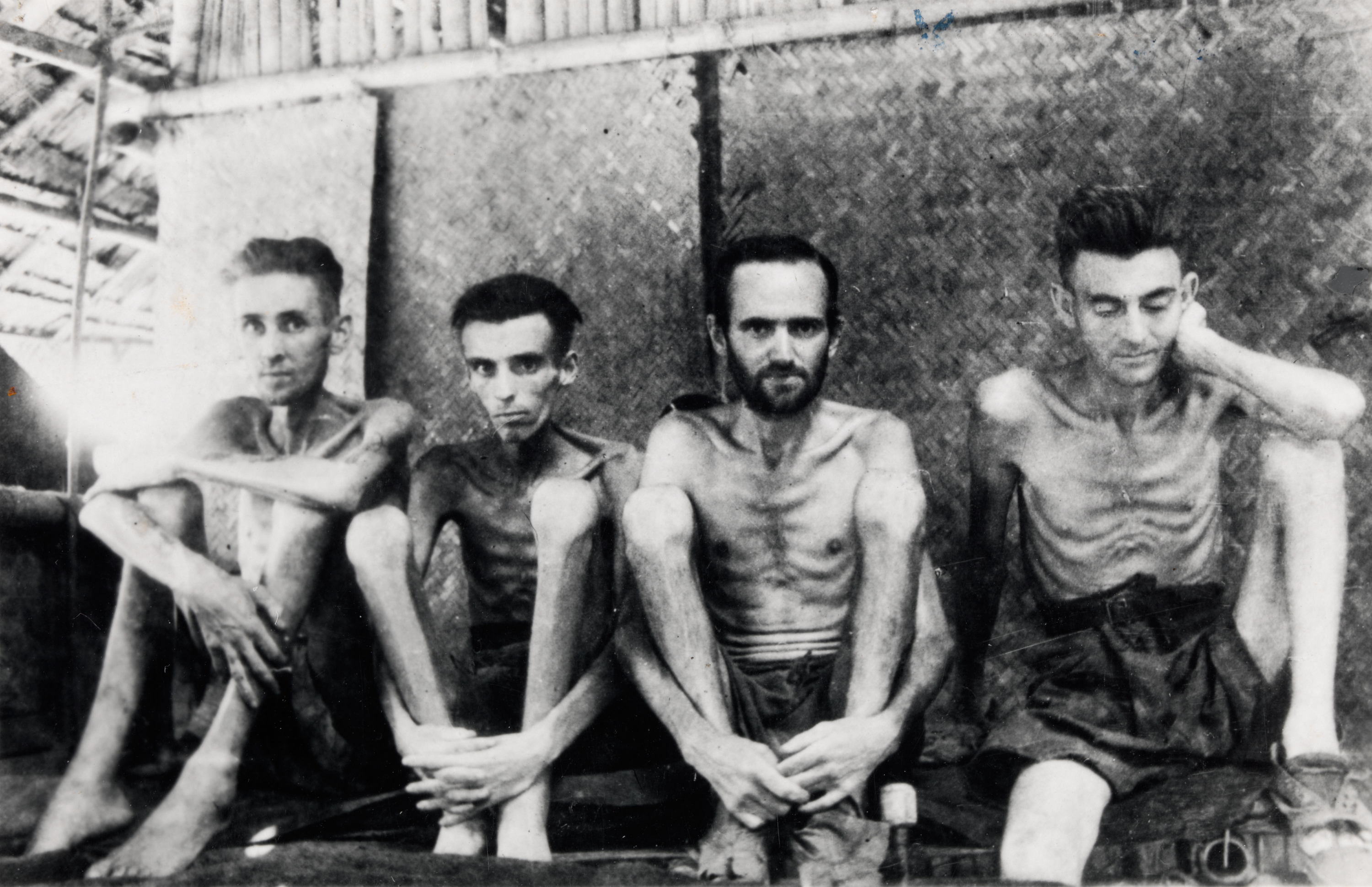
Des prisonniers de guerre australiens et néerlandais à Tarsau, en Thaïlande en 1943. 22000 Australiens ont été faits prisonniers par les Japonais. Environ 8000 mourront des conditions de détention.

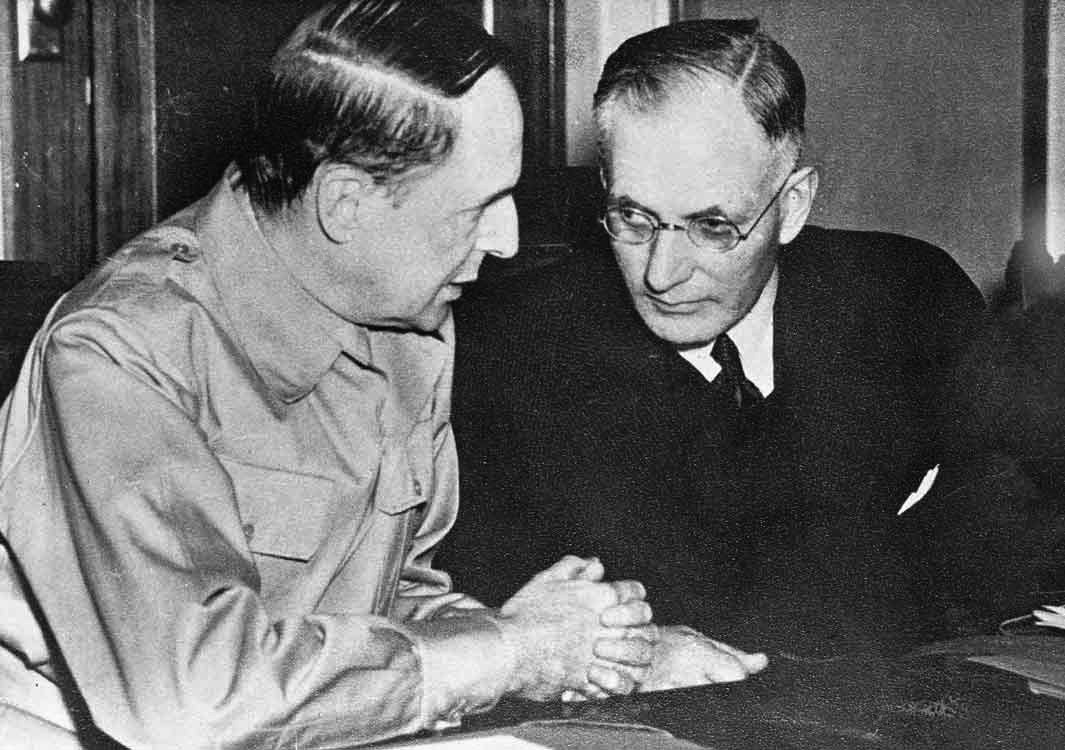
Pendant la Seconde Guerre mondiale : Douglas MacArthur, chef des forces alliées en Asie, et John Curtin, premier ministre australien.

L’invasion de la Pologne par les nazis entraîne les déclarations de guerre de la Grande-Bretagne et de l’Australie en 1939. L'armée australienne deviendrait la première à arrêter l'avance des armées allemandes et japonaises : arrêtant l'Afrika Korps d'Erwin Rommel à Tobrouk en 1941, et l'avance japonaise vers la baie de Milne, en 1942.
Les Australiens combattent à la bataille de Grèce, la bataille de Crète et au siège de Tobrouk mais, en décembre 1941, le Japon décide de bombarder Pearl Harbor par surprise et, simultanément, l’armée japonaise occupe les possessions britanniques, néerlandaises et américaines d’Asie du Sud-Est en menaçant même l’Australie. La plus grande partie de l'armée australienne est ramenée dans la région Asie-Pacifique. Les Japonais s'emparèrent du bastion des forces Commonwealth-britanniques à Singapour en 1942. 14 972 soldats australiens sont faits prisonniers dont environ 2 650 mourront en construisant la ligne du chemin de fer de la mort, Birmanie-Thaïlande (parmi les prisonniers australiens de la guerre les plus célèbres figurent le médecin Edward Dunlop et l'infirmière Vivian Bullwinkel). Le Service aérien de l'armée impériale japonaise et celui de la marine mènent une campagne de bombardements contre des objectifs civils et militaires dans le nord de l'Australie notamment contre la ville de Darwin. Des sous-marins de la marine impériale japonaise portent une série d'attaques contre les villes de Sydney et de Newcastle. La population australienne sent la menace d'invasion japonaise qui pèse sur le pays. La campagne de mobilisation qui s'ensuit sera désignée sous le nom de bataille pour l'Australie.
Le nouveau premier ministre John Curtin passe alors un accord avec les États-Unis, ce qui constitue un changement fondamental dans la politique étrangère de l'Australie. En mars 1942, le général américain Douglas MacArthur arrive en Australie et déclare : « I came out of Bataan and I shall return » (« Je suis parti de Bataan mais j'y reviendrai »). En mai 1942, lors de la bataille de la mer de Corail, au nord-est de l'Australie, une flotte d'invasion japonaise qui se dirige vers Port Moresby est repoussée par un groupe de navires américains. Les succès australiens durant la bataille de la baie de Milne et la campagne de la Kokoda Track arrivent vers la fin de l'année 1942 et marquent les premières victoires de forces terrestres alliées contre les Japonais. Quelques centaines d'Australiens tiennent le Kokoda Track contre 6 000 Japonais et leur commandant, le lieutenant-colonel Ralph Honner, décrit la bataille comme Australia's Thermopylae. À partir de Melbourne où il a installé le siège de son état-major, le général MacArthur commence la reconquête des territoires de l'océan Pacifique, île par île. Le 21 octobre 1944, pendant la bataille du golfe de Leyte, aux Philippines, l'HMAS Australia est devenu le premier vaisseau de guerre allié à être frappé par une attaque d'avion kamikaze.
Le général Thomas Blamey signa les actes de capitulation du Japon au nom de l'Australie au cours de la cérémonie qui s'est déroulée à bord de l'USS Missouri le 2 septembre 1945. Les forces australiennes ont accepté la capitulation de leurs adversaires japonais lors de cérémonies menées à Morotai et en plusieurs endroits de Bornéo, Timor, Wewak, Rabaul, Bougainville et Nauru.

### L'après 1945

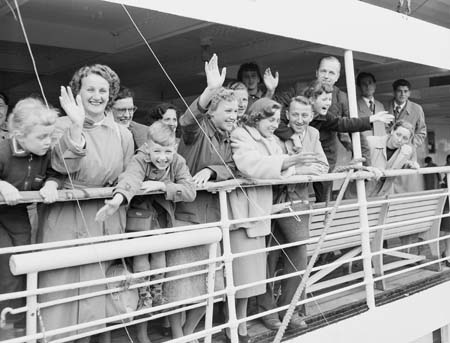
Depuis la fin de la Seconde Guerre mondiale, plus de 6.5 millions de personnes d'environ 200 pays se sont établies en Australie.

Après la guerre, l'Australie devient un membre fondateur des Nations unies. Herbert Vere Evatt est élu président de l'Assemblée générale pendant sa troisième session de 1948 à 1949 et il supervise la rédaction de la déclaration universelle des droits de l'homme. La délégation australienne rédige un certain nombre d'articles principaux de la déclaration comme la protection des droits économiques, la protection sociale, l'adhésion aux syndicats et la protection des minorités.
Sous le gouvernement du libéral Robert Menzies (1949-1966), l'après-guerre est une période de prospérité pour l'Australie. La politique d'immigration est élargie par les gouvernements successifs et un grand nombre d'immigrants méditerranéens ont commencé à arriver. Menzies recommence le commerce avec le Japon, permettant à cette nation de remplacer par la suite le Royaume-Uni en tant que partenaire commercial principal de l'Australie. En 1951, Menzies fait entrer l'Australie dans l'ANZUS (Australia, New Zealand, United States Security Treaty) ; un pacte militaire entre l'Australie, la Nouvelle-Zélande et les États-Unis. L'Australie envoie des troupes pour lutter contre les forces communistes durant l'état d'urgence en Malaisie de 1950 à 1960 puis lors de la guerre de Corée et la guerre du Viêt Nam, de 1962 à 1972.
L'Australie est un pionnier de la course à l'espace pendant la guerre froide. Le programme spatial de l'Australie est basé à Woomera. L'Australie devient la 4e nation à lancer un satellite dans l'espace, en 1967. La NASA emploie des stations d'observation australiennes situées près de Canberra et de Parkes pour la mission d'Apollo 11, en 1969.
Le plan d'aménagement des Snowy Mountains est mené entre 1949 et 1974. Il comprend la déviation de cours d'eau pour produire de l'électricité pour les villes du sud-est et pour permettre l'irrigation de l'intérieur sec du pays. Sa réalisation nécessite 100 000 ouvriers, issus de 30 pays. La nature multiculturelle de la main-d'œuvre employée contribue à la diversification de la société australienne au XXe siècle.
Sur le plan constitutionnel, une importante réforme est obtenue par le Premier ministre Harold Holt avec les référendums de 1967, lors desquels une grande majorité d'Australiens (90 %) vote pour pouvoir donner au pouvoir fédéral le droit de légiférer sur les Aborigènes et leur intégration dans la population. En 1971, Neville Bonner devient le premier sénateur indigène au Parlement fédéral et Douglas Nicholls le premier gouverneur indigène d'un État australien, en 1976.

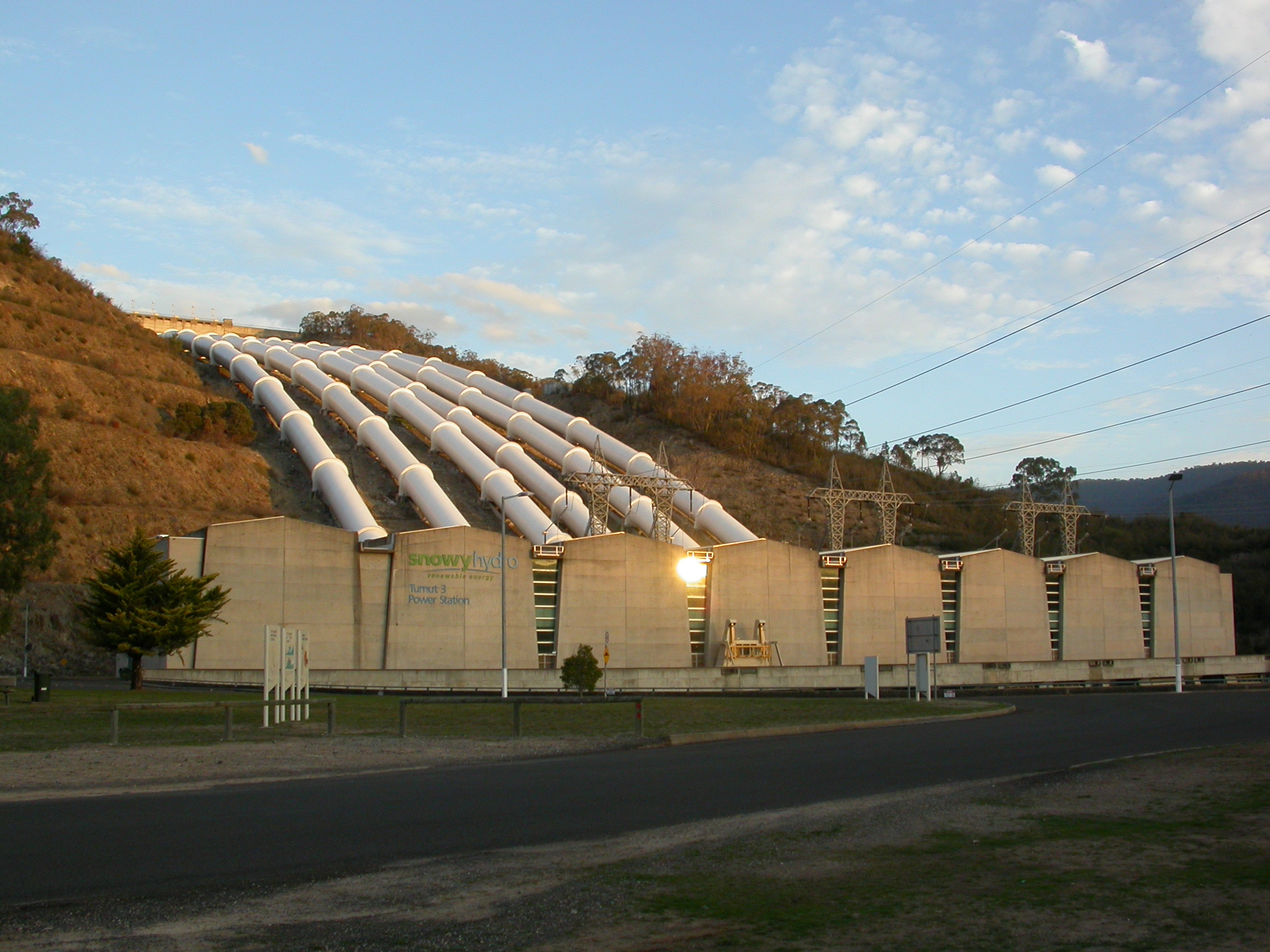
Le plan d'aménagement des Snowy Mountains est mené entre 1949 et 1974 pour produire de l'électricité pour les villes du sud-est et pour permettre l'irrigation de l'intérieur sec du pays.

Holt fait passer la monnaie australienne au système décimal le 14 février 1966. Le 17 décembre 1967, Holt plonge dans une déferlante à la plage de Cheviot, près de Melbourne et disparaît tragiquement.
Les années 1960 et 1970 sont une période de croissance artistique pour les Australiens avec le succès naissant d'interprètes et d'intellectuels comme Barry Humphries, Germaine Greer et Robert Hughes ; le succès international de séries télévisées comme Skippy le kangourou en 1966 et des chanteurs comme les Bee Gees et AC/DC ; le commencement d'une période de grand succès pour le cinéma australien et l'inauguration de l'Opéra de Sydney en 1973. À partir des années 1970, des Aborigènes abordent la peinture acrylique sur toile. Ce Western Desert Art Movement devient l'un des mouvements d'art les plus significatifs du XXe siècle.
Le cyclone Tracy dévaste la ville de Darwin (Territoire du Nord) du 24 décembre 1974 au 25 décembre 1974, tuant 71 personnes et causant pour 837 millions de dollars de 1974 de dégâts. Il détruit plus de 70 % des édifices de la ville de Darwin dont 80 % des maisons. Plus de 20 000 personnes se retrouvent sans abris sur une population de 49 000 habitants, un désastre sans précédent dans l'histoire de l'Australie.
Le Parti travailliste revient au gouvernement en 1972, sous la direction du Premier ministre Gough Whitlam qui soumet un programme de réformes législatives mais est démis de ses fonctions en 1975 par le gouverneur général John Kerr, après une crise constitutionnelle prolongée provoquée par un refus de l'opposition sénatoriale de voter un projet de loi de finances ; Whitlam perd les élections qui s'ensuivent.
Les élections de 1975 voient le Parti libéral retourner au gouvernement avec Malcolm Fraser comme Premier ministre. Fraser encourage l'immigration et le multiculturalisme venant d'Asie. Fraser est battu par le Parti travailliste de Bob Hawke en 1983. L’autorité théorique du Parlement britannique sur les États qui n'est alors pas complètement supprimée, l'est avec l’Australia Act en 1986. La décennie 1980 est une période de modernisation de l’économie australienne. En 1988, le bicentenaire de l'arrivée de la First Fleet est célébré en grande pompe sur le port de Sydney et la reine Élisabeth II est invitée pour inaugurer le nouveau Parlement national à Canberra. Cependant, le successeur de Hawke, Paul Keating, soulève le projet de voir l'Australie devenir une République. En 1992, la Haute Cour, dans l'affaire Mabo vs Queensland annule la notion juridique de terra nullius (« terre à personne ») créée au moment de l'occupation européenne.
Au début des années 1990, l'Australie connaît une période de récession économique profonde et, en 1996, le libéral John Howard est élu Premier ministre. Il reste au pouvoir jusqu'en 2007, ce qui en fait le Premier ministre ayant le deuxième plus long mandat de l'histoire. Il déclare qu'il souhaite « une société australienne qui verrait ce pays comme un carrefour unique entre l'Europe, l'Amérique du Nord et l'Asie. L'Australie a la chance incroyable d'avoir un héritage européen, d'étroites relations avec l'Amérique du Nord mais d'être aussi située géographiquement dans la région Asie-Pacifique, et si nous arrivons à nous considérer comme ce carrefour stratégique, alors je pense que nous avons une occasion unique de nous tailler une place spéciale dans l'histoire du prochain siècle ».
En 1999, le gouvernement organise un référendum sur une modification constitutionnelle faisant du pays une République. Le Parti libéral permet à ses membres de décider librement de leur propre position en la matière, alors que le Parti travailliste fait campagne pour une République.
Les monarchistes arguent que le statu quo offre à l'Australie des protections constitutionnelles incomparables. Le projet rencontre d'autres oppositions, puisqu'une partie des républicains appelle à voter contre le projet à cause du désaccord avec la méthode proposée pour désigner le chef de l’État, qui aurait été nommé par le Parlement à la majorité des deux tiers, ce système ayant pour avantage de placer le président au-dessus des querelles des partis mais pour inconvénient d'exclure le citoyen du choix de sa représentativité. Face à ces critiques, une majorité de la population (55 %) s'exprime de manière négative. Le débat républicain n’est toujours pas tranché : le gouvernement travailliste prévoit d'organiser un autre référendum dans un avenir assez lointain, pour proposer l'établissement d'une République en Australie.

### XXIesiècle

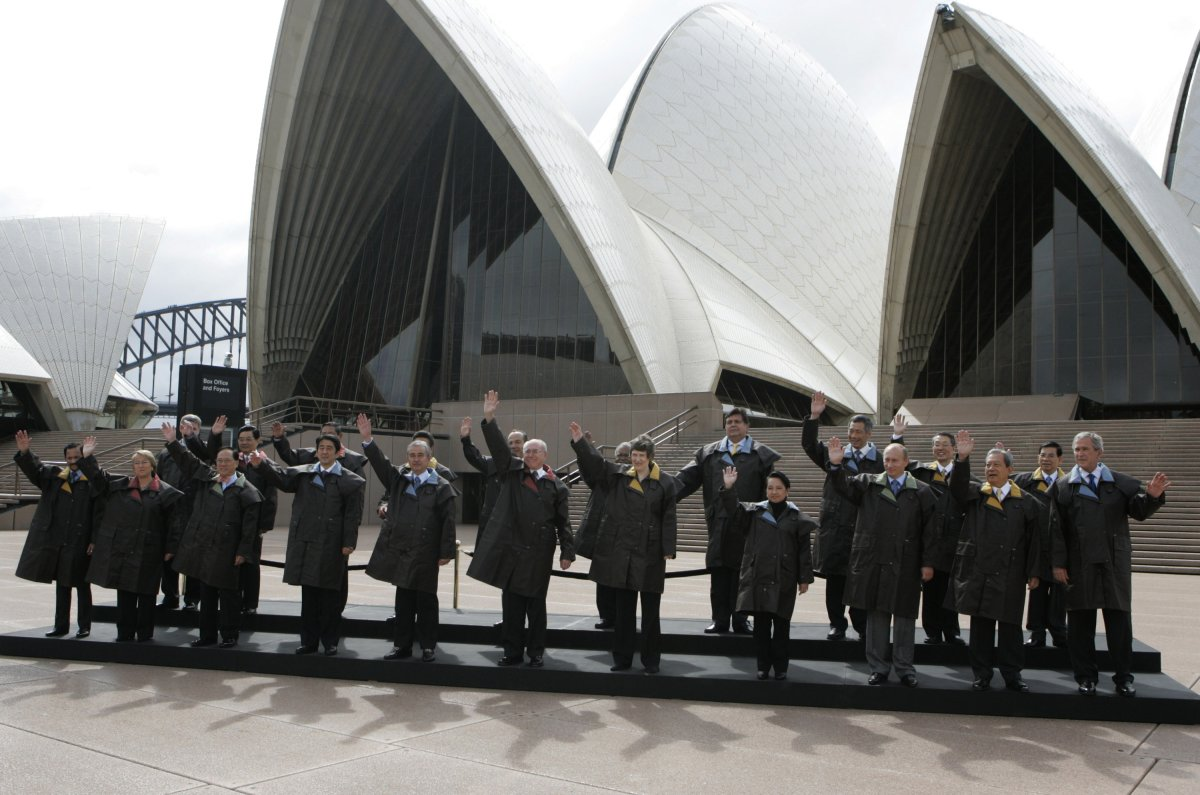
Les chefs des gouvernements de l'Asie-Pacifique à la conférence de l'APEC à Sydney, en 2007.

Au cours des années 2000, le commerce avec la Chine s'accroît considérablement et l'Australie joue un rôle actif dans des affaires internationales, notamment : en fournissant des finances aux économies asiatiques pour récupérer de la crise financière asiatique et en incitant à l'établissement du G20 ; en organisant la Force internationale pour le Timor oriental en 1999 ; en déployant des troupes vers l'Afghanistan et l'Irak, en participant aux secours après le tsunami qui a suivi le tremblement de terre du 26 décembre 2004.
Le travailliste Kevin Rudd bat Howard aux élections du 24 novembre 2007. Ancien diplomate, son premier acte officiel en tant que Premier ministre est, le jour même de sa nomination, de ratifier le protocole de Kyoto et d'annuler certaines des réformes sur la législation du travail mises en place par le Parti libéral. Le 13 février 2008, tenant une promesse de campagne, il prononce un discours solennel, s'excusant auprès des Aborigènes, peuple autochtone, pour les maltraitances qu'ils ont subies.
En 2009, l'Australie est ravagée par les incendies les plus meurtriers de son histoire. Les incendies de végétation du Victoria de 2009, aussi appelés « Samedi noir », font plus de 231 morts et des destructions importantes (365 000 hectares, 1 000 maisons).

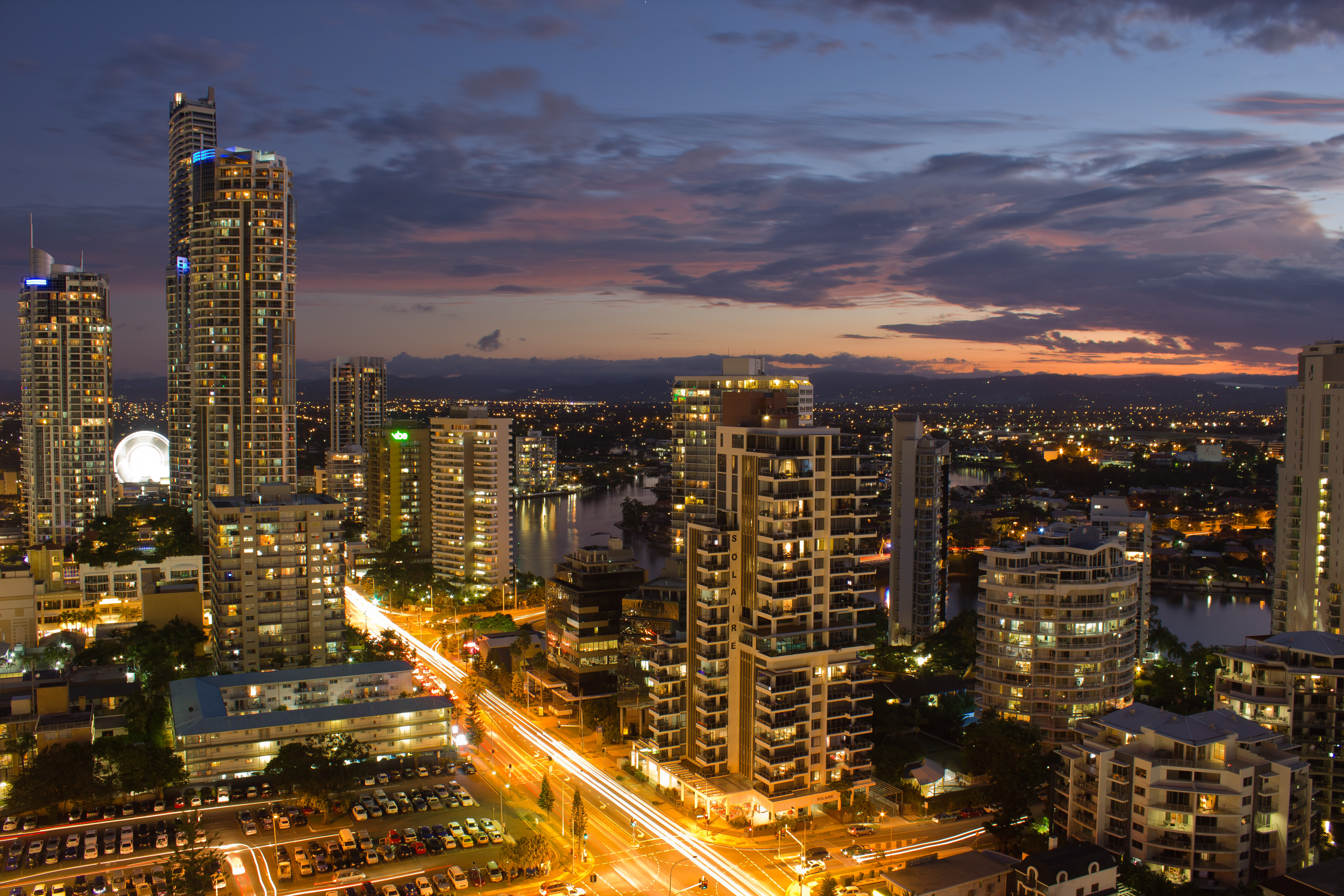
La ligne d'horizon de Gold Coast au crépuscule, ville qui se développe rapidement au XXIe siècle.

En 2008 et 2009, après 25 ans de réforme économique, et une période de croissance commerciale forte avec la Chine, l'Australie surpasse pratiquement chaque économie comparable quant à la croissance, tandis que la crise économique saisit le monde.
En 2010, Rudd démissionne avant un vote interne du parti, demandé par Julia Gillard, devenant la première femme à prendre la tête du gouvernement australien. Aux élections de 2010, l'Australie se retrouve, pour la première fois depuis 70 ans, avec une Chambre des représentants en situation de Parlement minoritaire. Après avoir obtenu le ralliement du seul représentant des Verts australiens, Gillard décroche progressivement le soutien de trois représentants indépendants et dispose ainsi d'une majorité absolue à la Chambre.
L'Australie poursuit sa croissance, en partie grâce à la croissance minière, et à l'appétit croissant de la Chine sur le plan énergétique. Julia Gillard occupe le poste de Premier ministre jusqu'en 2013, année des nouvelles élections australiennes, où les sondages prédisent une défaite des travaillistes face au Parti libéral, mené par Tony Abbott. Gillard devient de plus en plus impopulaire au sein de son parti, et le 26 juin 2013, à quelques semaines d'élections fédérales prévues en septembre, elle est finalement désavouée lors d'un vote de confiance des représentants de sa formation. Elle n'obtient que 45 votes en sa faveur, contre 57 pour son rival, Kevin Rudd, qui redevient ainsi chef du Parti travailliste et Premier ministre. Elle annonce qu'elle quitte la politique à l'issue des prochaines élections. Les élections ont lieu le 7 septembre 2013, Tony Abbott bat Kevin Rudd, et devient le 28e Premier ministre d'Australie le 18 septembre 2013. Cependant, il est lui-même renversé par son ministre Malcolm Turnbull en 2015. Celui-ci est à son tour mis en minorité et doit céder sa place à Scott Morrison qui a pu garder sa place de chef de gouvernement après les élections fédérales anticipées de 2019.

## Politique

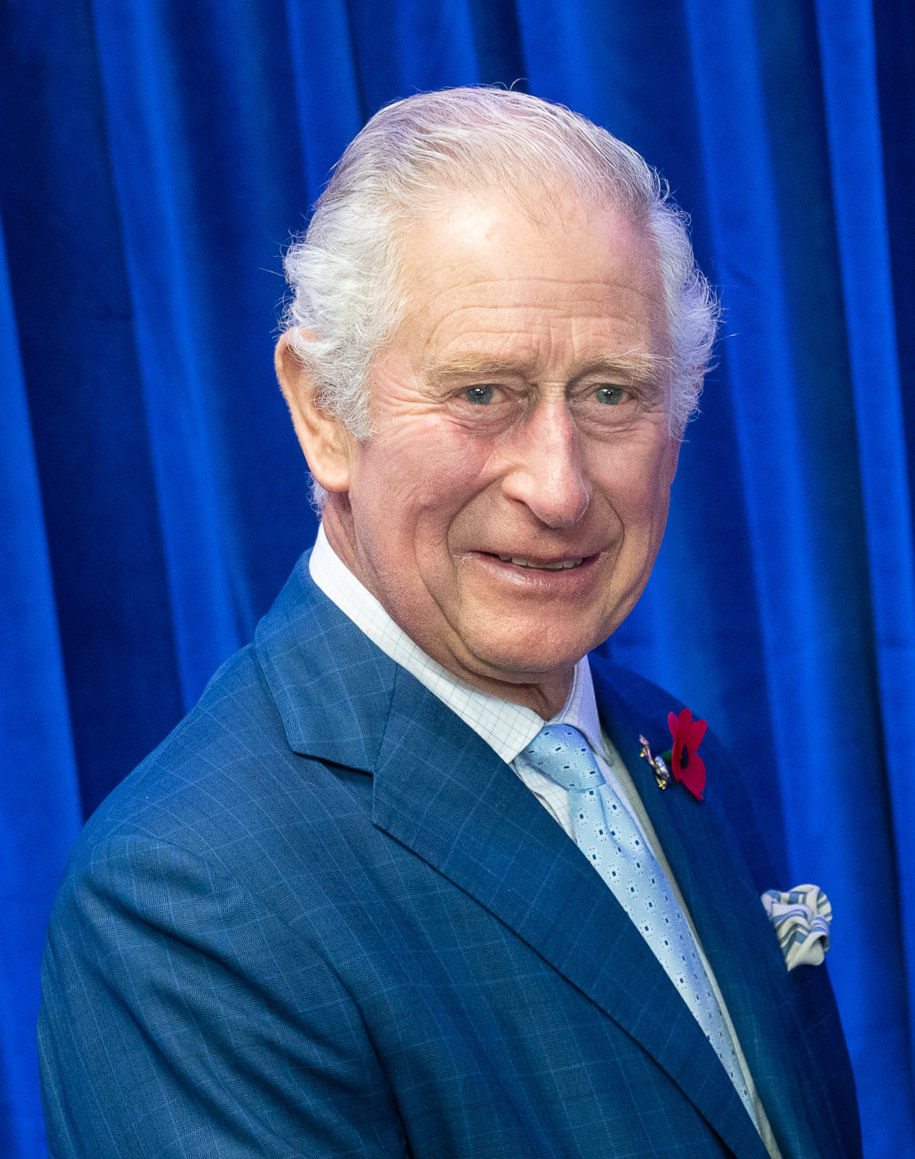
Charles III (roi du Royaume-Uni), roi d'Australie.

L'Australie fait partie des quelques nations qui sont demeurées démocratiques tout au long du XXe siècle. À ce jour, le Commonwealth d’Australie est une monarchie constitutionnelle : Charles III est roi d’Australie, un rôle distinct et séparé de sa position en tant que roi du Royaume-Uni. Il est le chef d'État, bien que ce terme n'apparaisse ni dans la Constitution ni dans la loi. Le roi est nommément représenté par la gouverneure générale. Dans la pratique, la quasi-totalité du rôle constitutionnel du monarque est donc assumé par la gouverneure générale. D'après la Constitution, le rôle du monarque est presque purement cérémonial. Bien que la Constitution donne théoriquement de grands pouvoirs exécutifs au gouverneur général, ceux-ci ne sont jamais utilisés politiquement, très rarement utilisés indépendamment, et sont délégués au cabinet dont les membres sont choisis par le parti au pouvoir ou le Premier ministre seul, parmi des membres du gouvernement fédéral, lui-même formé de personnes élues à la Chambre des représentants ou du Sénat.
Le gouvernement est assuré par trois pouvoirs indépendants :
- le pouvoir législatif est assuré par le Parlement (monarque, Chambre des représentants et Sénat) ;
- le pouvoir exécutif est assuré par le Conseil Exécutif (gouverneur général, Premier ministre et tous les autres ministres).
- le pouvoir judiciaire est assuré par la Haute cour et les cours fédérales.

La base légale de la nation change avec l'Australia Act de 1986 et le vote de lois liées à cet acte au Parlement britannique. Jusqu'à cette date, un petit nombre d’affaires constitutionnelles pouvaient être plaidées en dernier ressort au Comité judiciaire du Conseil privé, plus haute cour d’appel du Royaume-Uni. Par cet acte du Parlement, la loi australienne devient, sans équivoque possible, la seule valable dans le pays. La Haute Cour d'Australie devient alors la plus haute cour d'appel. La possibilité théorique que le parlement britannique puisse voter des lois modifiant des articles de la Constitution australienne est supprimée.
Il existe deux grands groupes politiques qui gouvernent le pays, le Parti travailliste (ALP, centre gauche social-démocrate et progressiste), et la Coalition, regroupement de deux partis principaux de centre droit : le Parti libéral (LP, Liberals ou Libs, libéral-conservateur) et son partenaire mineur, le Parti national (NP, Nationals ou Nats, conservateur et agrarien), auxquels s'ajoutent des mouvements régionaux (le Parti libéral national du Queensland ou LNP, né en 2008 de la fusion des sections des deux grands partis de la Coalition dans l'État du Queensland, et le Parti rural libéral ou CNP, fondé en 1974 dans le Territoire du Nord). Un certain nombre de représentants appartiennent à d'autres petits partis, comme les Verts (The Greens, écologisme) ou le Parti démocrate ou sont indépendants de tout parti. Le Parti travailliste gouverne de 1908 à 1909 (minoritaire), de 1910 à 1913, de 1914 à 1917, de 1929 à 1931, de 1941 à 1949 (minoritaire de 1941 à 1943), de 1972 à 1975, de 1983 à 1996, de 2007 à 2013 (minoritaire de 2010 à 2013) et depuis 2022. La Coalition, établie en 1923 (seuls les noms des deux partis la composant ayant évolué), est au pouvoir pour sa part de 1923 à 1929, de 1931 à 1941 (minoritaire de 1940 à 1941), de 1949 à 1972 (la plus longue période sans alternance connue par l'Australie), de 1975 à 1983, de 1996 à 2007 et de 2013 à 2022.
À ce jour, le Parti travailliste est au pouvoir à Canberra ainsi que dans cinq des six États et dans les deux territoires du pays ; la Coalition dirige un des six États et aucun des deux territoires. Lors des élections de 2004, l'équipe gouvernementale de la Coalition dirigée par John Howard obtient la majorité dans les deux assemblées, ce qui ne s'était pas produit depuis plus de 20 ans.
Le vote est obligatoire pour tous les citoyens inscrits de 18 ans et plus, aussi bien au niveau des États ou des Territoires qu'au niveau fédéral. L'inscription sur les listes électorales est obligatoire dans tous les États sauf en Australie-Méridionale.

### Parlement

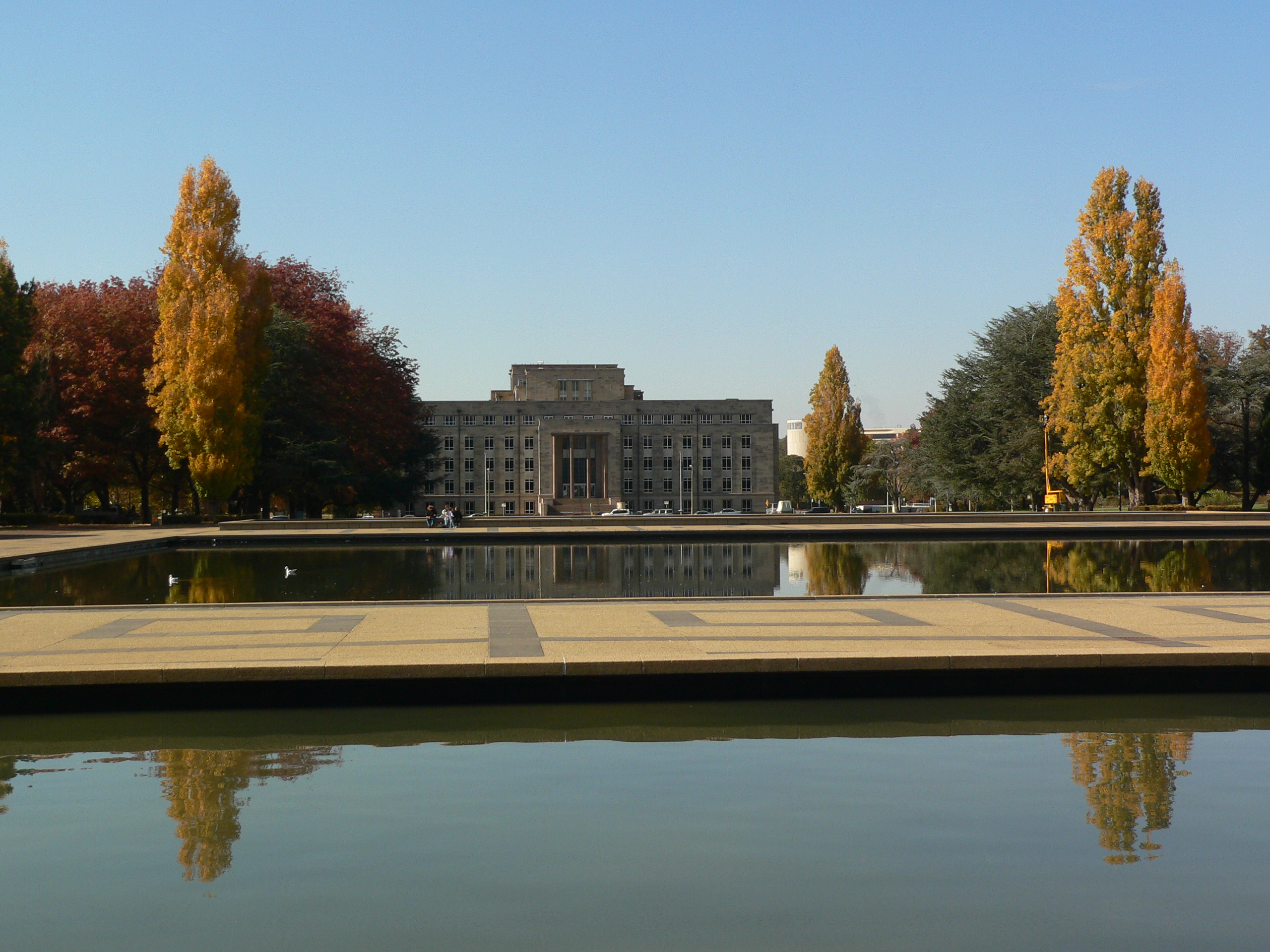
Le ministère des Finances, à Canberra, capitale de l'Australie.

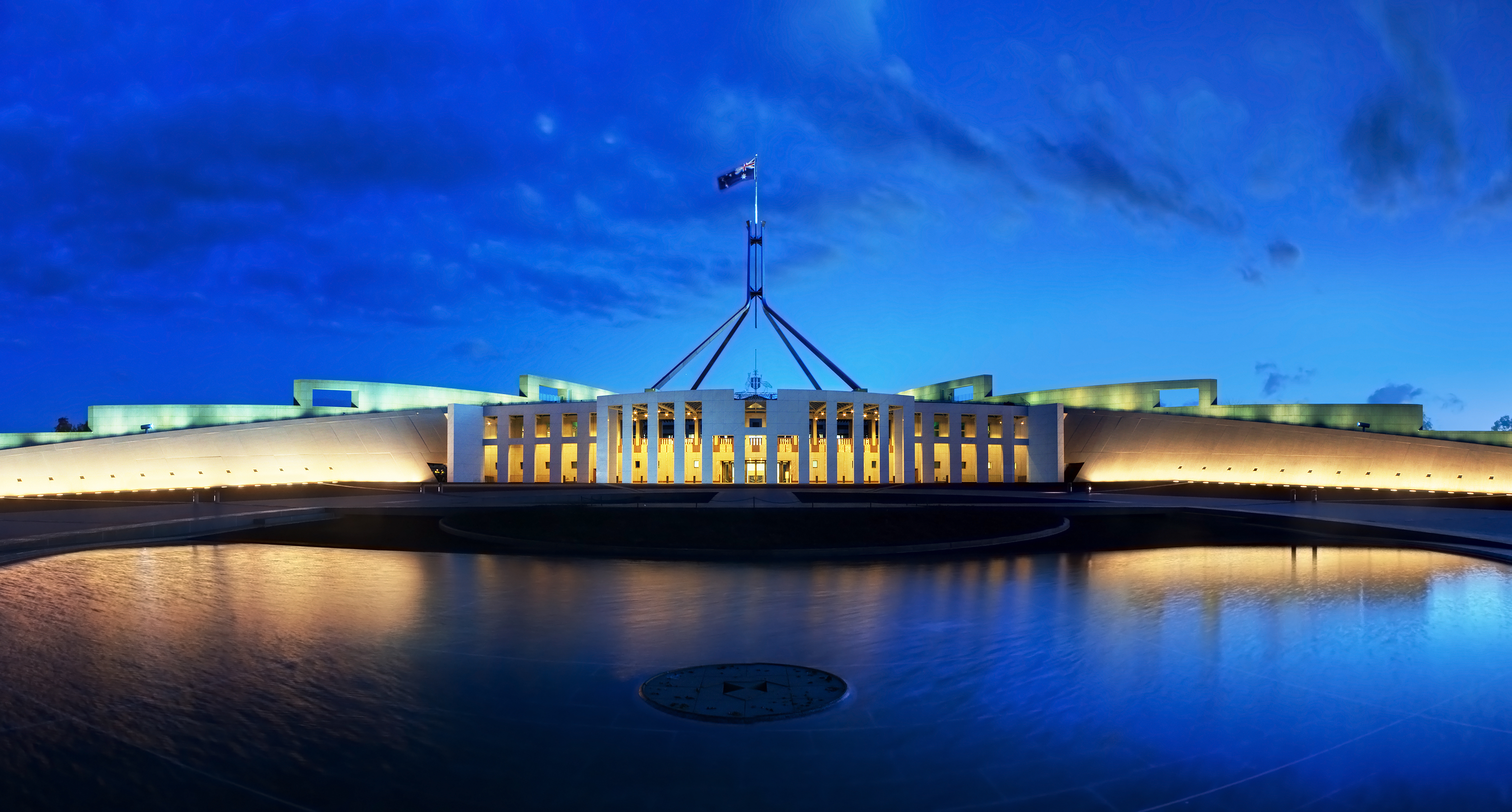
Le Parlement d'Australie.

Le Parlement est composé du monarque, du Sénat (chambre haute) qui compte 76 sénateurs et de la Chambre des représentants (la chambre basse) avec ses 151 membres. Les élections pour les deux chambres (élection générale) ont lieu tous les trois ans ; les sénateurs ont des mandats de six ans et la moitié seulement des sièges est renouvelée à chaque élection, sauf si le cycle est interrompu par une double dissolution. Le parti ayant le soutien de la majorité de la Chambre des représentants forme le gouvernement et son chef devient Premier ministre.
Le Sénat (Senate) se compose de 76 sénateurs et la Chambre des représentants (House of Representatives) de 151 représentants. Les représentants sont élus dans des circonscriptions (officiellement divisions, mais plus connus sous le nom de electorates ou seats) selon un système d’un représentant par circonscription. Plus un État est peuplé, plus il a de représentants à la Chambre avec un minimum de cinq par État. Au Sénat, chaque État est représenté par douze sénateurs, et chaque territoire par deux. Les députés sont élus pour trois ans et les sénateurs six. Les élections ont lieu tous les trois ans, renouvelant le Sénat de moitié à chaque élection.

### Partis politiques
Le système de Westminster, en vigueur en Australie depuis la création du Commonwealth en 1901, ainsi que le système électoral utilisé, à savoir le vote alternatif, ont favorisé le développement d'un bipartisme qui oppose depuis 1923 :
- la Coalition (alliance de centre droit entre le Parti libéral d'Australie, le Parti national d'Australie, le Parti libéral national du Queensland et le Parti rural libéral) ;
- le Parti travailliste (centre gauche).

Les autres partis politiques australiens au niveau fédéral sont :
- Verts australiens ;
- Alliance du centre ;
- Parti australien de Katter ;
- Pauline Hanson's One Nation.

### Premier ministre
Le Premier ministre est le chef du gouvernement australien et le principal responsable et représentant du pays sur la scène internationale. Par convention, il est membre de la Chambre des représentants. Il est choisi par un vote des membres du gouvernement et aucune limite officielle n'existe sur la durée de son mandat. Deux résidences officielles sont à la disposition du Premier ministre australien : The Lodge, à Canberra et la Kirribilli House, à Sydney.
Il n'est arrivé qu'une seule fois qu'un sénateur devienne Premier ministre de l'Australie, et ce pour une période très brève, après le décès du Premier ministre, le temps pour son successeur de se faire élire à la chambre des représentants lors d'une élection partielle.
Du 24 juin 2010 au 27 juin 2013, la Première ministre est Julia Gillard, qui remplace Kevin Rudd, ancien chef du Parti travailliste. Elle est la première femme à occuper ce poste depuis la création de la démocratie libérale il y a un siècle. C'est en outre la première fois dans l'histoire d'un État que le chef d'État (Élisabeth II), le chef de gouvernement (Julia Gillard) et la gouverneure générale (Quentin Bryce) sont des femmes. Le 27 juin 2013, Kevin Rudd redevient Premier ministre à la suite d'un vote de confiance au sein du parti. De 2018 à 2022, Scott Morrison occupe le poste, puis le 23 mai 2022, c'est Anthony Albanese qui devient le Premier ministre d'Australie.

### Gouverneur général

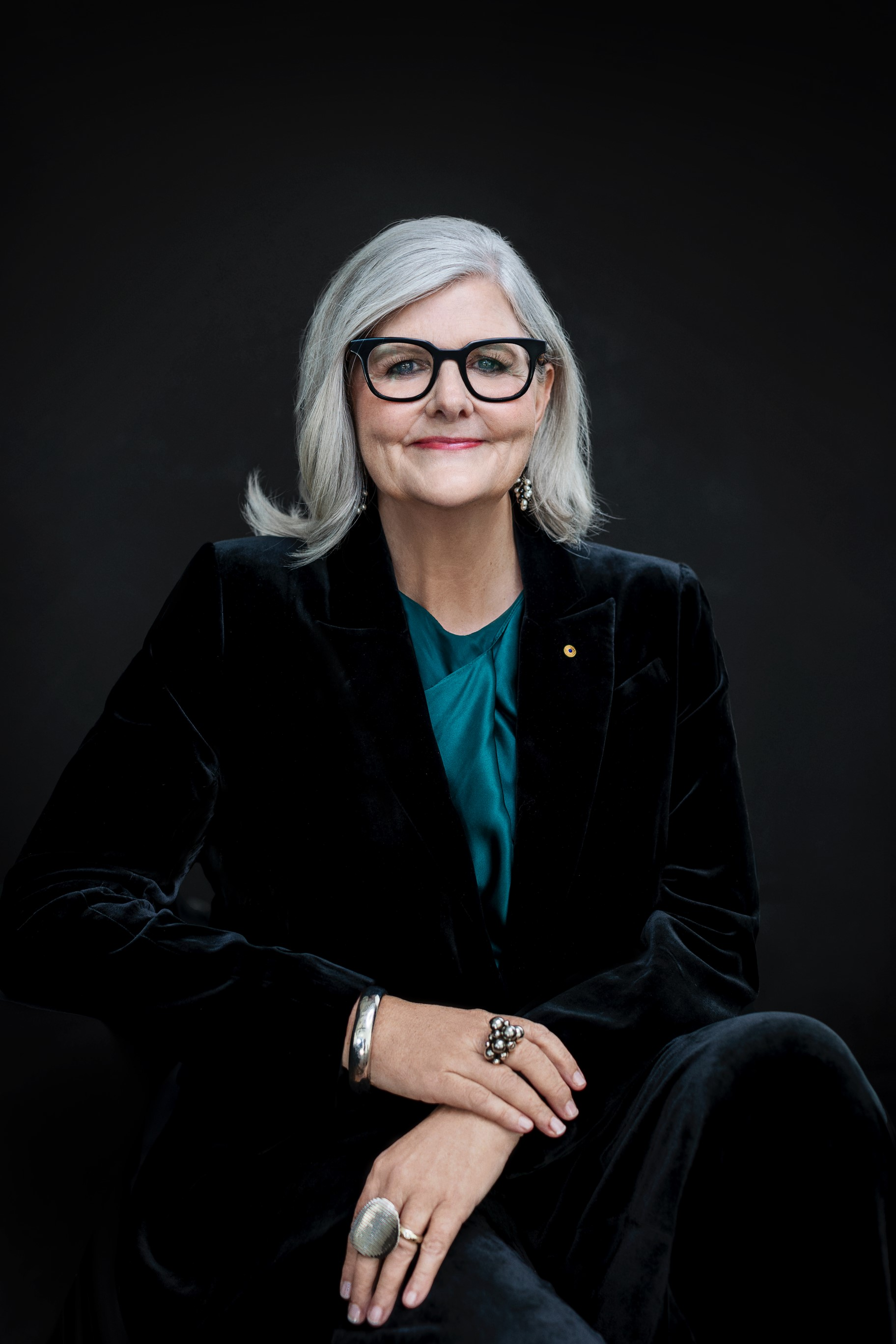
Sam Mostyn, gouverneure générale d'Australie depuis 2024.

Le gouverneur général est le représentant du roi en Australie. Selon la loi, il exerce dans les limites de la Constitution australienne, les pouvoirs et les fonctions que le roi lui octroie. Il détient le pouvoir exécutif en Australie et en tant que représentant de Sa Majesté, il a théoriquement le droit de mettre fin aux fonctions du Premier ministre. Par respect pour ce dernier, il ne le fait cependant que sur sa demande. Une exception à cette convention constitutionnelle a lieu le 11 novembre 1975 lorsque le gouverneur général Sir John Kerr fait démissionner le Premier ministre Gough Whitlam. Cet événement reste le plus controversé de l'histoire politique australienne.
Depuis le 1er juillet 2024, la fonction est occupée par Sam Mostyn.

### Haute Cour d'Australie

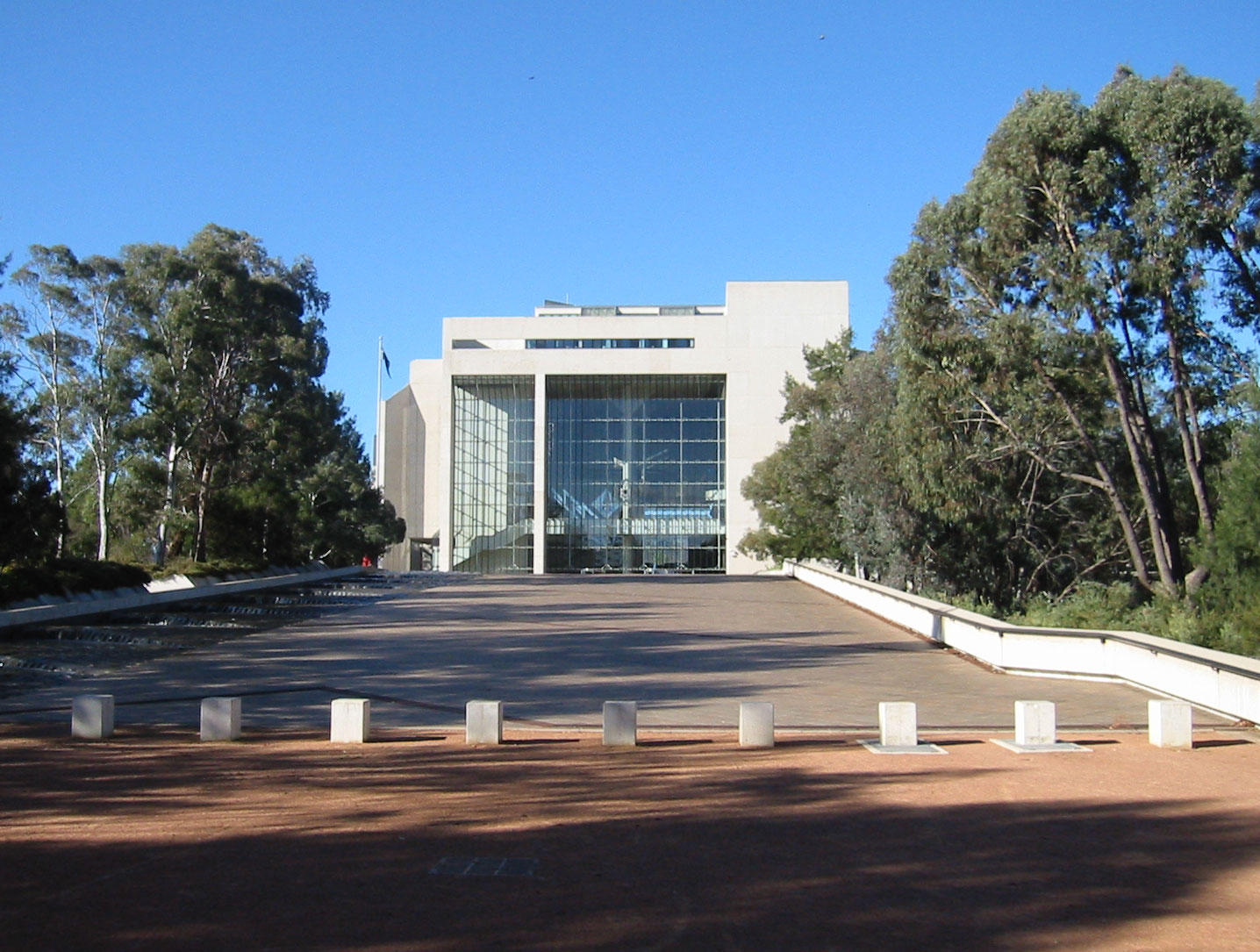
Entrée de la Haute Cour d'Australie.

La Haute Cour d'Australie est la plus haute juridiction dans le système judiciaire australien. Ses fonctions sont d'interpréter et d'appliquer les lois de l’Australie. L'édifice de la Haute Cour comporte trois salles d'audience, les chambres des juges et les principaux services de registre, de bibliothèque et autres services liés à la Cour.

### Organisation territoriale décentralisée

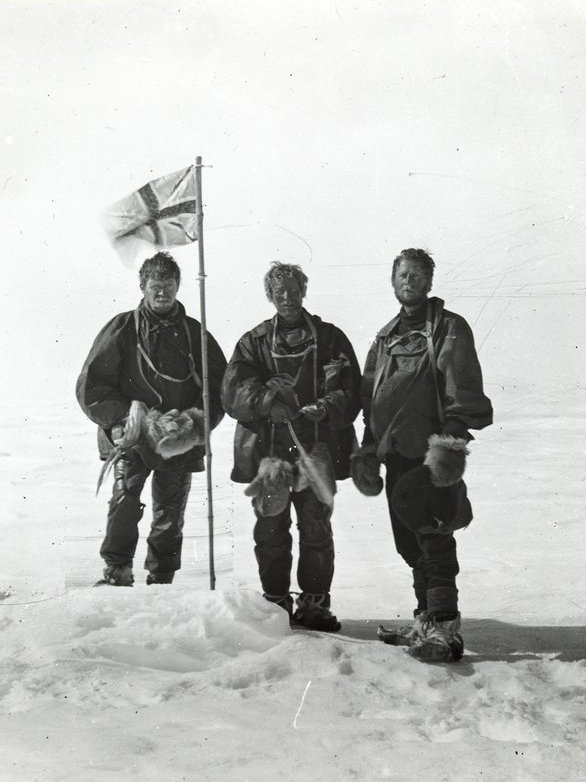
Territoire antarctique australien : les explorateurs Alistair Mackay, Edgeworth David et Douglas Mawson au pôle Sud magnétique le 17 janvier 1909, lors de l'expédition Nimrod.

L'Australie est divisée en six États et trois territoires continentaux, sans compter d'autres petits territoires extérieurs.
Les États sont :
- l'Australie-Méridionale (South Australia) ;
- l'Australie-Occidentale (Western Australia) ;
- la Nouvelle-Galles du Sud (New South Wales) ;
- le Queensland ;
- la Tasmanie (Tasmania) ;
- le Victoria.

Les Territoires sont :
- le Territoire du Nord (Northern Territory) ;
- le Territoire de la capitale australienne (Australian Capital Territory ou ACT) ;
- le Territoire de la baie de Jervis (Jervis Bay Territory).

Pour une grande part, le fonctionnement des territoires est comparable à celui des États, mais le Parlement fédéral peut, s'il l'estime utile, mettre son veto à presque toutes les lois votées par les parlements territoriaux. En revanche, le parlement fédéral ne peut pas s'opposer à des lois étatiques dans certains domaines qui sont énoncés à l'article 51 de la Constitution ; les parlements des États conservent tous leurs pouvoirs législatifs dans les domaines de la santé, de l'éducation, de la police, de la justice, du système routier, des transports publics, des gouvernements locaux.
Chaque État et Territoire a sa propre organisation législative : un système unicaméral, dans le Territoire du Nord, l'ACT et le Queensland, un système bicaméral dans les autres États. La chambre basse est connue sous le nom d'Assemblée législative (Chambre de l'Assemblée, en Australie du Sud et en Tasmanie) et la chambre haute est connue sous le nom de Conseil législatif. Le chef du gouvernement de chaque État est le Premier ministre (Prime en anglais alors que le Premier ministre fédéral est appelé Prime Minister), et dans chaque territoire, le ministre principal (Chief Minister). La reine est représentée dans chaque État par un gouverneur, un administrateur dans le Territoire du Nord et dans l'ACT par le gouverneur général d'Australie ; dans tous les cas, ils ont des rôles analogues.
L'Australian Local Government Association est par ailleurs l'organisation regroupant les associations des différents États et Territoires qui forment l'Australie. Elle réunit 560 conseils sous la forme d'une fédération d'associations gouvernementales locales et territoriales. Ses activités majeures s'orientent autour de la représentation des gouvernements locaux.
Le Council of Capital city Lords mayors (Conseil des maires des capitales australiennes) est un regroupement des maires des différentes capitales des États et Territoires d'Australie. Son but est de fournir une représentation à l'échelle du pays pour la coordination et la représentation efficace des intérêts particuliers des capitales australiennes.
En outre, l'Australie gère des Territoires extérieurs habités : l'île Norfolk, l'île Christmas, les îles Cocos et d'autres inhabités : les îles Ashmore-et-Cartier, les îles de la mer de Corail, les îles Heard-et-MacDonald et le Territoire antarctique australien.

### Affaires étrangères et défense

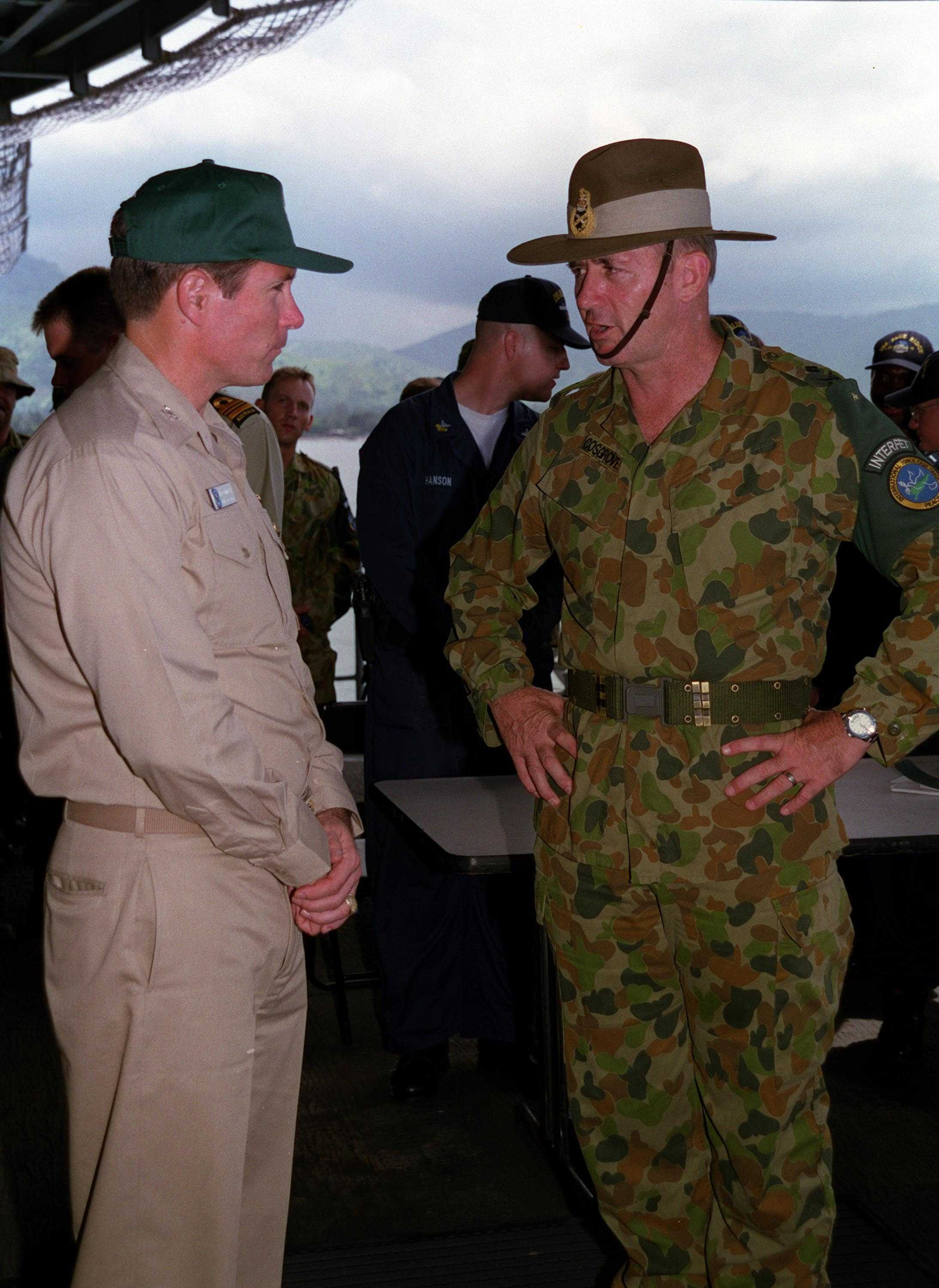
Le major-général Peter Cosgrove (gouverneur-général de 2014 à 2019) à Dili (Timor Oriental), en 2000.

L'Australie est membre du Commonwealth des Nations.

Au cours des dernières décennies, les relations extérieures de l'Australie sont caractérisées par une étroite association avec les États-Unis par le biais du pacte de l'ANZUS, et par une volonté de développer des relations avec l'Asie et les pays du Pacifique, en particulier à travers l'Association des nations de l'Asie du Sud-Est (l'ASEAN) et le Forum des îles du Pacifique. En 2005, l'Australie a obtenu pour la première fois une place au Sommet de l'Asie orientale à la suite de son adhésion au Traité d'amitié et de coopération du sommet. L'Australie est membre du Commonwealth, dans lequel les rencontres entre les chefs de gouvernement du Commonwealth constituent le principal moyen de coopération. L'Australie a défendu énergiquement la cause de la libéralisation des échanges internationaux. Elle a conduit à la formation du Groupe de Cairns et de la Coopération économique pour l'Asie-Pacifique (l'APEC). Elle est membre de l'Organisation de coopération et de développement économiques (l'OCDE) et de l'Organisation mondiale du commerce (l'OMC). Elle a poursuivi une politique de libre-échange avec plusieurs pays, avec tout récemment l'accord de libre-échange entre l'Australie et les États-Unis et le rapprochement des relations économiques avec la Nouvelle-Zélande. L'Australie est membre fondateur de l'ONU, elle a aussi un programme d'aide internationale en vertu duquel quelque soixante pays reçoivent une assistance de sa part. Le budget 2005-2006 prévoyait 2,5 milliards de dollars pour l'aide au développement, une somme inférieure, en pourcentage du PIB, aux objectifs du millénaire pour le développement de l'ONU.
Les Forces armées australiennes (Australian Defence Force, ADF, sont composées de la marine royale australienne (Royal Australian Navy, RAN), de l'armée de terre australienne (Australian Army, AA), et de l'armée de l'air royale australienne (Royal Australian Air Force, RAAF) soit environ 51 000 hommes. Tous les secteurs de l'armée sont engagés dans des opérations de maintien de la paix (récemment au Timor oriental, dans les îles Salomon et au Soudan), dans les opérations de secours en cas de grande catastrophe et dans certains conflits armés, comme l'invasion de l'Irak en 2003. Le gouvernement nomme comme chef d'état-major des armées l'un des trois chefs de ses forces armées, à l'heure actuelle le chef de la force de défense aérienne, l'Air Chief Marshall Angus Houston. Le commandant en chef des forces armées australiennes est le gouverneur général. Dans le budget 2006-2007, la part du budget allouée à l'armée a été de 22 milliards de dollars australiens.
Un mémorial national a été élevé à Villers-Bretonneux à la mémoire des soldats australiens, les Diggers, morts au combat en France et en Belgique. Il a été inauguré en 1938 par le roi George VI et le président français Albert Lebrun. Une cérémonie s'y déroule chaque année le 25 avril (ANZAC Day). En outre, en signe de reconnaissance aux soldats australiens, le gouvernement français a fait ériger à Canberra, un mémorial franco-australien inauguré en 1961.
L'Australie est membre de la Pacific Islands Chiefs of Police.
Le 17 septembre 2024, l'Australie a conclu avec succès les négociations commerciales avec les Émirats arabes unis, visant à améliorer les flux commerciaux et d'investissement tout en ouvrant de nouveaux marchés pour les exportateurs australiens. Cependant, le Conseil australien des syndicats a exprimé son opposition à l'accord, invoquant des préoccupations concernant le dossier des ÉAU de graves violations des droits humains et des droits du travail, y compris les pratiques modernes de l'esclavage dans le cadre du système Kafala, qui lie les travailleurs migrants à leurs parraintes employeurs,.

### Royalisme

Les résultats de 1999 confirment l'attachement des australiens à la monarchie.

En 1999, l'Australie a confirmé par référendum son attachement à un système politique monarchique.

## Économie
Le développement économique de l’Australie a été lent au départ et basé sur l’exportation de la laine. Cela a changé avec la découverte d’or en 1851 et le secteur minier est devenu le plus important secteur de l’économie australienne. Au début du XXIe siècle, le secteur tertiaire de l'économie, dont le tourisme, l'éducation et les services financiers, constitue 69 % du PIB, l'agriculture et les ressources naturelles (minérales, minières surtout) constituent respectivement 3 % et 5 % du PIB, mais elles contribuent largement aux performances à l'exportation du pays, avec une tendance à l'épuisement pour certaines d'entre elles. Les principaux clients de l'Australie sont le Japon, la Chine, les États-Unis, la Corée du Sud et la Nouvelle-Zélande.
L’Australie a une économie prospère et diversifiée. Ces dernières années, l’économie australienne a fait face au ralentissement économique mondial en gardant une croissance stable. La croissance de la production a continué grâce à la bonne consommation nationale, et la confiance des entreprises et des consommateurs dans leur économie reste solide. L’importance accordée aux réformes est un autre facteur clé de la force de l’économie. Dans les années 1980, le Parti travailliste, dirigé par le Premier ministre Bob Hawke et le ministre des Finances Paul Keating, a joué un rôle crucial dans la modernisation de l’économie australienne en laissant flotter le dollar australien et en dérégulant partiellement le système financier.
À partir de 1996, la coalition gouvernementale, dirigée par le Premier ministre John Howard, continua d’implémenter des micro-réformes économiques. Certains disent que la dérégulation du marché du travail durant cette période fut le résultat d’une nécessaire flexibilité du marché du travail. D’autres critiquèrent ces dérégulations pour leur impact négatif sur les salaires, la sécurité et la santé. La législation introduite durant cette période cherchait à réduire la participation et le pouvoir des syndicats en préférant favoriser la négociation à l’intérieur des entreprises. De plus, durant cette période, la coalition gouvernementale a dérégulé de nombreuses autres industries, entre autres le secteur des télécommunications, et a privatisé nombre de sociétés nationales. La fiscalité a été réformée en juillet 2000 avec l'introduction d'une TVA de 10 % qui a permis de réduire quelque peu les impôts sur les sociétés et l'impôt sur le revenu. Mais aux élections fédérales de 2007, ce gouvernement a été mis en minorité et son Premier ministre a été personnellement battu.
L’économie australienne n’a pas souffert de récession depuis les années 1990. Même le ralentissement du début des années 2000 n’a pas affecté la croissance de son PNB. En mars 2007, le chômage était tombé à 4,5 %, son plus bas niveau depuis la fin des années 1970. En 2018, il reste inférieur à 6 %, mais 35 % des employés travaillent à temps partiel.
L'économie australienne s'appuie avant tout sur son sous-sol riche en hydrocarbure, grâce à la forte demande de l'économie chinoise. L’industrie extractive australienne représente 248 milliards de dollars australiens de produits exportés et emploie plus de 247 000 personnes.
Une étude publiée en 2017 par The Australia Institute démontre que les compagnies étrangères détiennent 86 % de l’industrie minière du pays et ont dépensé en l’espace de dix ans plus d’un demi-milliard de dollars australiens pour influencer les gouvernements australiens. L'Australie est le pays ayant poussé le plus loin la privatisation et le monnayage de l’eau. L’eau y est chère et son commerce a provoqué la ruine de fermiers qui n’ont plus les moyens de l’acheter. Pour certains groupes financiers, la sécheresse est synonyme de bonnes affaires, avec des rendements rapides et élevés.
Le PIB de ce pays est de 1 561 milliards USD en 2013. L'Australie est un pays prospère, à l'économie de type occidental, son PIB par habitant est de 67 468,07 USD en 2013. Le pays a été classé en 2005 au sixième rang mondial pour l'indice de qualité de vie par The Economist et, en 2010, au deuxième rang à l'Indice de développement humain du Programme des Nations unies pour le développement. Avec un PIB nominal de 1 379 milliards de dollars américains, l'État se place comme treizième puissance économique mondiale en 2017. L'absence d'une industrie de transformation orientée vers l'exportation a été considérée comme un élément clé de la faiblesse de l'économie australienne mais la hausse récente des prix des produits exportés par l'Australie et l'augmentation du tourisme rendent cette critique moins pertinente. Néanmoins, l'Australie reste avec le quatrième plus grand déficit au monde de la balance des transactions courantes (plus de 7 % du PIB). Ce problème est considéré comme peu important par certains économistes car il a coïncidé avec une période de forts échanges commerciaux et de faibles taux d'intérêt ce qui rend le coût de la dette relativement faible. Les principaux partenaires économiques du pays sont la Chine, les États-Unis, le Japon et Singapour. L'Australie fait partie de la Coopération économique pour l'Asie-Pacifique (CEAP). Parmi les points forts de son agriculture, le pays était aussi neuvième au palmarès des producteurs mondiaux de céréales au milieu des années 2010, dominé par les États-Unis.
De 1997 à 2017, les prix de l'immobilier ont grimpé de 250 %.
Les écarts de richesses s'accentuent. Entre 2003 et 2015, la richesse moyenne des 20 % des ménages les plus riches a augmenté de 53 %, tandis que pour les 20 % des ménages les moins riches la chute a été de 9 %. En 2018, le 1 % des salariés australiens les plus riches gagne autant en quinze jours que les 5 % des plus pauvres en un an.
Le taux d'endettement des ménages, situé à 216 % en 2019, est l'un des plus élevés au monde.
En 2023, elle est classée en 24e position pour l'indice mondial de l'innovation.

## Énergie

Carte des principales sources d'énergie en Australie.
Annuellement, le pays consomme 17321 pétajoules.

### Charbon

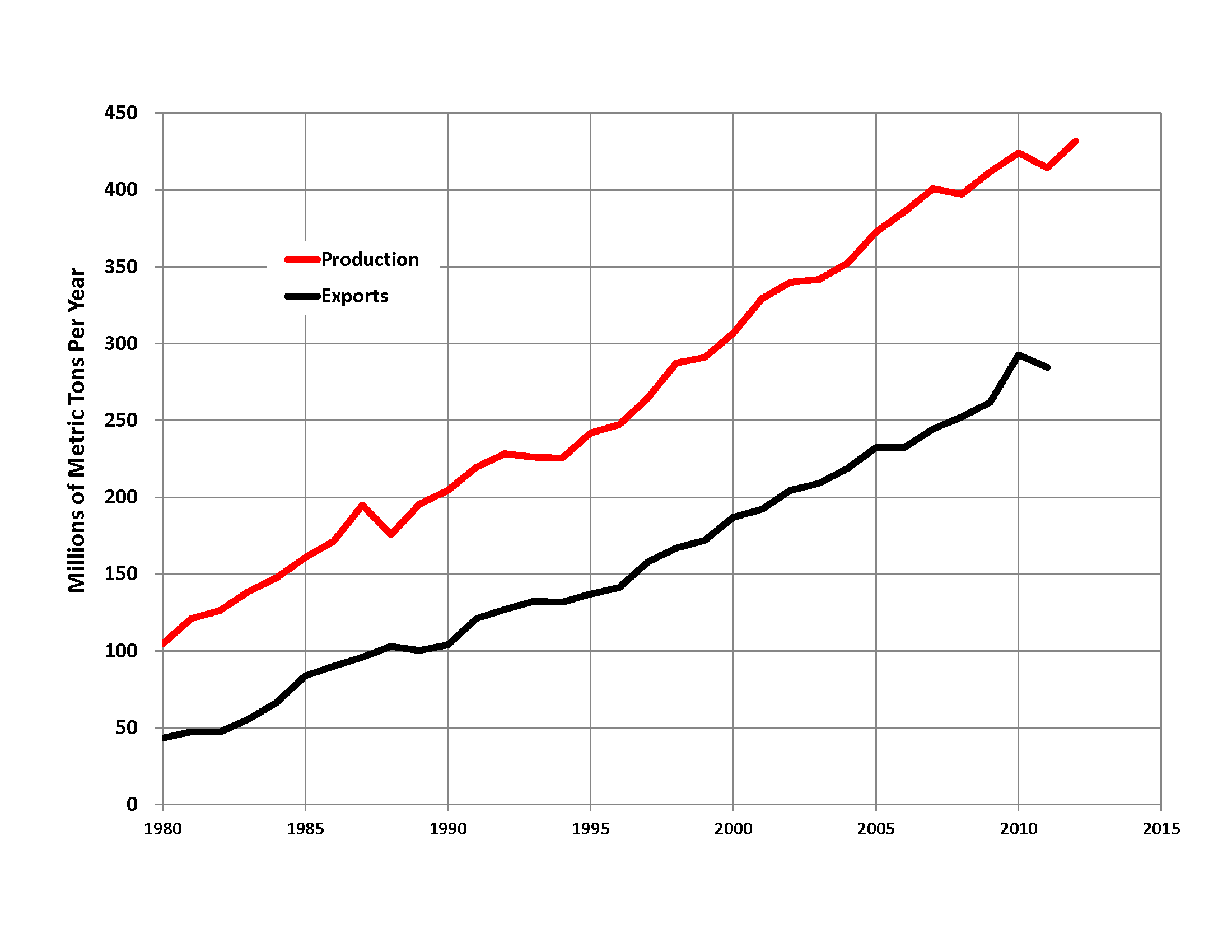
L'Australie est le premier exportateur de charbon au monde.

L'Australie est le plus grand exportateur mondial de charbon. La production annuelle de charbon atteint en Australie 12 288 pétajoules. En octobre 2021, le gouvernement australien a autorisé le prolongement de trois mines de charbon, Le groupe Whitehaven est autorisé à doubler ses capacités d'extraction.

### Gaz naturel
Le pays possède d'importantes ressources gazières surtout dans les régions de Carnarvon et l'archipel Bonaparte au large de la côte nord-ouest.

### Pétrole brut
La production annuelle se chiffre à 15,5 Mt.

### Électricité
Par année, le territoire produit 257 térawatts-heures (927 pétajoules).

### Nucléaire
Selon le rapport annuel de l'Institut fédéral allemand de géosciences et de ressources naturelles (BGR) paru en février 2024, grâce à ses plus de 1,7 million de tonnes d’uranium, l’Australie représente environ 29,2 % des réserves mondiales.
En revanche, aucun programme nucléaire civil n'a été développé, le mix énergétique s’appuyant quasi exclusivement sur les énergies fossiles. En 2024, en pleine campagne des élections générales prévues en 2025, l'opposition conservatrice australienne lance l'idée de construire des centrales nucléaires pour garantir l'avenir électrique du pays.

### Solaire
En 2018, l’énergie solaire représente 5,2 % de la production d'énergie nationale. En 2014, le gouvernement pose l'objectif de produire 1 000 mégawatts d’énergie solaire.

## Population et société

### Démographie

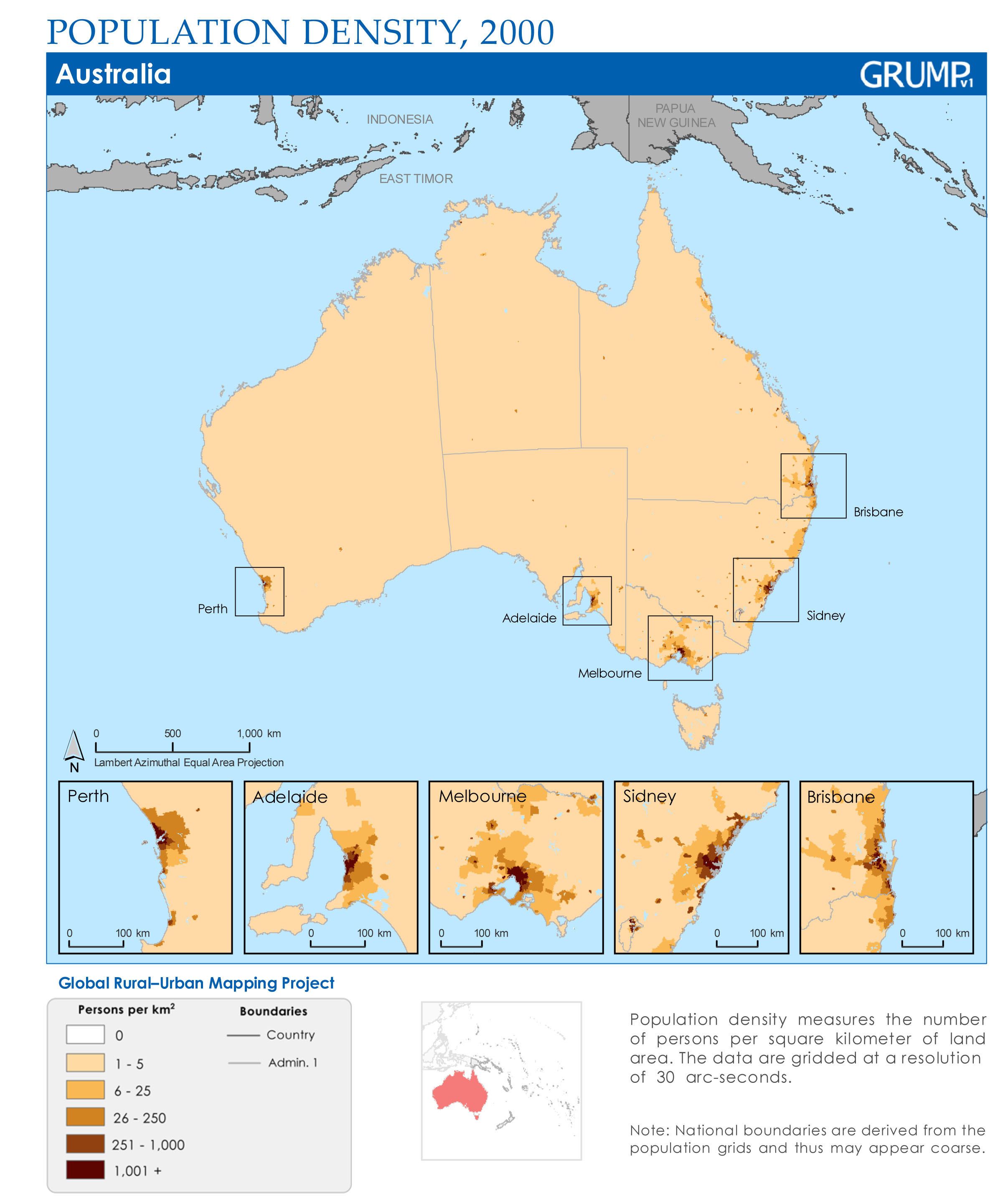
Carte de la densité de population de l'Australie. L'Australie a l'une des populations les plus urbanisées au monde, la majorité vivant dans des villes métropolitaines sur la côte.

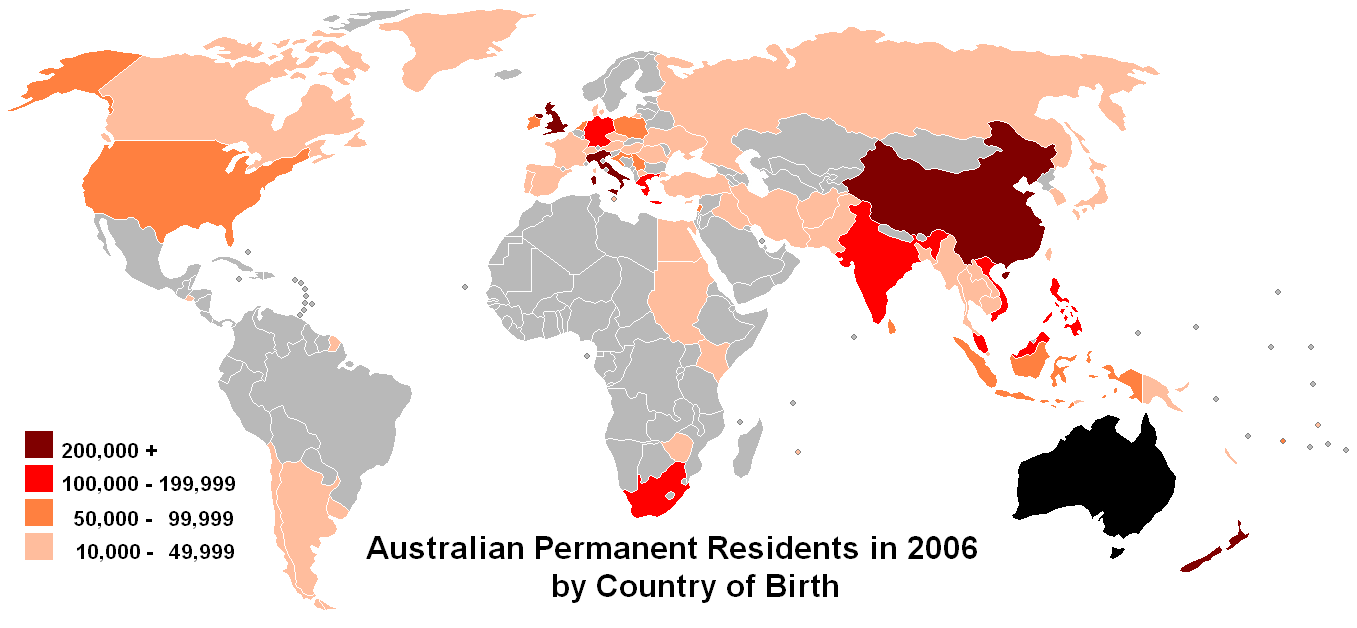
Origine des Australiens nés à l'étranger en 2006.

L'Australie compte 26,8 millions d'habitants en septembre 2023, avec une croissance démographique annuelle estimée à 2,5 %.
En 2021 les Aborigènes d'Australie sont 984 000.
 Bien que ce soit une population plus rurale que la population générale, les deux tiers des Aborigènes vivent en ville. La Nouvelle-Galles du Sud et le Queensland comptent la moitié des Aborigènes d’Australie. En Tasmanie, la population indigène diminue fortement au XIXe siècle.
La majorité de la population australienne est descendante de colons du XIXe et XXe siècles venant des îles Britanniques : anglaises, irlandaises, écossaises et galloises. Bien que les colonies australiennes soient fondées en tant que colonies pénitentiaires (sauf l'Australie-Méridionale et l’Australie-Occidentale), l’arrivée de bagnards britanniques en Australie s'arrête progressivement entre 1840 et 1868. Pendant la Gold Rush (« ruée vers l’or ») de la fin du XIXe siècle, les bagnards et leurs descendants devinrent une petite minorité face aux centaines de milliers de colons des îles britanniques. Un exemple de la masse des arrivants : dans les années 1850, le total des immigrants arrivant en Nouvelle-Galles du Sud et Victoria est l'équivalent de 2 % de la population totale du Royaume-Uni et de l’Irlande.
La population australienne fait plus que doubler depuis la fin de la Seconde Guerre mondiale, encouragée par un programme ambitieux d’immigration ; elle est passée de 9,4 millions en 1956 à 20,7 millions en 2006. Au XIXe siècle cependant, l’Australie met en place des mesures fortes pour prévenir l’immigration de non-blancs (politique de l'Australie blanche). De 1945 jusqu'aux années 1960, les immigrants venant de Grèce, d’Italie, d'Allemagne, des Pays-Bas et d’autres pays européens contribuent à augmenter la démographie du pays. En 1973, l’Australie met officiellement fin aux politiques d’immigration discriminatoires, et une grande immigration asiatique apparaît. En 1988, environ 40 % des immigrants viennent d’Asie et, en 1997, les Asiatiques composent 5 % de la population. La population indigène – les Aborigènes d’Australie et les habitants du détroit de Torrès – forme 2,2 % de la population (recensement de 2006). En 2001, la campagne électorale est dominée par les sujets de l’immigration et de la sécurité nationale. Les gouvernements successifs continuent à maintenir des niveaux élevés d'immigration au XXIe siècle. Bien que privilégiant la citoyenneté par rapport au multiculturalisme (« multiculturalism »), le gouvernement de John Howard (1996-2007) a augmenté de manière significative le programme national d'immigration. À partir de fin 2007, les nouveaux candidats à l'immigration, s’ils veulent obtenir la citoyenneté australienne, devront passer et réussir deux volets de questionnaires, comportant des questions sur l’histoire australienne, l’histoire aborigène, sur la culture du pays, sur les sports nationaux et sur la connaissance de la langue anglaise. Le gouvernement australien espère que ces questionnaires permettront une meilleure intégration sociale des immigrés.
Un grand nombre de citoyens australiens (950 000 en 2004) vit à l’étranger. Ce nombre (presque 5 %) est largement supérieur à celui d’autres pays. Ce n’est que récemment que le sujet a intéressé gouvernement et médias, mais le terme de « diaspora australienne » fait aujourd’hui partie du vocabulaire australien.
| Rang | Nom                 | État ou territoire | Population 2023 |
| ---- | ------------------- | ------------------ | --------------- |
| 1    | Melbourne           | VIC                | 5 103 528       |
| 2    | Sydney              | NSW                | 5 041 275       |
| 3    | Brisbane            | QLD                | 2 622 585       |
| 4    | Perth               | WA                 | 2 289 366       |
| 5    | Adélaïde            | SA                 | 1 426 803       |
| 6    | Gold Coast-Tweed    | QLD / NSW          | 735 213         |
| 7    | Newcastle           | NSW                | 526 515         |
| 8    | Canberra-Queanbeyan | ACT / NSW          | 503 402         |
| 9    | Sunshine Coast      | QLD                | 407 859         |
| 10   | Central Coast       | NSW                | 348 435         |
| 11   | Wollongong          | NSW                | 313 745         |
| 12   | Geelong             | VIC                | 302 046         |
| 13   | Hobart              | TAS                | 232 450         |
| 14   | Townsville          | QLD                | 186 734         |
| 15   | Cairns              | QLD                | 160 933         |

De même que nombre d’autres pays développés, l’Australie vit aujourd’hui un vieillissement de sa population.
L'anglais est la langue officielle de facto de l’Australie, même si certaines communautés aborigènes continuent de parler leurs langues natales. Un nombre considérable d’immigrants de première et deuxième générations est bilingue. L’italien, le cantonais et le grec sont encore très largement parlés.
Depuis le début des années 2000, l'Australie expulse les réfugiés arrivés sur son sol vers Nauru et la Papouasie-Nouvelle-Guinée en échange d'une compensation financière (sous forme d'aide au développement) pour ces deux États pauvres. Plusieurs milliers de personnes sont détenues dans des camps construits par le gouvernement australien et gérés par des sociétés privées dans l'attente que leur dossier soit examiné. Selon les associations de défense des droits humains, cette politique viole le droit international, notamment la convention relative au statut des réfugiés. Le gouvernement relève en revanche une forte diminution des arrivées clandestines, passées de plus de 3 000 par an entre 1999 et 2001 à moins de 150 par an entre 2002 et 2008. Le coût du programme (interception des bateaux, frais de gestion des camps) s'élève à plus d'un milliard de dollars australiens pour la période 2002-2007, et à plus de 5 milliards pour la période 2012-2017.
En dépit des restrictions d’accès imposées par les autorités, plusieurs enquêtes successives dénoncent les conditions de vie des détenus. Le Haut Commissariat des Nations unies pour les réfugiés (HCR) évoque une « détention systématique et arbitraire » contraire au droit international, et critique l’absence de solution à long terme pour des personnes maintenues dans l’incertitude. L’ONG Médecins sans frontières décrit une population « au-delà du désespoir » et recense « un nombre alarmant de tentatives de suicide et de cas d’automutilation ».

### Langues
Bien que l'Australie n'ait pas de langue officielle, l'anglais a toujours été considéré comme la langue nationale de facto. L'anglais australien se distingue de l'anglais britannique par son accent et son vocabulaire et diffère légèrement des autres types d'anglais dans sa grammaire et son orthographe,. L'anglais australien sert dans les échanges quotidiens. Selon le recensement de 2011, l'anglais est la seule langue parlée dans près de 81 % des foyers australiens. Les autres langues les plus communément parlées sont le mandarin (1,7 %), l'italien (1,5 %), l'arabe (1,4 %), le cantonais (1,3 %), le grec (1,3 %), et le vietnamien (1,2 %). Une proportion considérable de migrants de première et deuxième génération sont bilingues. Une étude faite par l’Australia Early Development Index en 2010–2011 a découvert que les langues les plus communément parlées par les enfants après l'anglais étaient l'arabe suivi par le vietnamien, le grec, le chinois et l'hindi,. L'afrikaans est parlé par environ 44 000 personnes, issus de migrants récents arrivés d'Afrique du Sud depuis la fin de l'apartheid.
On pense qu'il y avait entre 250 et 750 langues aborigènes à l'arrivée des Britanniques, dont moins de 20 sont aujourd'hui encore parlées quotidiennement de façon significative,. Environ 110 ne sont exclusivement parlées que par des personnes âgées. Durant le recensement de 2006, 52 000 Aborigènes australiens, représentant 12 % de la population indigène, ont déclaré qu'ils parlaient principalement une langue aborigène dans leur foyer. L'Australie compte une langue des signes que l'on nomme auslan, qui est la langue principale d'environ 5 500 personnes sourdes.

### Religion

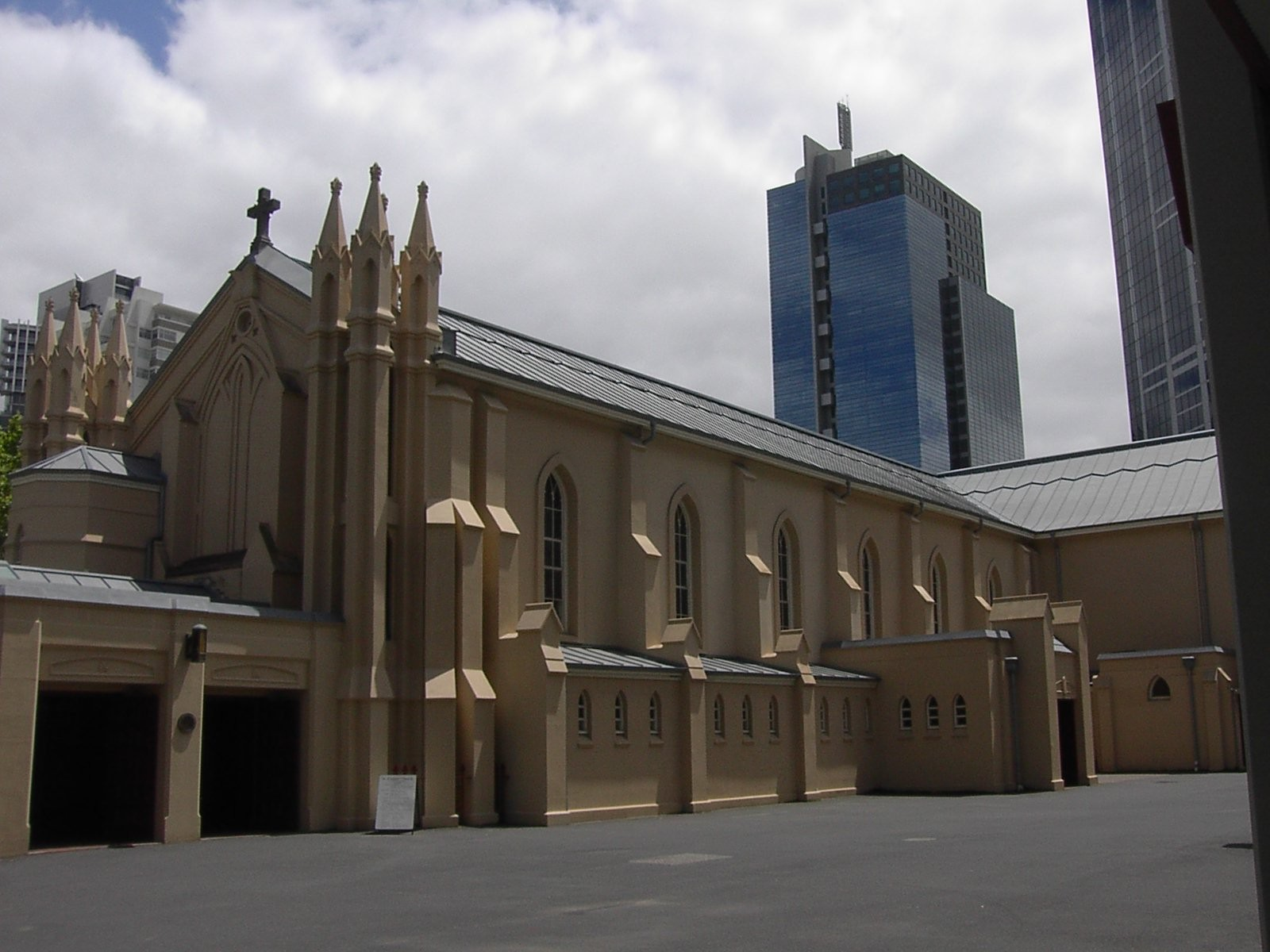
L'église catholique Saint-Francis à Melbourne.

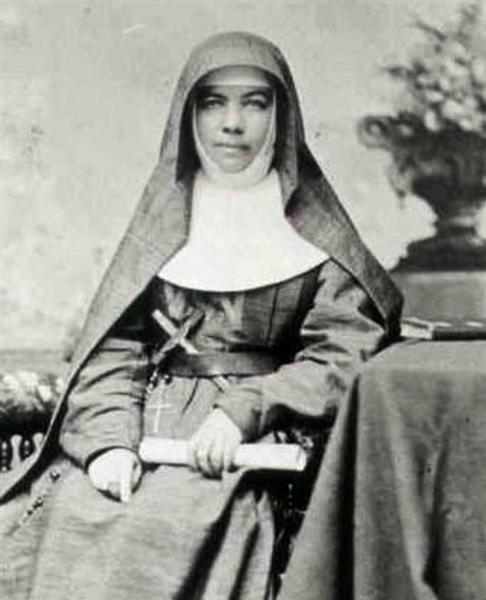
Mary MacKillop, enseignante des pauvres au XIXe siècle, la première sainte australienne. Environ un quart des Australiens sont catholiques.

L'Australie n'a pas de religion d’État. La Constitution australienne garantit la séparation de l'Église et de l'État, interdisant au gouvernement australien de proclamer une loi favorisant une religion par rapport à une autre. D'après le recensement de 2016, environ 52 % des Australiens se disent chrétiens, dont 22,6 % de catholiques et 13,3 % d'anglicans, 30,1 % de la population indiquent n'avoir aucune religion, 8,2 % sont identifiés comme n'appartenant pas au christianisme, le plus grand de ces groupes étant l'islam (2,6 %), suivi par le bouddhisme (2,5 %), l'hindouisme (1,9 %), le sikhisme (0,5 %) et le judaïsme (0,5 %). Les 9,6 % de la population restant n'ont pas fourni de réponse.
En Australie, les anglicans sont représentés par l'Église anglicane d'Australie et les catholiques par l'Église catholique en Australie. L'Église catholique en Australie est desservie par la Conférence des évêques catholiques d'Australie, qui est l'assemblée collégiale permanente des évêques d'Australie.
Les Ministères baptistes australiens sont fondés en 1926,. En 2016, on compterait 994 églises et 70 997 membres.

#### Personnages religieux significatifs
- Sainte Mary MacKillop (1842-1909) : enseignante des pauvres au XIXe siècle, la première sainte de l'Église catholique née en Australie.
- David Unaipon (1872-1967) : pasteur, inventeur, écrivain, philosophe aborigène. Son effigie figure sur le billet de 50 dollars australiens.
- Révérend John Flynn (1880-1951) : fondateur du Royal Flying Doctor Service. Son effigie figure sur le billet de 20 dollars australien.
- Pasteur Sir Douglas Nicholls (1906-1988) : aborigène qui prône la réconciliation entre aborigènes et européens, gouverneur d'Australie-Méridionale.
- Cardinal George Pell (né en 1941) : archevêque catholique de Sydney de 2001 à 2014.
- Saints patrons (pour l'Église catholique) :
  - Notre Dame ;
  - Saint François Xavier.

### Éducation

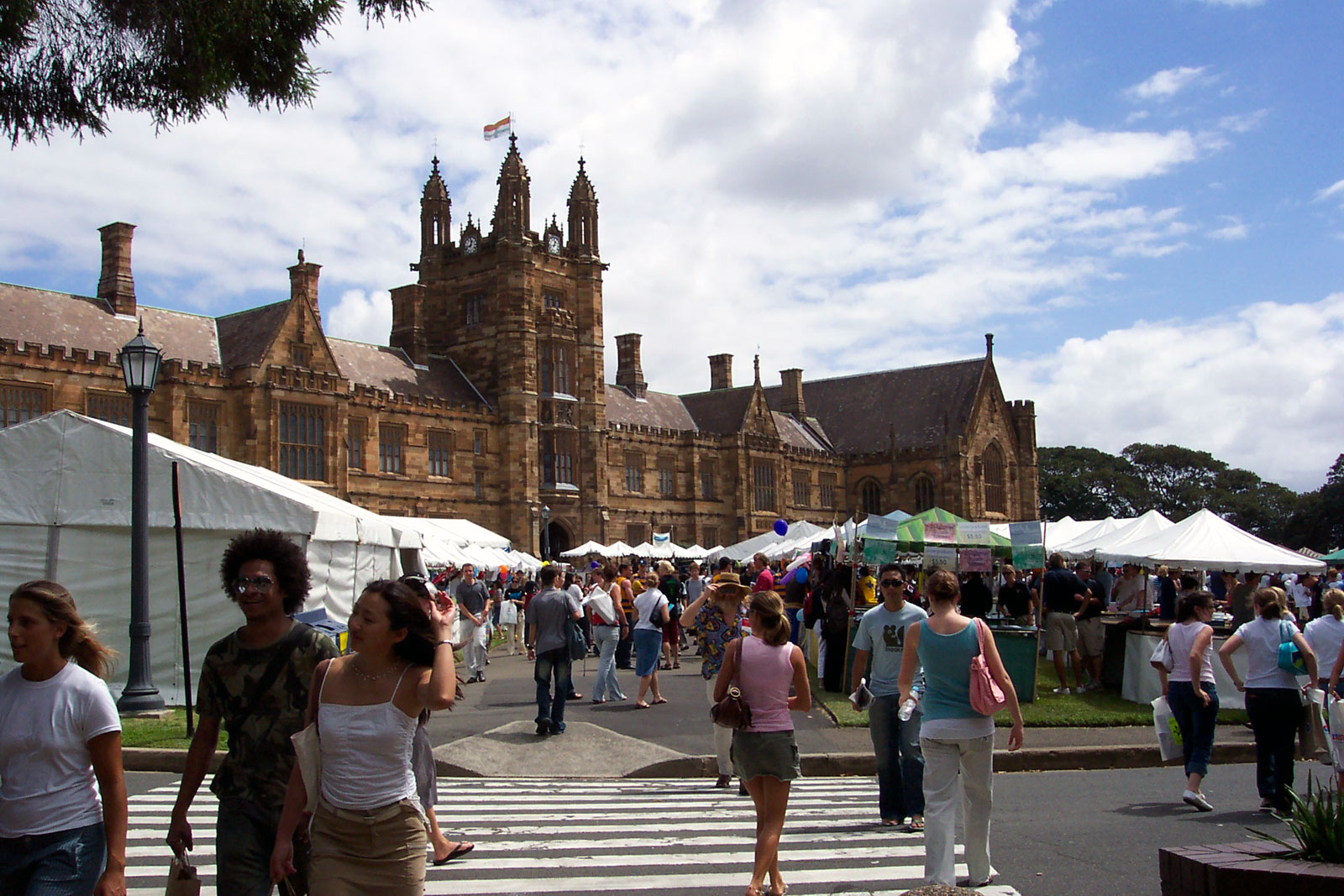
L'université de Sydney : l'éducation joue un rôle économique important. De nombreux étudiants étrangers viennent en Australie.

L’éducation n’est pas du ressort de l’État fédéral mais des différents États. Cependant, l'aide gouvernementale a participé à l’ouverture de nombreuses universités.
L'Australie a 37 universités publiques et deux universités privées. Notamment on peut citer le groupe des huit : université de Sydney, université de Nouvelle-Galles du Sud, université d'Australie-Occidentale, université nationale australienne, université Monash, université de Melbourne, l'université du Queensland, et l'université d'Adélaïde. Parmi les autres il y a l'université Macquarie, l'université de Canberra, l'université Bond, l'université de Wollongong et l'université catholique australienne.
Environ 10 % des étudiants des universités australiennes sont étrangers.
Les instituts supérieurs d'enseignement technique, les TAFE College, se spécialisent dans la formation technique. Ils sont publics et reconnus par l'industrie et forment à des diplômes de l'enseignement secondaire ou supérieur.
L'année scolaire va de janvier à décembre. Les écoles gouvernementales sont gratuites, alors que la plupart des étudiants inscrits dans les écoles privées payent des honoraires. L'Église catholique est le plus grand éducateur non gouvernemental. Deux tiers des étudiants vont à des écoles publiques, le tiers restant fréquente des écoles privées (confessionnelles ou laïques). Les termes High school et Secondary college désignent l'enseignement secondaire en Australie.
La scolarisation est obligatoire jusqu’à :
- 17 ans en Tasmanie ;
- 16 ans dans les États de Victoria, d'Australie-Méridionale et du Queensland ;
- 15 ans dans tous les autres États et territoires.

En raison de la très faible densité démographique de l’Outback (brousse australienne), de nombreux élèves sont scolarisés par correspondance.

### Sciences et technologies

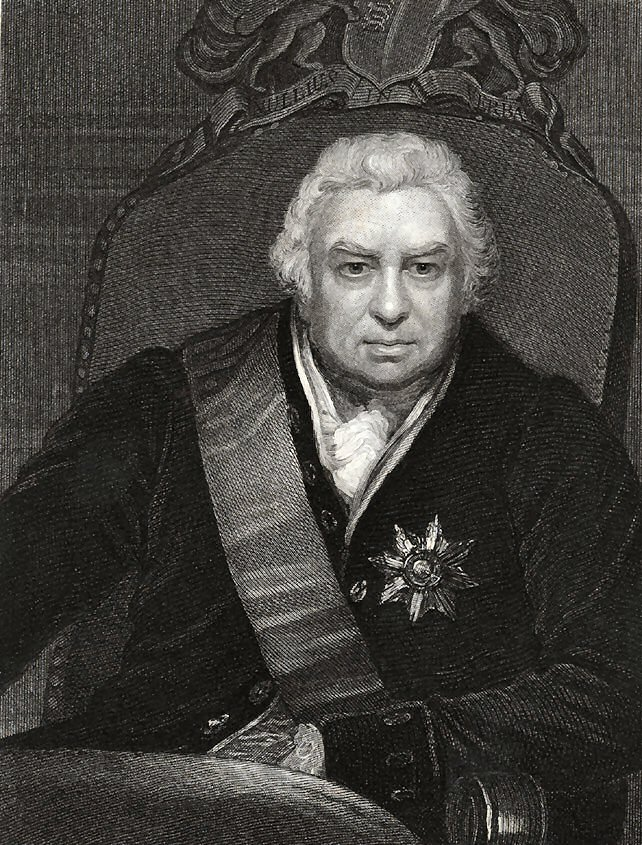
Joseph Banks, un naturaliste et botaniste britannique qui participe au premier voyage de James Cook (1768-1771).

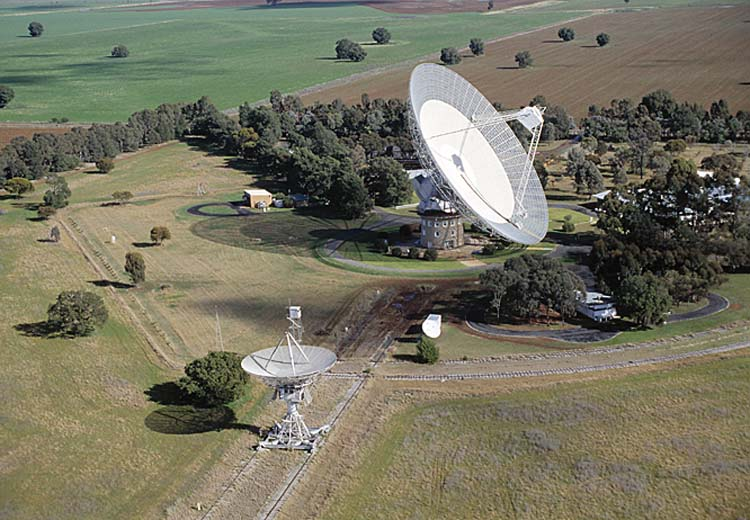
L'observatoire de Parkes est notamment connu pour avoir aidé la mission spatiale américaine Apollo 11.

Les inventions australiennes anciennes comprennent le boomerang et woomera. Mais parmi les contributions australiennes les plus importantes à la science et à la technologie figurent également le développement de la pénicilline (Howard Walter Florey), la réfrigération (James Harrison), la physiothérapie (Elizabeth Kenny), le long-métrage (The Story of the Kelly Gang, de Charles Tait, premier long-métrage de fiction), le stimulateur cardiaque (Mark C. Lidwell), etc.
L'Australie est longtemps une source de fascination pour des botanistes, des naturalistes et des géologues. Le botaniste Sir Joseph Banks participe au premier voyage de James Cook autour du monde (1768-1771). Il rapporte d'abondants matériaux et milite ardemment pour la colonisation. En 1800, l'explorateur français Nicolas Baudin est sélectionné pour une expédition en Australie pour neuf zoologistes et botanistes, y compris Jean Baptiste Leschenault de La Tour, l'un des plus grands voyages scientifiques de tous les temps. Charles Darwin, le célèbre naturaliste anglais dont les travaux sur l'évolution des espèces vivantes révolutionnent la biologie, est influencé par ce qu'il voit en Australie en 1836 pendant Le Voyage du Beagle.
Les Jardins botaniques royaux de Sydney sont créés par le gouverneur Lachlan Macquarie en 1816 et sont donc la plus ancienne institution scientifique en Australie. L’Australian Museum de Sydney, centré sur l’histoire naturelle et l’anthropologie, est le plus ancien muséum d’Australie. En 1826, l’entomologiste Alexander Macleay commence à œuvrer pour l’ouverture d’un muséum. L’immeuble ouvre ses portes au public en 1857.
L'un des projets de technologie les plus substantiels de l'Australie était le Plan d'aménagement des Snowy Mountains (1949-1974). Comprenant 16 grands barrages, 7 générateurs d'électricité et 145 kilomètres de tunnel pour la production d'énergie hydroélectrique ; afin de réorienter les eaux vers l'intérieur du pays pour l'irrigation.
L'Australie est un pionnier dans la conquête de l'espace pendant la Guerre froide. Le Programme spatial de l'Australie est basé à Woomera depuis les années 1950. L'Australie devient la 4e nation à lancer un satellite dans l'espace de son propre territoire en 1967 après l'URSS, les États-Unis et la France. Des observatoires australiens près de Canberra et de Parkes sont employés par la NASA pour la mission d'Apollo 11 en 1969. Pine Gap est la station de suivi de satellites (Joint Defence Facility Pine Gap) située au sud-ouest de la ville d'Alice Springs dans le Territoire du Nord. La base est gérée conjointement par l'Australie et les États-Unis depuis 1966. Il s'agit de l'un des plus grands centres régionaux d'opérations (SIGINT) et de renseignement d'origine électromagnétique au monde.
Un important organisme d'éducation est l'organisation fédérale pour la recherche scientifique et industrielle, le CSIRO. L'Australian Institute of Sport est un programme sportif national de la recherche scientifique d'athlétisme.
Parmi les Australiens lauréats du prix Nobel scientifique :
- 1915 : Sir Lawrence Bragg : en physique, diffraction des rayons X par les cristaux.
- 1945 : Lord Howard Florey : fabrication de la pénicilline.
- 1960 : Frank Macfarlane Burnet : recherches en immunologie.
- 1963 : John Eccles : structure des cellules nerveuses.
- 1970 : Bernard Katz : physiologie des cellules nerveuses et des neurotransmetteurs.
- 1975 : John Cornforth : chimie des processus enzymatiques.
- 1994 : John Harsanyi : application de la théorie des jeux aux sciences économiques et de celles-ci en philosophie politique.
- 1996 : Peter C. Doherty : recherches en immunologie.
- 2005 :
  - Barry Marshall : découverte en 1982 que la bactérie Helicobacter pylori est cause d'ulcère de l'estomac.
  - J. Robin Warren : colauréat avec le précédent.
- 2009 : Elizabeth Blackburn : structure moléculaire des chromosomes.

### Médias
En 2014, 70 % des médias australiens appartiennent à l'homme d'affaires Rupert Murdoch.

#### Presse écrite
Les journaux sont dominés par deux entreprises : News Corporation et John Fairfax Holdings.
- News Corporation publie le seul quotidien national : The Australian, ainsi qu’un quotidien dans chaque capitale, sauf Perth. Ce sont entre autres : The Daily Telegraph (Sydney), Herald Sun (Melbourne), The Courier-Mail (Brisbane) et The Advertiser (Adélaïde). Le groupe News Corporation fut créé à Adélaïde et son premier journal était The News qui plus tard fusionna avec The Advertiser.

Le groupe Rural Press Limited qui éditait entre autres The Canberra Times et The Land ainsi qu'un certain nombre de revues du monde agricole (Queensland Country Life, Stock & Land, Stock Journal et Farm Weekly) a fusionné le 8 mai 2007 avec le groupe News Corporation.
- John Fairfax Holdings possède pour sa part : The Sydney Morning Herald, The Age (Melbourne) et le plus important journal financier : The Australian Financial Review.

#### Télévision

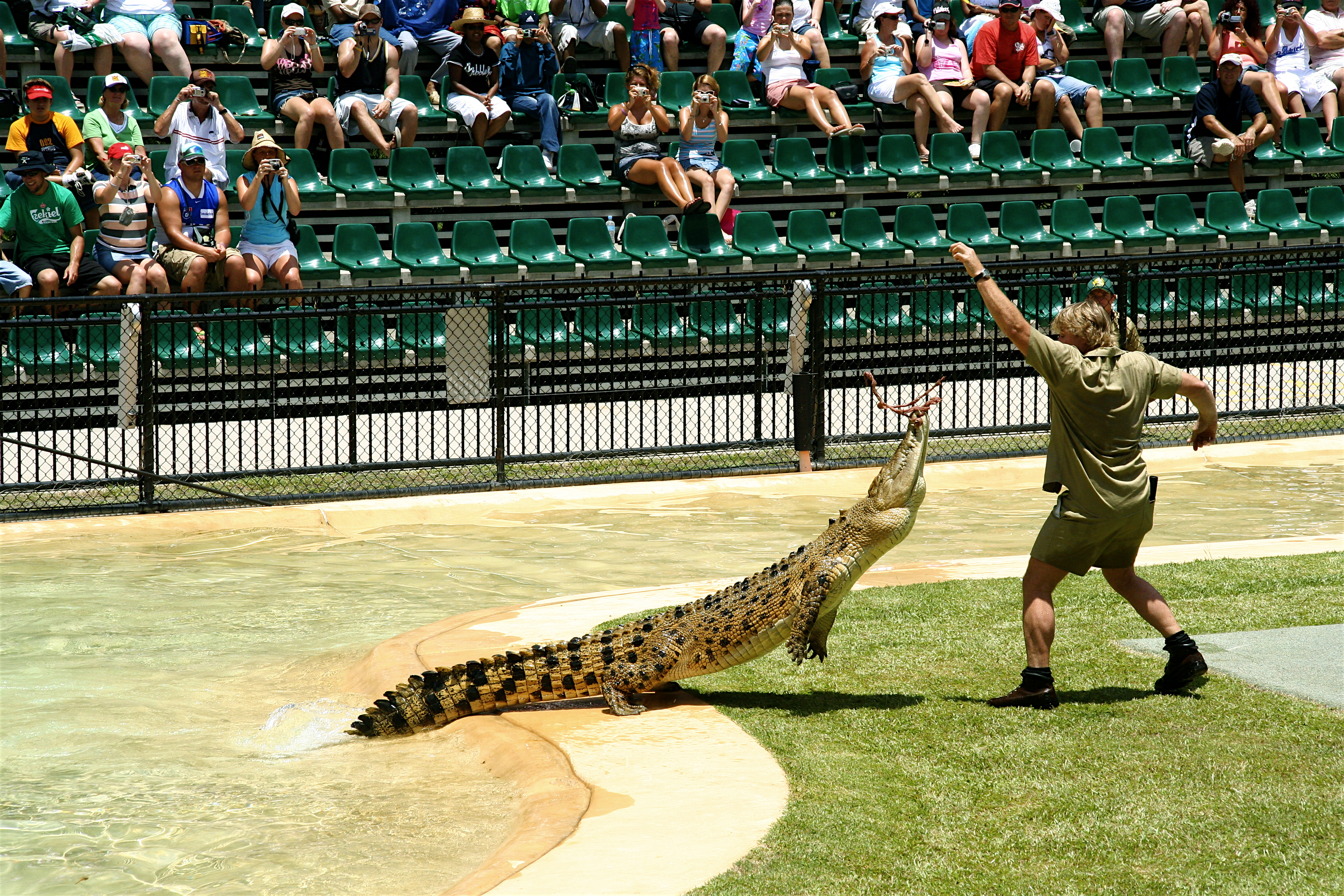
Steve Irwin dans The Crocodile Hunter.

L’Australie a deux diffuseurs publics : Australian Broadcasting Corporation (ABC) et Special Broadcasting Service (SBS) ; elle a trois chaînes de télévision privées : Nine Network, Seven Network et Network Ten.
Les Logie Awards constituent la principale récompense télévisuelle nationale en Australie, depuis 1959.
D’après Reporters sans frontières, en 2005, l’Australie est en 31e position dans le monde pour la liberté de la presse dans le pays. Elle est bien loin derrière la Nouvelle-Zélande 12e. En 2019, des perquisitions visant des journalistes enquêtant sur des crimes de guerre commis par les forces spéciales australiennes en Afghanistan suscitent des inquiétudes quant à la liberté de la presse dans le pays.
Quelques exportations australiennes célèbres de télévision incluent : Dame Edna Everage, Skippy le kangourou (1966-1969), Clive James, Geoffrey Robertson, Les Voisins (Neighbours, depuis 1985), Summer Bay (Home and Away, depuis 1988) et Steve Irwin (The Crocodile Hunter, 1996-2006).
À cela il faut ajouter la BBC Australia, branche de la BBC monde.

## Culture

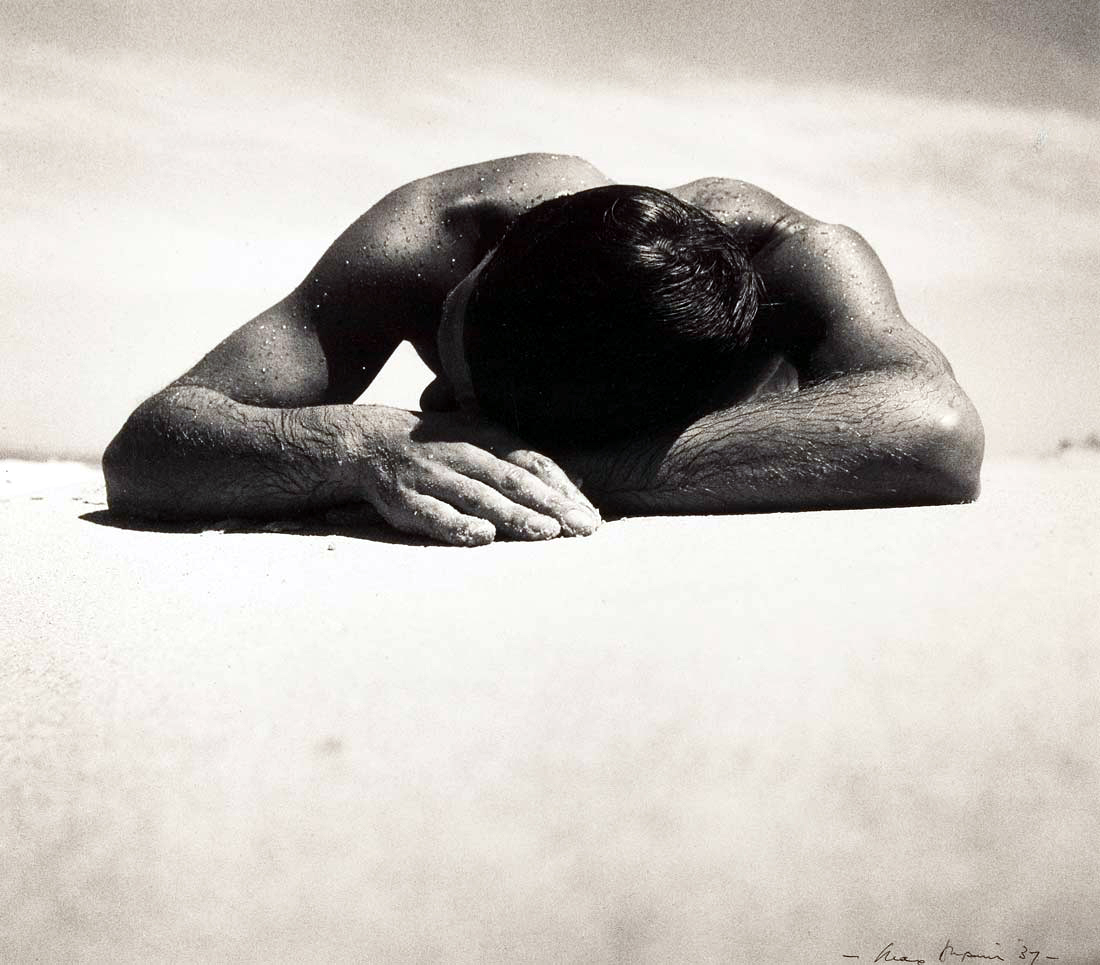
The Sunbaker, par Max Dupain, 1937.

Depuis 1788, une grande partie de la culture australienne dérive de racines anglo-celtiques. Au cours des cinquante dernières années, la culture australienne a été fortement influencée par la culture populaire américaine (surtout cinéma et télévision) et par l'arrivée de sept millions d'immigrés de tous les continents du monde. Les grandes villes comme Sydney ou Melbourne sont aujourd'hui très cosmopolites, des spécificités australiennes sont apparues par suite de l’environnement, de la culture aborigène et de l’influence des pays voisins. La vigueur et l’originalité des arts australiens (littérature, cinéma, opéra, musique, peinture, théâtre, danse, artisanat) lui valent aujourd’hui une reconnaissance internationale.

### Liberté, égalité etmateship
Le Parlement australien montre une copie originale de la Magna Carta de 1297, symbolisant les racines profondes de la démocratie dans la culture politique australienne. Le système européen de classe n'est pas transféré avec succès par les colons britanniques et les Australiens professent une culture égalitaire.
Le mateship — traduisible en français par « fidélité fraternelle » — est également considéré comme un principe central (il y a un effort non réussi d'insérer le mot mateship dans le préambule à la Constitution en 1999).
En 2004, Germaine Greer écrit que la culture des Aborigènes a sensiblement influencé le développement de la culture australienne. Greer peut voir des origines indigènes dans beaucoup d'aspects caractéristiques de la culture australienne : l'égalitarisme et la réticence intrinsèque des Australiens ; l'importance conférée à la capacité à raconter une bonne histoire ; l'intonation et le vocabulaire de l'anglais australien.
L'anglais australien a ajouté une série d'expressions à l'anglais, notamment : g'day (salut), Outback (loin à l'intérieur) et fair dinkum (la vérité).

### Arts

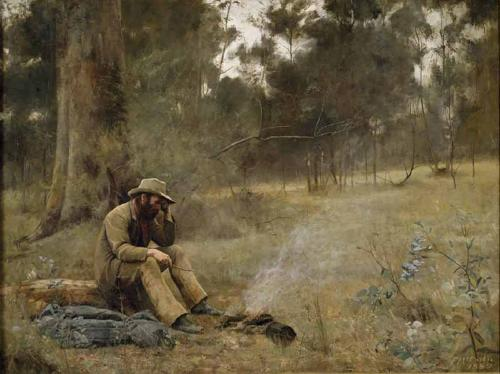
Down On His Luck par Frederick McCubbin du Heidelberg School des artistes australiens.

Les arts visuels ont une longue histoire en Australie avec les peintures sur paroi et les peintures sur bois aborigènes. Des exemples d’art rupestre peuvent être trouvés dans les parcs publics même dans les villes principales : comme au Parc national Ku-ring-gai Chase à Sydney. Uluru et le Parc national de Kakadu, en Territoire du Nord, sont classés sur la liste de l'UNESCO en tant que patrimoine culturel et présentent une histoire des techniques et du comportement illustrée par des peintures,,. À partir des années 1970, les Aborigènes ont abordé la peinture acrylique sur toile. Ce Western Desert Art Movement est devenu l'un des mouvements d'art les plus significatifs du XXe siècle.
À partir de 1788, la peinture australienne est souvent décrite comme le passage progressif d'un sens européen de lumière à un sens australien. Les origines de la peinture australienne sont souvent associées à l'école d'Heidelberg des années 1880-1890. Des artistes comme Arthur Streeton, Frederick McCubbin et Tom Roberts se sont efforcés de donner une image plus vraie de la lumière en Australie. Ils ont peint en plein-air dans la tradition impressionniste. Ces artistes ont été inspirés par les beaux paysages et la lumière unique qui caractérise le bush australien.
Le premier peintre australien à se faire un nom à l'étranger fut John Peter Russell pendant les années 1880. Impressionniste, ami de Vincent van Gogh et d'Auguste Rodin, il est devenu le premier Australien à expérimenter le cubisme. Un autre artiste expatrié en avance sur son époque fut Rupert Bunny, peintre de paysages, d'allégorie et d'images sensuelles et intimes.
Parmi les principaux artistes du XXe siècle, on peut citer : les surréalistes Sidney Nolan, Arthur Boyd et Russell Drysdale ; l'avant-gardiste Brett Whiteley ; les peintres/sculpteurs William Dobell et Norman Lindsay ; les paysagistes Albert Namatjira et Lloyd Rees ; le photographe moderne Max Dupain ; et la plasticienne Rosalie Gascoigne (en) première femme à représenter l'Australie à la Biennale de Venise. Chacun a aidé à définir le caractère particulier des arts visuels australiens.
Le modernisme est arrivé en Australie au début du XXe siècle. À sa tête étaient Grace Cossington Smith et Margaret Preston. Les artistes Pro Hart et Ken Done ont contribué au développement d'un modèle australien moderne populaire et l'artiste australien omniprésent Rolf Harris a peint le portrait officiel d'Élisabeth II à l'occasion de son 80e anniversaire. L'humoriste Barry Humphries a également été un exposant provocateur du dadaïsme en Australie. Michael Leunig (né en 1945 à Melbourne) est un artiste australien qui a développé un style très particulier et reconnaissable de caricature.
Le pays compte de nombreux musées et galeries d'art (y compris dans de petites villes), notamment la National Gallery of Victoria (à Melbourne), la National Gallery of Australia (à Canberra), la Galerie nationale australienne de portraits, l'Art Gallery of New South Wales (à Sydney) et le National Museum of Australia (à Canberra).
Il y a une tradition très riche de danse, vivifiée par l’héritage de Margot Fonteyn et Robert Helpmann et l'Australie a vu naître le danseur Wade Robson.
Le National Institute of Dramatic Art (NIDA) de Sydney est mondialement connu comme école de théâtre avec des anciens élèves comme : Cate Blanchett, Toni Collette, Judy Davis, Mel Gibson, Baz Luhrmann et Hugo Weaving.

### Architecture

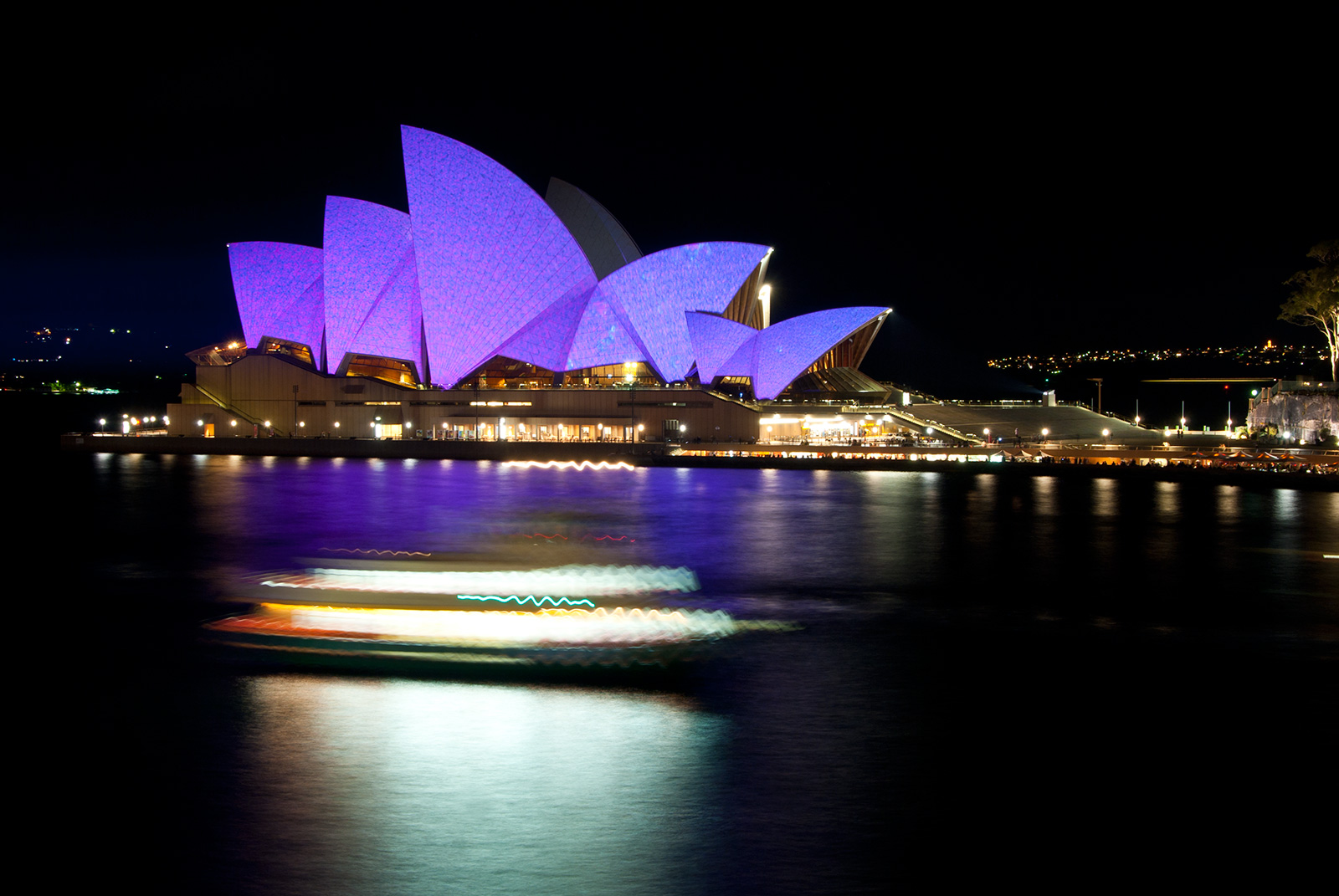
Opéra de Sydney.

Les Aborigènes construisent des logements en semi-dur donc les traces de l'histoire architecturale en Australie peuvent se voir seulement à partir l'arrivée des Anglais en 1788. Cette architecture est fortement influencée par les modèles britanniques et américains.
Il y a diverses expressions architecturales, comme l'architecture georgienne, l'architecture victorienne, l'architecture gothique, l'architecture de la Fédération, l'architecture contemporaine et le style résidentiel Queenslander sous les tropiques. Sydney est connu pour ses tours gigantesques, le Victoria pour son architecture coloniale élégante et Adélaïde est appelée « la ville des églises ».
Trois sites d'architecture australien sont inscrits sur la liste du patrimoine mondial de l'UNESCO : l'Opéra de Sydney (conçu par Jørn Utzon et mis en service en 1973), le Palais royal des expositions à Melbourne et les sites de bagnes australiens, une sélection de onze colonies pénitentiaires dont Hyde Park Barracks à Sydney, Port Arthur en Tasmanie et la prison de Fremantle en Australie-Occidentale.
Toutes les capitales abritent un certain nombre de cathédrales remarquables. À proximité de la ville de Wollongong, sur l'escarpement rocheux surplombant la ville se trouve l'abbaye bénédictine de Jamberoo, dans la municipalité de Kiama, construite avec des matériaux de la région qui s'harmonisent avec l'environnement, et pas très loin, on trouve le plus grand temple bouddhiste de l'hémisphère sud : le temple de Nan Tien.
Plusieurs architectes ou cabinets célèbres travaillent en Australie : Francis Greenway (période coloniale), Harry Seidler, Jørn Utzon (Opéra de Sydney), Walter Burley Griffin (ville de Canberra), Romaldo Giurgola (nouveau Parlement australien) et PTW Architects (ancienne firme australienne qui conçoit le Centre national de natation de Pékin) sont parmi les plus connus.
Le National Trust of Australia est une organisation non gouvernementale, chargée de la conservation de l'héritage historique de l'Australie. Elle possède ou contrôle plus de 300 lieux classés comme : l'Old Government House à Parramatta, le plus ancien édifice public d'Australie (1799) et l'Old Melbourne Gaol.

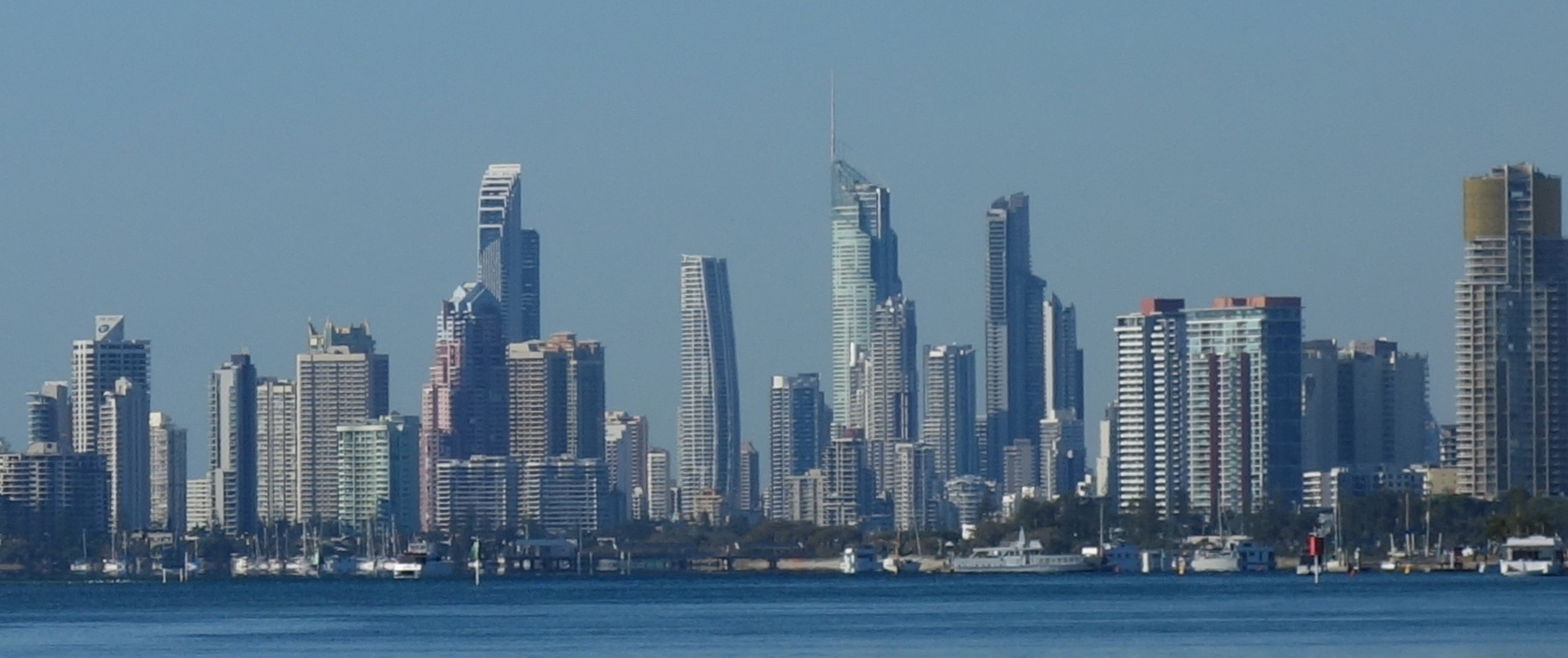
Gold Coast (Queensland).
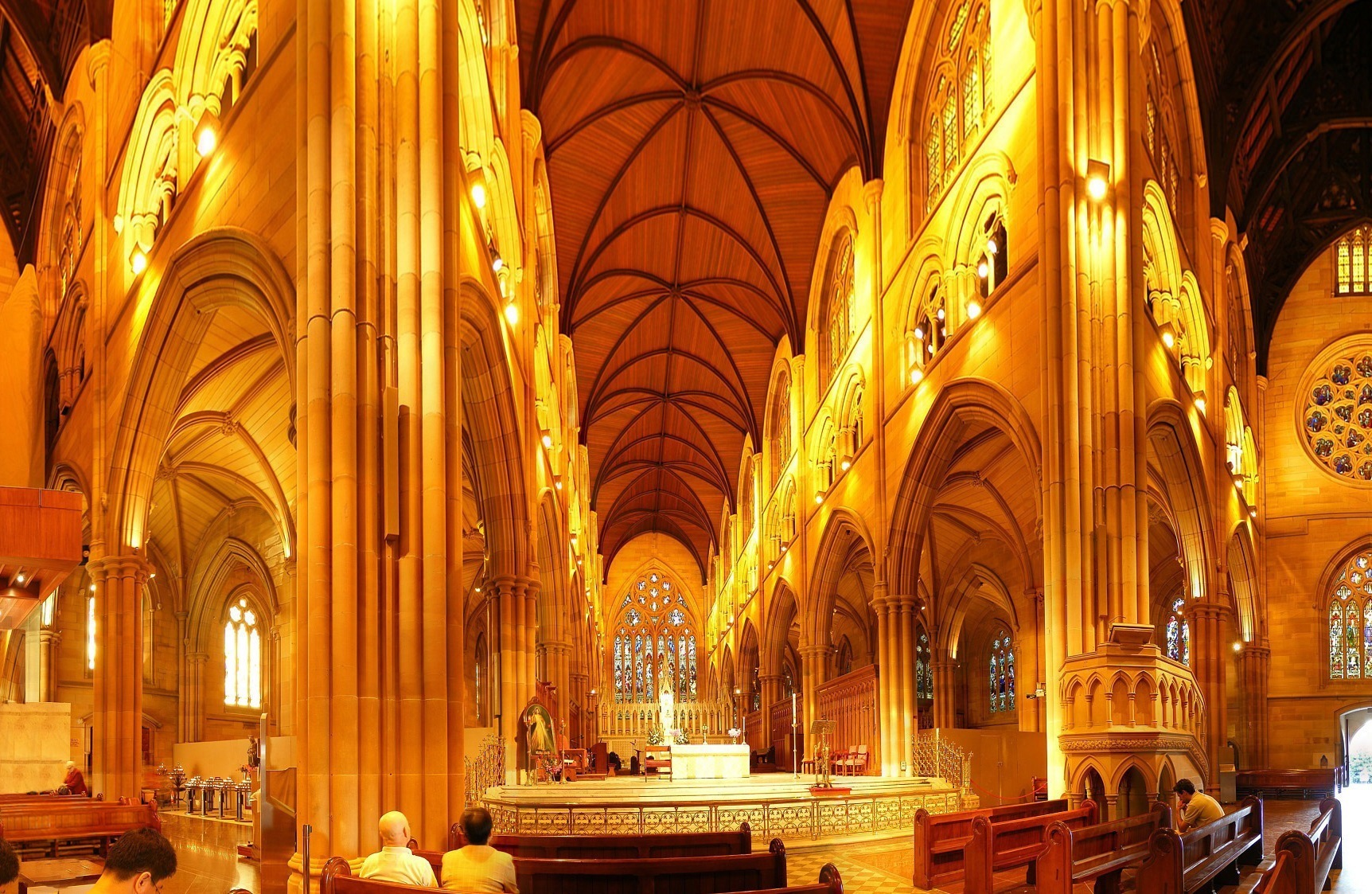
Cathédrale Sainte-Marie de Sydney.
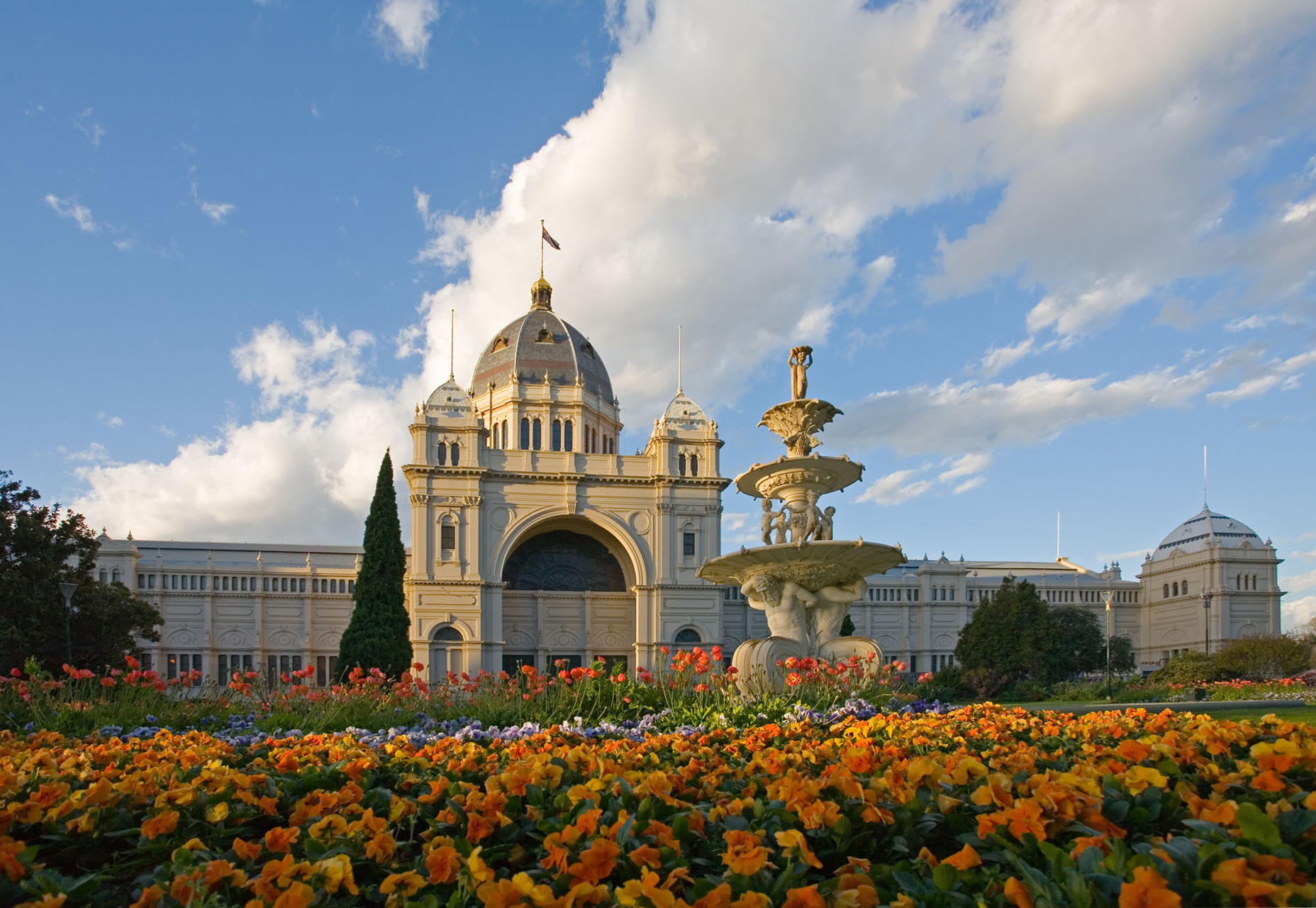
Palais royal des expositions (Melbourne).
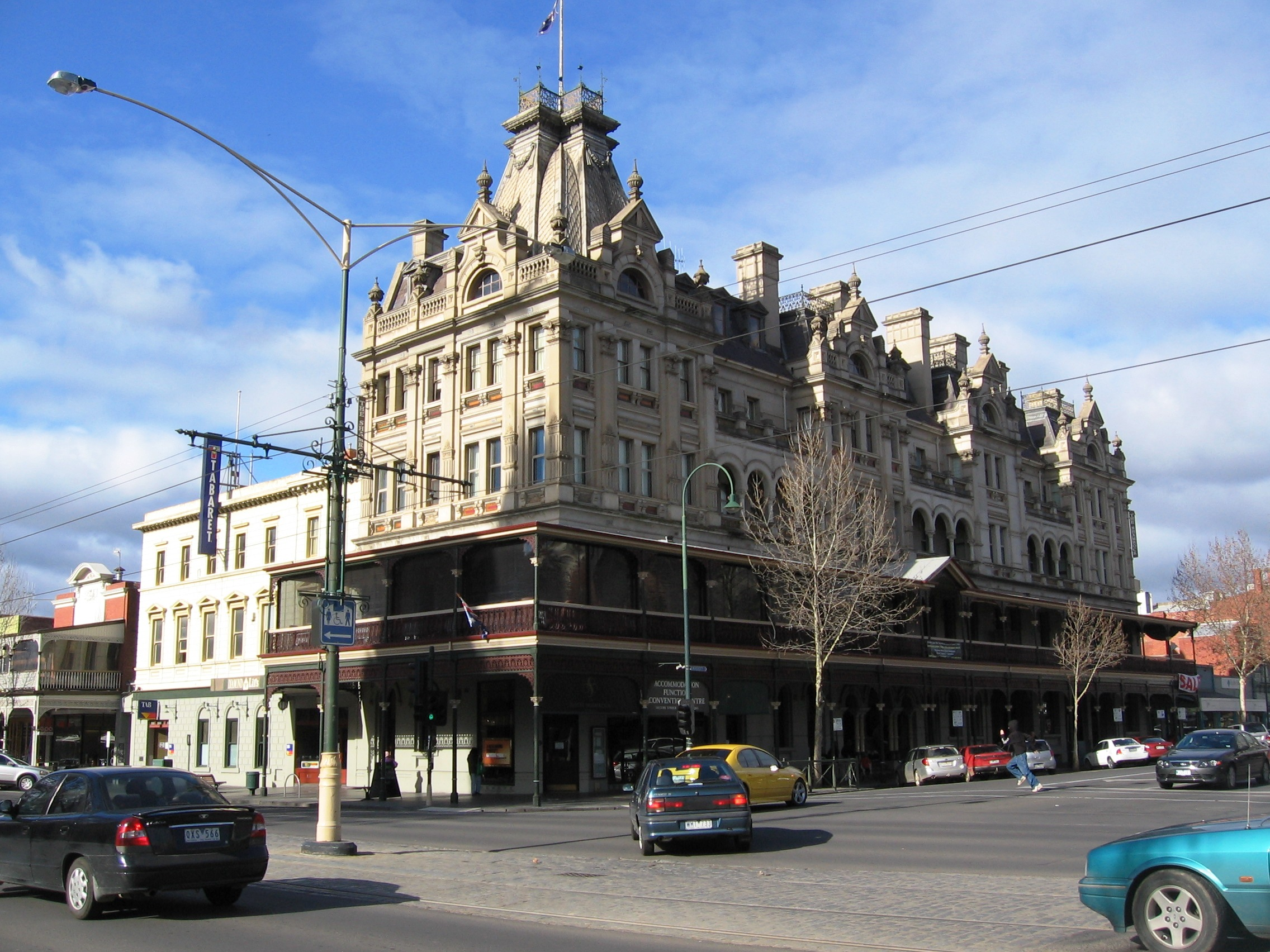
Le Shamrock Hotel (Bendigo).
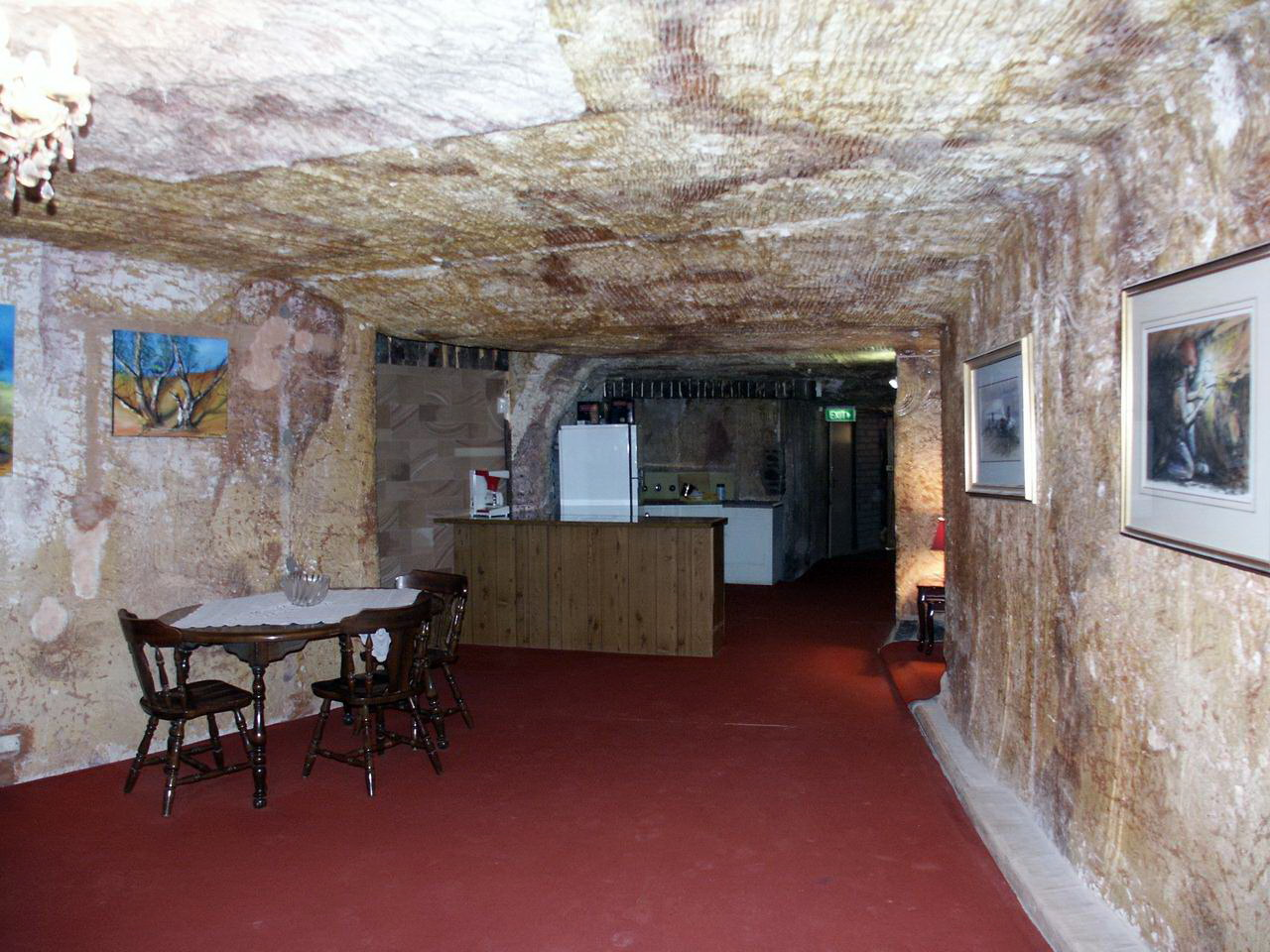
Une maison troglodyte à Coober Pedy (Australie-Méridionale).
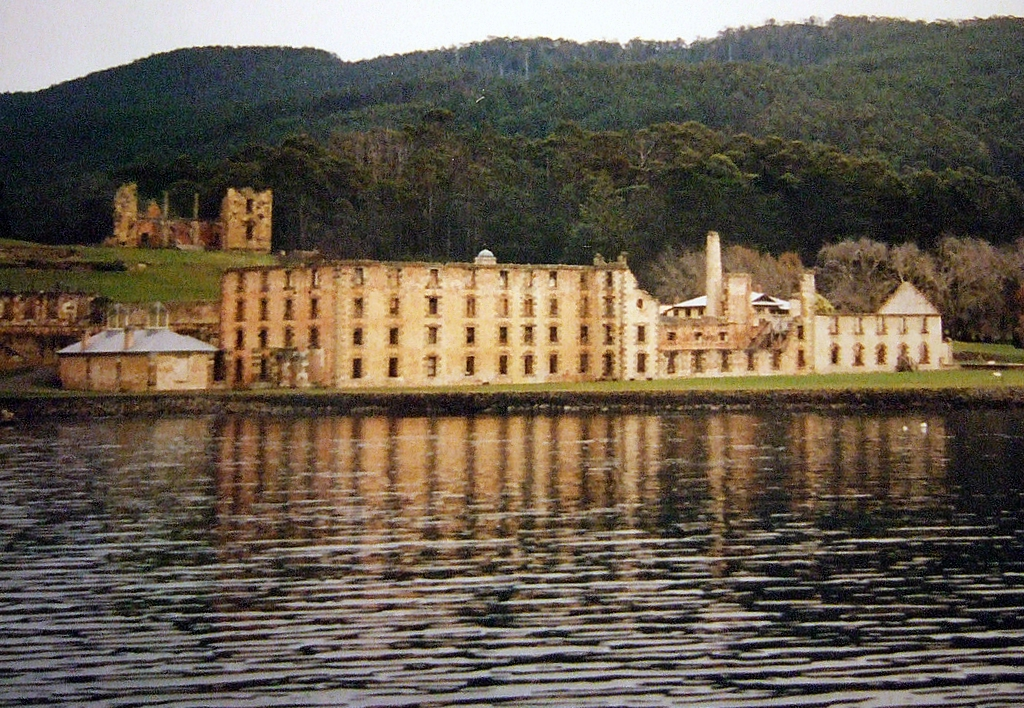
Le pénitencier de Port Arthur (Tasmanie).
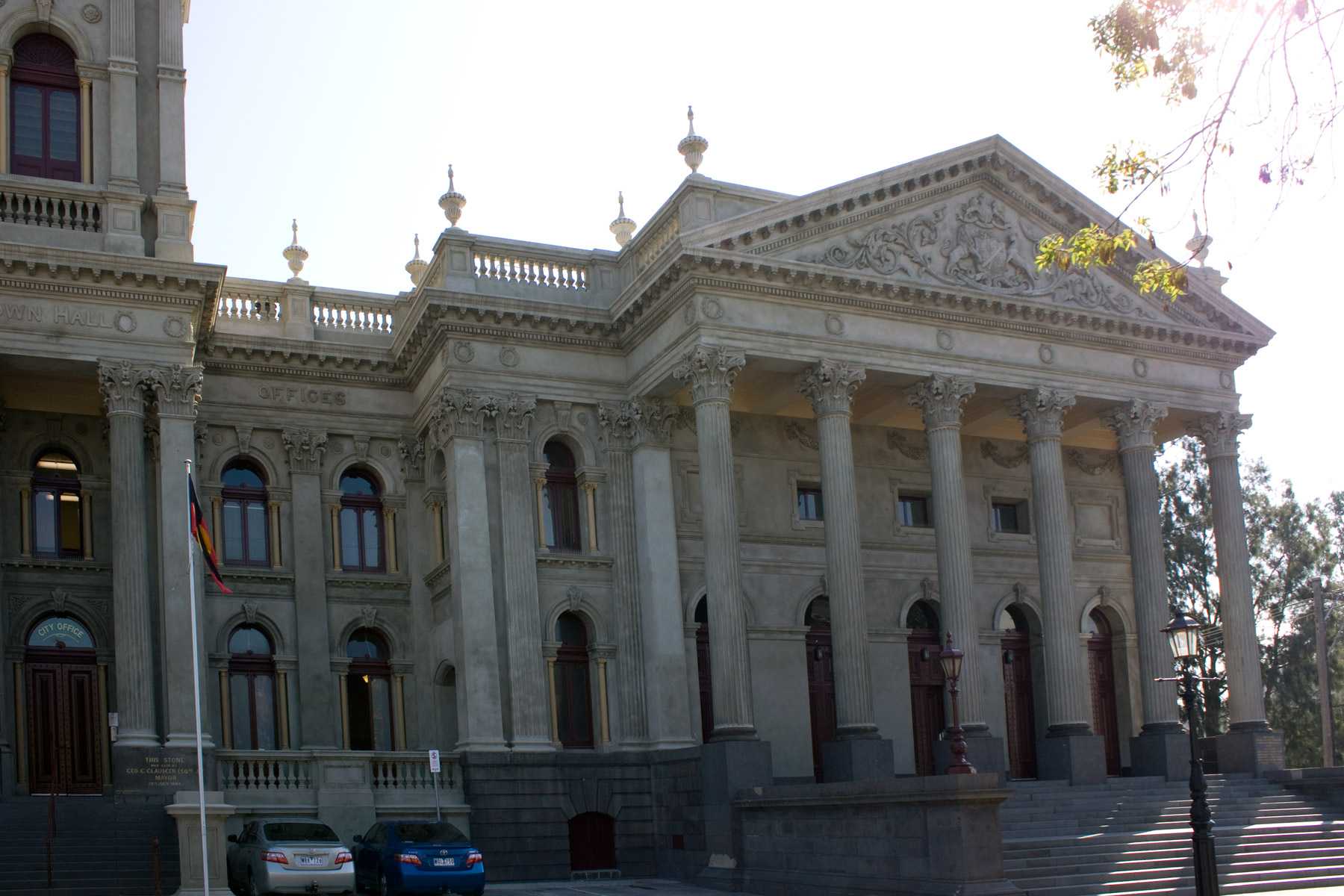
Hôtel de ville de Fitzroy (Victoria).
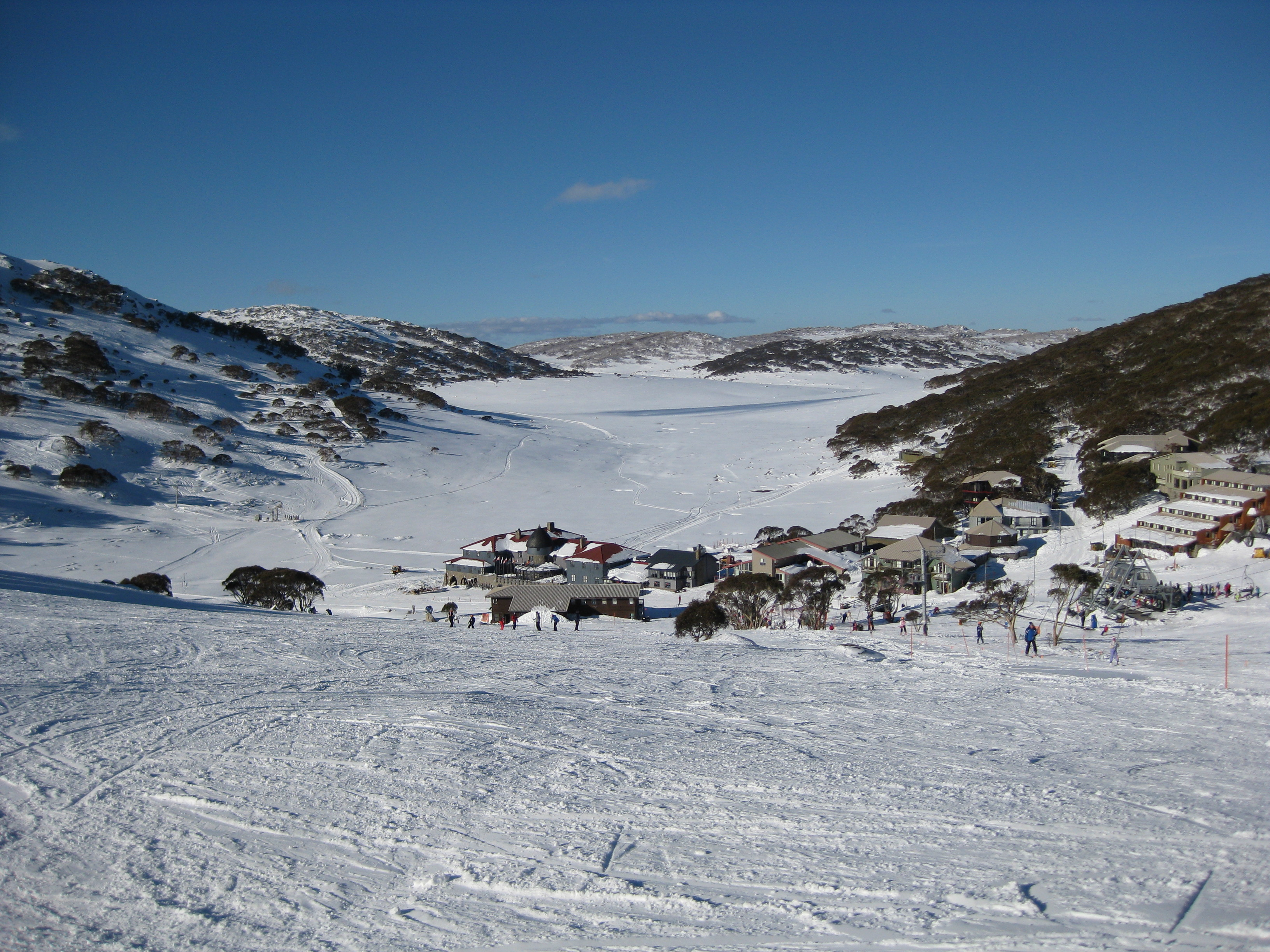
Le village alpin de Charlotte Pass (Nouvelle-Galles du Sud).
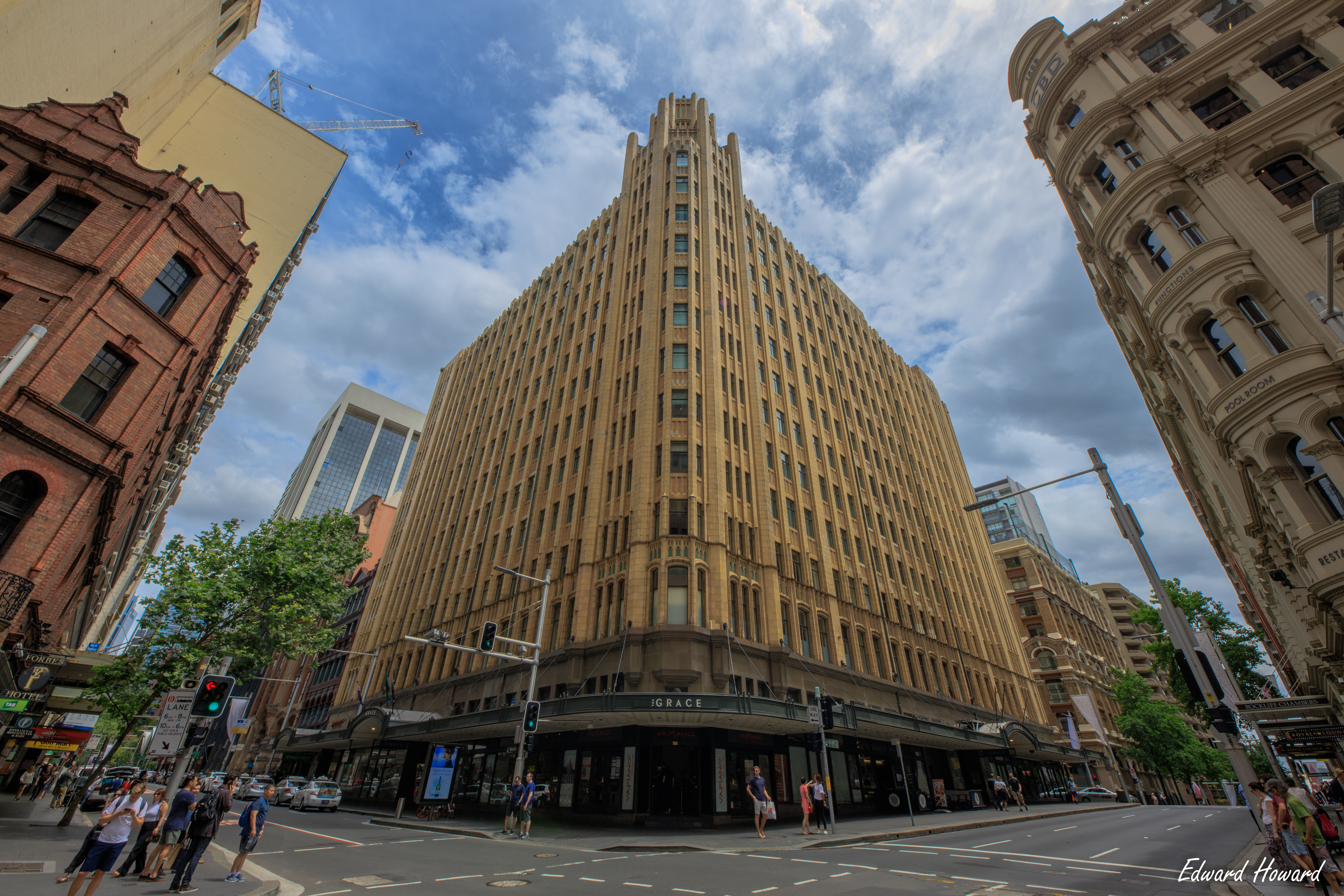
Le bâtiment Grace, Sydney.
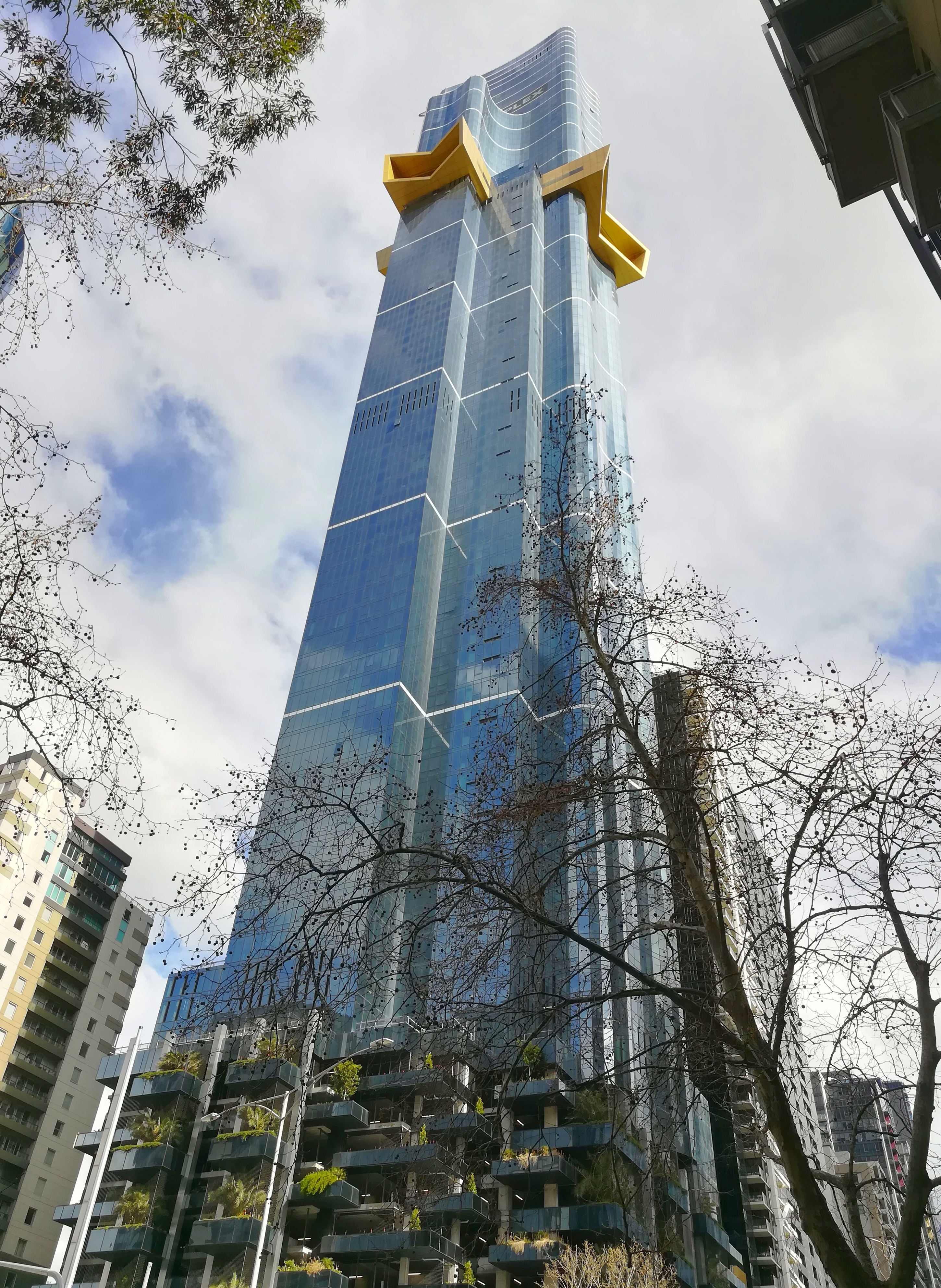
Australia 108, Melbourne.
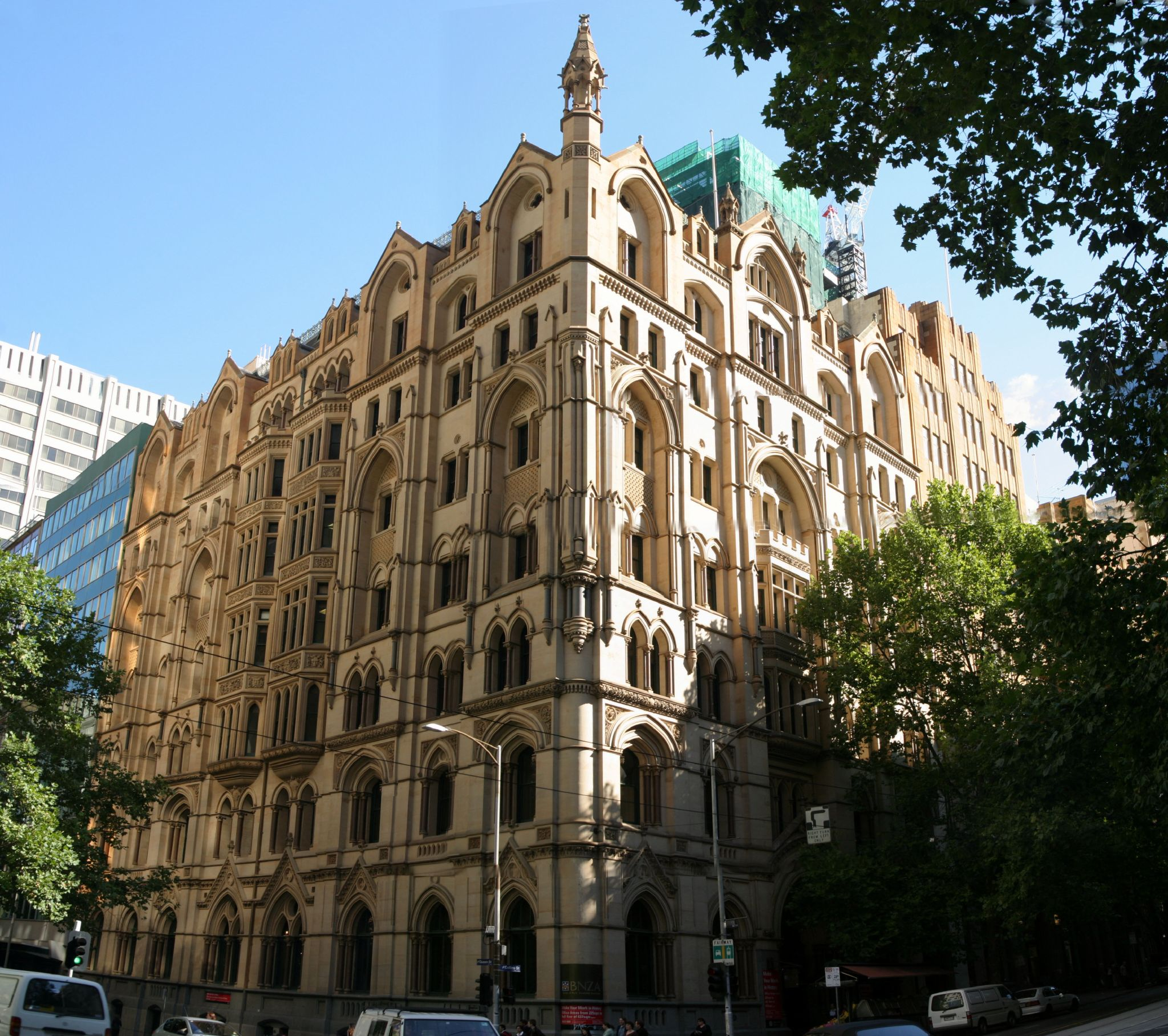
A.C. Goode (Melbourne).
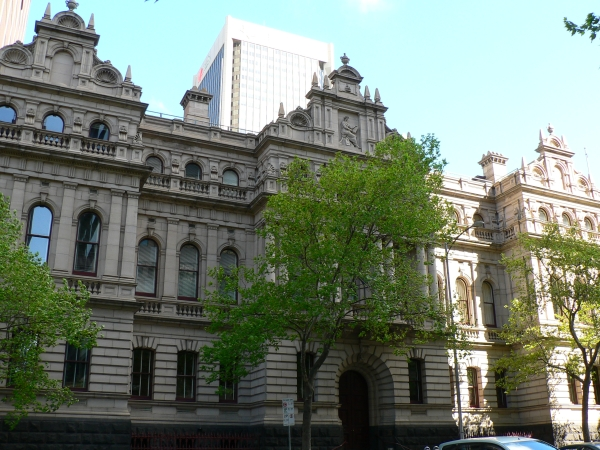
Cour suprême d'État (Melbourne).
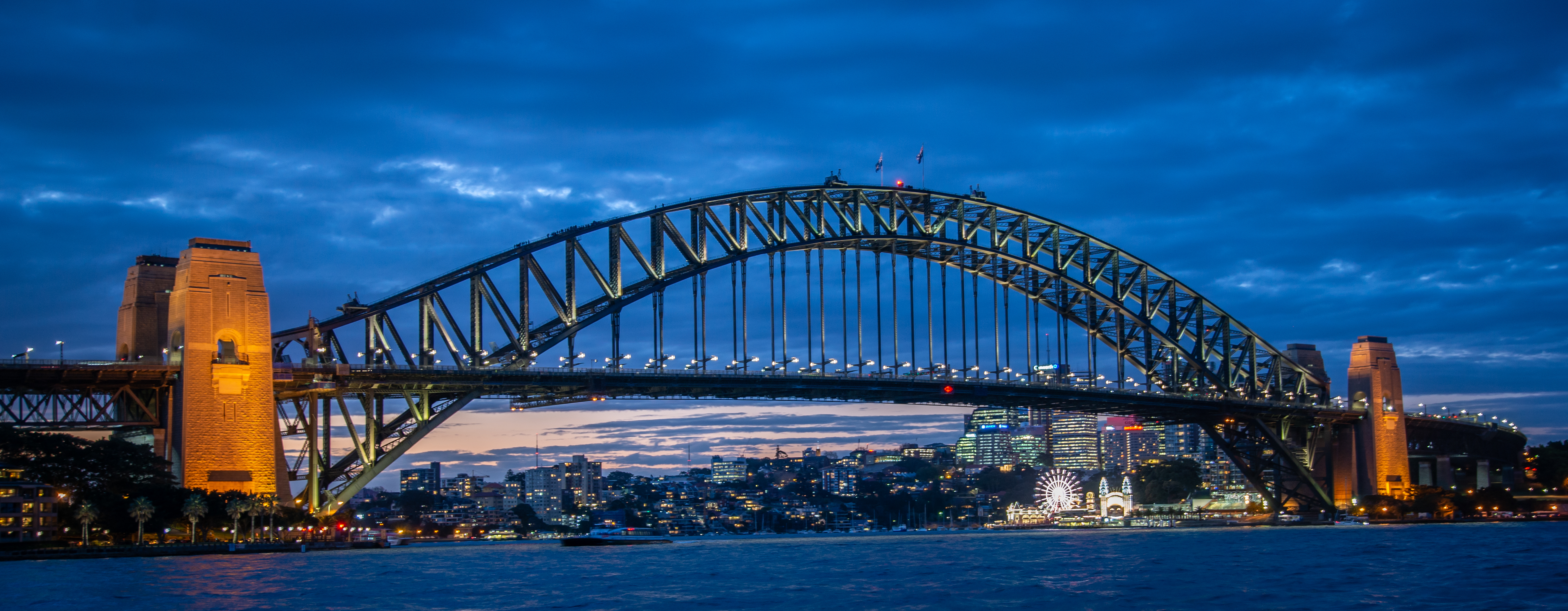
Sydney Harbour Bridge.

### Littérature
Thomas Keneally, Colleen McCullough, Leslie Murray, Shirley Hazzard, Nevil Shute, Morris West, Bryce Courtenay, Germaine Greer et Jill Ker Conway sont des écrivains australiens mondialement connus. DBC Pierre et Peter Carey ont tous les deux obtenu le Booker Prize et Patrick White le Prix Nobel de littérature. Paul Wenz, romancier australien de langue française est, quant à lui, considéré en Australie comme un auteur classique.

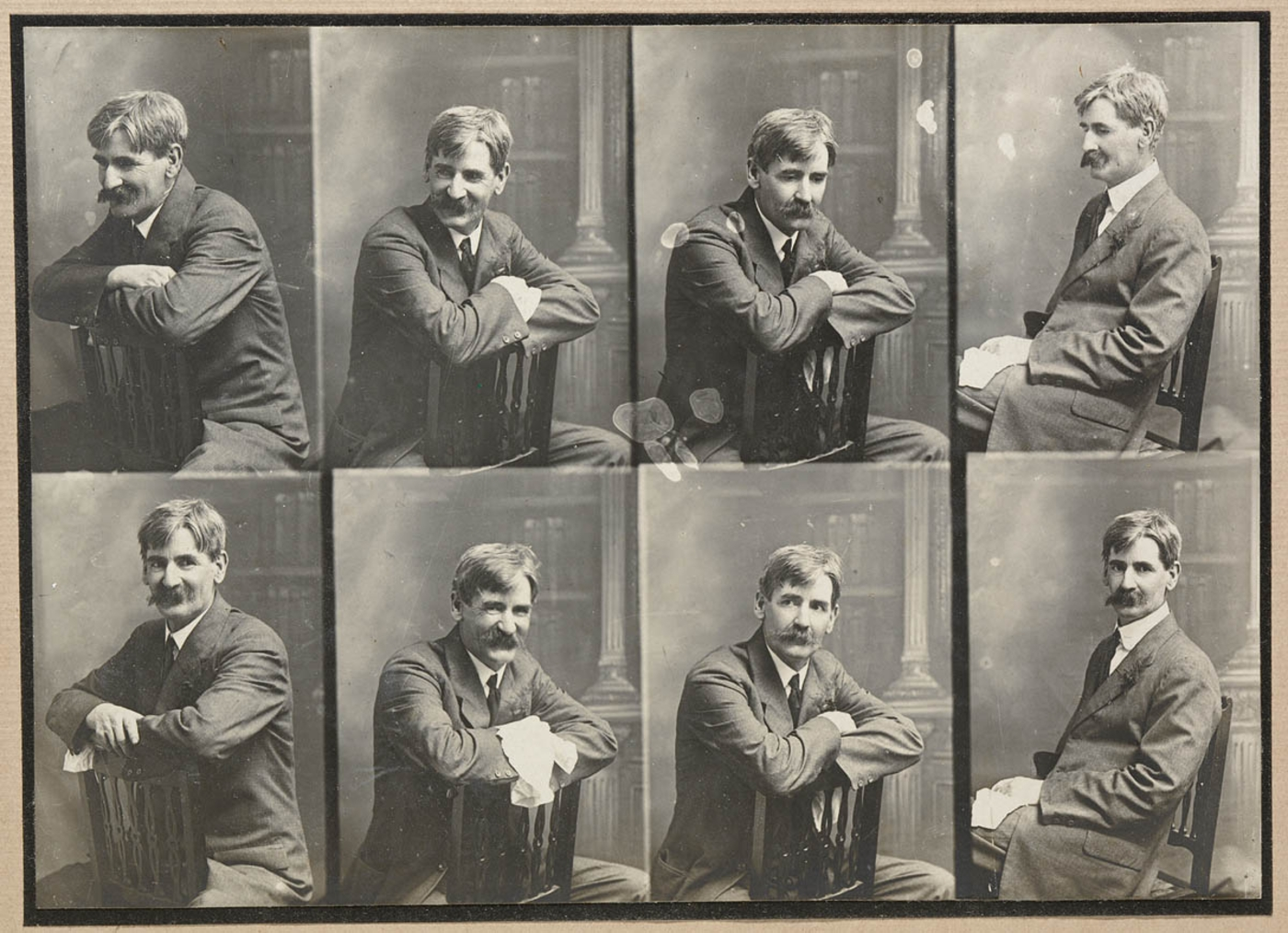
Henry Lawson.

En « littérature classique », on peut citer :
- comme poètes notables, Henry Lawson, Banjo Paterson, Dorothea Mackellar et C.J. Dennis ;
- comme romanciers : Marcus Clarke (For the Term of His Natural Life), Miles Franklin (Ma brillante carrière), Ruth Park (The Harp in the South) et Nevil Shute (A Town Like Alice) ;
- comme auteurs de littérature enfantine : Norman Lindsay (The Magic Pudding) et May Gibbs (Snugglepot and Cuddlepie) ;
- comme dramaturges : David Williamson, Ray Lawler et Alma De Groen.

Pour connaître l'expérience indigène moderne, on peut lire My Place par Sally Morgan et pour celle des migrants de deuxième génération : Looking For Alibrandi, par Melina Marchetta (en).
Parmi les plus importantes adaptations cinématographiques d'histoires australiennes, on peut citer : The Great Escape écrit par Paul Brickhill, Mary Poppins par Pamela L. Travers et La Liste de Schindler par Thomas Keneally.
Watkin Tench (Narrative of the Expedition to Botany Bay et Complete Account of the Settlement at Port Jackson), C.E.W. Bean (The Story of Anzac: From the Outbreak of War to the End of the First Phase of the Gallipoli Campaign May 4, 1915, 1921), Geoffrey Blainey (The Tyranny of Distance, 1966), Robert Hughes (The Fatal Shore, 1987), Manning Clark (A History of Australia, 1962-87) et Marcia Langton (First Australians, 2008) sont les auteurs d'importants ouvrages historiques sur l'Australie. Pour une histoire de la mythologie indigène, on peut citer David Unaipon. The Native Tribes of Central Australia par Frank Gillen et l'anthropologue Walter Baldwin Spencer au sujet des Arrerntes a fourni la première étude étendue d'une société australienne indigène pour la publication globale en 1899.

### Musique

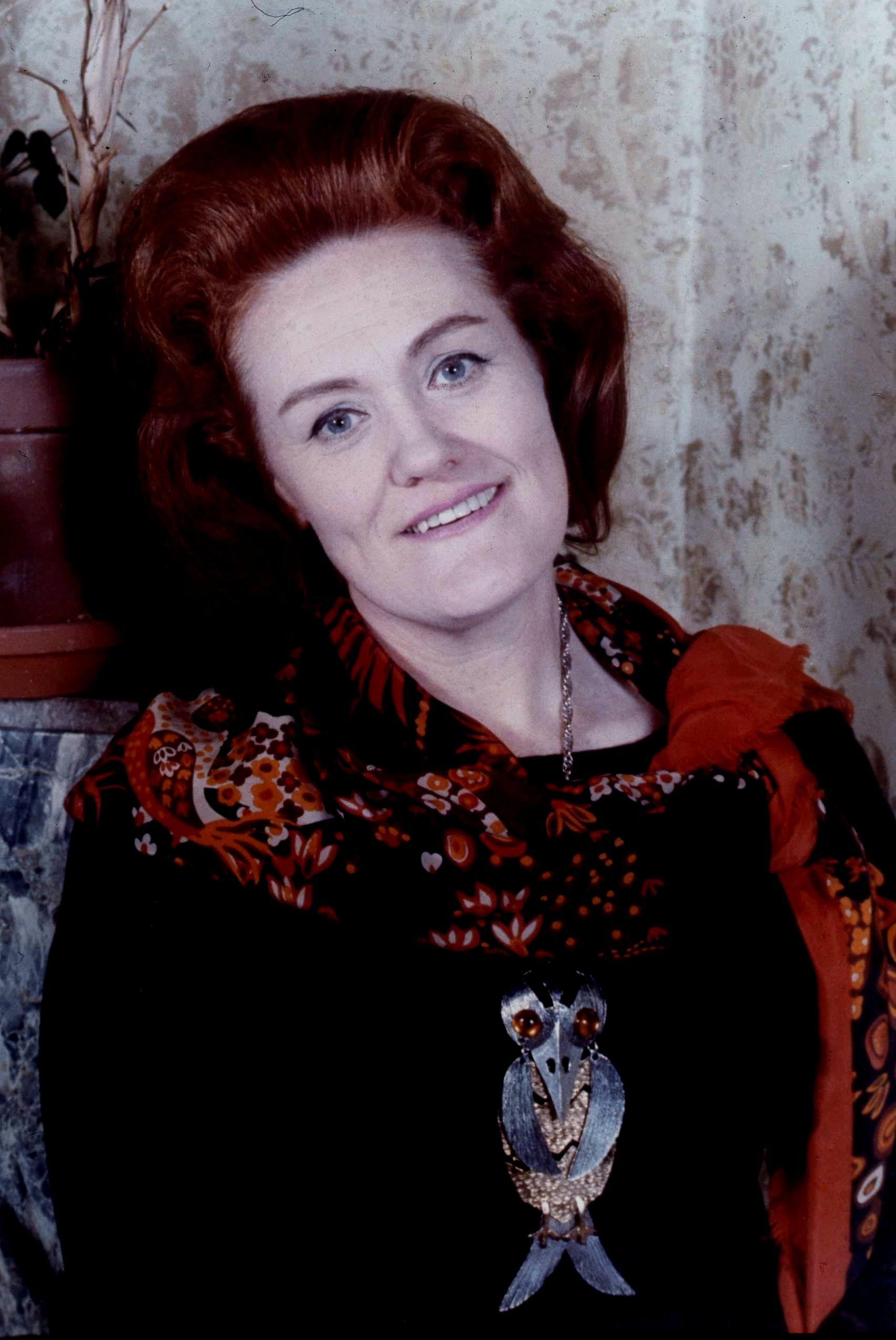
La Stupenda Dame Joan Sutherland. La principale salle de l'Opéra de Sydney porte son nom.

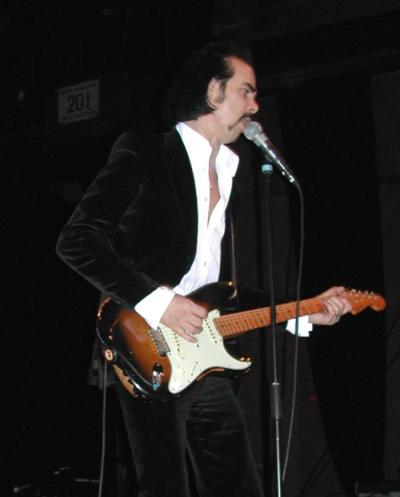
Nick Cave lors d'un concert solo à Mayence (Allemagne).

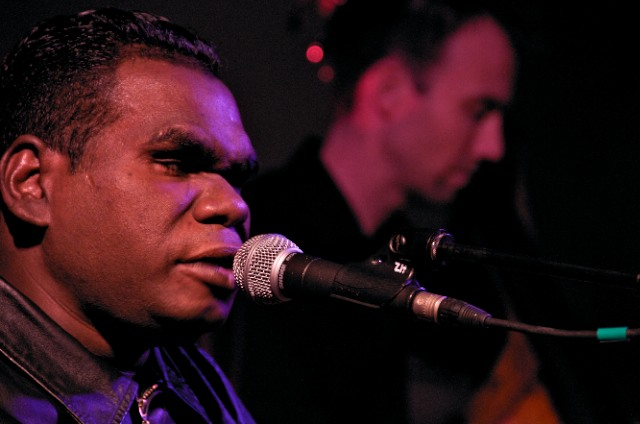
Geoffrey Gurrumul Yunupingu, 2009. Il chante dans la langue de Yolngu.

Le didjeridoo est un instrument de musique australien à l'origine très ancienne. Instrument à vent de la famille des aérophones, il était utilisé par les Aborigènes du nord de l'Australie depuis l'âge de la pierre (il y a environ 20 000 ans). Les Aborigènes ont conservé nombre de chants ancestraux et développé des instruments très particuliers. Le yidaki ou didgeridoo est considéré comme l'instrument le plus représentatif des Aborigènes et certains avancent qu'il est le plus ancien des instruments à vent. Cependant, seuls les Aborigènes de l'Arnhem land en jouaient comme les Yolngu. De plus, seuls les hommes pouvaient en jouer.
Les immigrés anglo-celtiques des siècles 1700 et 1800 introduisent une tradition de ballades de la musique folk qui sont adaptées aux spécificités australiennes, comme les chansons traditionnelles Bound for Botany Bay, The Wild Colonial Boy ou Click Go the Shears. Les paroles de Waltzing Matilda, la chanson folklorique australienne la plus connue, ont été écrites par le poète Banjo Paterson en 1895. Adoptée par les soldats australiens pendant la Première Guerre mondiale, cette chanson est encore populaire et fut entonnée lors de la cérémonie de clôture des Jeux olympiques de Sydney de 2000 par Slim Dusty.
L'hymne national est Advance Australia Fair. Parmi les chants le concurrençant officieusement, on peut citer Waltzing Matilda, I Still Call Australia Home par Peter Allen ou peut-être Down Under par Men at Work.
En musique pop, les groupes et musiciens australiens ne sont pas en reste. Dans les années 1960, The Easybeats, The Seekers et The Bee Gees firent connaître leur nom dans le milieu de la pop. Depuis les années 1970 et surtout depuis les années 1980, AC/DC est l'un des plus importants groupes hard rock de la planète, ayant vendu plus de 180 millions d'albums à travers le monde et ayant le deuxième album le plus vendu de tous les temps, Back in Black, vendu à 63 millions d'exemplaires tandis que Midnight Oil et INXS remportèrent un important succès pop dans les années 1980, de même que Nick Cave et Crowded House. Au cours des années 1990, Silverchair et Savage Garden ont fait parler d’eux. Aujourd’hui, les groupes Airbourne, Jet, The Vines, The John Butler Trio, Xavier Rudd, Kylie Minogue et Dannii Minogue (chanteuses pop), de même que Sia et les jumelles de The Veronicas sont célèbres dans tous les pays et se font connaître aux États-Unis, au Royaume-Uni et à travers l'Europe. La chanteuse pop Tina Arena a vu sa carrière propulsée de l'Australie vers les États-Unis puis vers l'Europe et en particulier en France.
Johnny O'Keefe est la première et plus grande étoile de l'époque du classic rock 'n roll en Australie. Un autre pionnier du rock est John Farnham, toujours populaire. Dans le genre folk-rock, se trouve Paul Kelly, surnommé le pop poète lauréat d'Australie. Les chanteurs comme Christine Anu, une habitante des îles du détroit de Torrès et Geoffrey Gurrumul Yunupingu, un Yolngu de la terre d'Arnhem ont récemment fait connaître internationalement la musique folk-rock véritablement indigène.
L'Australie a une longue tradition de musique country, qui se développe selon un modèle distinct de ses homologues américains. Elle est influencée par les ballades folkloriques celtiques et la tradition des Bush ballades des poètes australiens. Le grand homme de la musique country australienne est Slim Dusty (1927-2003) dont la carrière dure cinquante ans et qui produit plus de 100 albums. En Australie, les chanteurs John Williamson, Delta Goodrem et Lee Kernaghan sont très populaires et, aux États-Unis, se trouvent des artistes de country australiens connus comme Olivia Newton-John et Keith Urban.
Les chanteuses d'opéra Nellie Melba et Joan Sutherland -La Stupenda- ont été parmi les femmes les plus célèbres dans leur répertoire. L'Opera Australia, compagnie d’opéra nationale, est très réputé grâce à la diva Joan Sutherland. Toutes les capitales australiennes, en particulier Melbourne et Sydney ont des orchestres symphoniques. On citera aussi le chef d'orchestre Charles Mackerras. Parmi les compositeurs australiens, on peut mentionner Peter Sculthorpe et Bruce Rowland.
L'Australie est également connue à l'échelle mondiale grâce à sa participation depuis 2015 au Concours Eurovision de la chanson.

### Cinéma

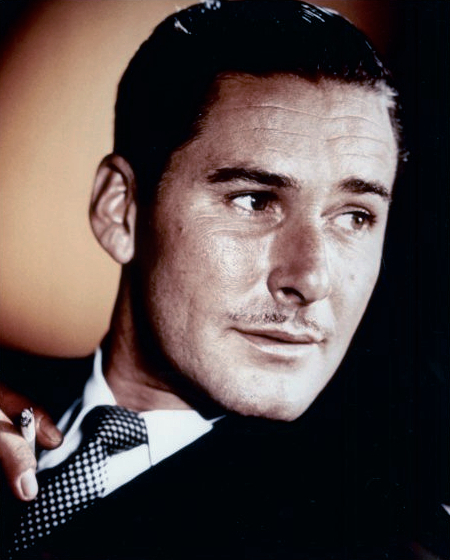
Errol Flynn, la plus grande star australienne de l'âge d'or d'Hollywood.

Le cinéma australien est un des plus anciens au monde : le premier studio de production de films a été construit par l'Armée du salut en 1898 à Melbourne. The Story of the Kelly Gang, sorti en 1906, est le premier long métrage de l'histoire du cinéma. Le nom d'Errol Flynn, né à Hobart en Tasmanie, est associé aux plus grandes stars de l'âge d'or d'Hollywood, mais son premier film, In the Wake of the Bounty, est un film australien réalisé par Charles Chauvel en 1933. En 1943, Kokoda Front Line, réalisé par Ken G. Hall, a été le premier film australien à remporter un Oscar (catégorie du meilleur film documentaire). Les AFI Awards (Australian Film Institute Awards) constituent depuis 1958 la principale récompense cinématographique et télévisuelle nationale.
Avec l'aide des premiers ministres John Gorton et Gough Whitlam, les années 1960-1970 ont vu une renaissance du cinéma australien avec Pique-nique à Hanging Rock (1975) de Peter Weir et le commencement d'un âge d'or avec le grand succès de films comme Mad Max (1979) avec le jeune Mel Gibson, Gallipoli (1981), L'homme de la rivière d'argent (1982) et Crocodile Dundee (1986) avec Paul Hogan. Ce film demeure le film australien ayant eu, en nombre de spectateurs, le plus de succès au box-office mondial. Des films comme La Randonnée (The Walkabout) ou Shine viennent régulièrement surprendre, et le pays lui-même devient source d'inspiration pour des réalisateurs comme Werner Herzog (Le Pays où rêvent les fourmis vertes).
Dans les années 1990-2000, des acteurs et actrices australiens (Nicole Kidman, Hugh Jackman, Cate Blanchett, Geoffrey Rush, Eric Bana, Heath Ledger, Hugo Weaving, Simon Baker, Alex O'Loughlin, Rose Byrne, les frères Chris et Liam Hemsworth) et des réalisateurs (Baz Luhrmann, George Miller, Bruce Beresford) ont connu de grands succès internationaux.
10 canoës, 150 lances et 3 épouses (Ten Canoes), un film de 2006 réalisé par Rolf de Heer et Peter Djigirr, a été le premier Feature Film en langue aborigène et a obtenu le prix spécial du jury au Festival de Cannes en 2006.
L'industrie cinématographique continue de produire un nombre raisonnable de films chaque année ; plusieurs producteurs américains ont déménagé leur production en Australie suivant la décision du directeur de la Fox Rupert Murdoch (ancien australien naturalisé américain) de déplacer le nouveau studio à Sydney, où les films peuvent être menés à terme avec un coût moins important qu'aux États-Unis. Des productions notables incluent Matrix et les épisodes II et III de Star Wars.

### Gastronomie
Depuis 50 000 ans, les Aborigènes ont mangé une cuisine à base d'animaux et de plantes originaires de leur région : kangourous grillés, fruits de mer, miel, baies, etc.
À partir de 1788, la cuisine anglaise apportée dans le pays par les premiers colons est devenue la base de la cuisine australienne. Elle se compose de tartes, de viande, principalement de bœuf et d'agneau, mais aussi parfois de kangourou : steaks, côtelettes grillées et autres généralement accompagnées de légumes (combinaison connue familièrement sous le nom d' « une viande et trois légumes »).
Le bœuf australien, à l'instar du néo-zélandais, du canadien et de l'américain, et contrairement à l'européen, peut être traité aux hormones de croissance, c'est également le cas du porc et de l'agneau. Cependant certains spécialistes de la distribution, comme Coles ont décidé de refuser de vendre de la viande aux hormones de croissance qui représente pourtant 80 % de la viande produite localement.
Cette cuisine a vu arriver, du fait de l'origine multiculturelle des nouveaux immigrés australiens au cours des 40 ou 50 dernières années, une cuisine avec une variété de plats méditerranéens et asiatiques. Ces influences culinaires multiculturelles sont fréquemment étiquetées du terme générique Modern Australian. Les traditions britanniques persistent encore à plusieurs niveaux, par exemple avec le fish and chips qui reste populaire dans le secteur des plats à emporter.
Un mouvement de cuisine indigène australienne est réapparue dans les restaurants australiens des années 1980. La découverte de plusieurs plantes australiennes aux qualités gustatives similaires aux épices formait les bases de la cuisine gourmet. Ceci contraste avec la nourriture du bush peu familière aux gourmets.
Le Damper est un pain qui permet de survivre quelques jours dans le bush.

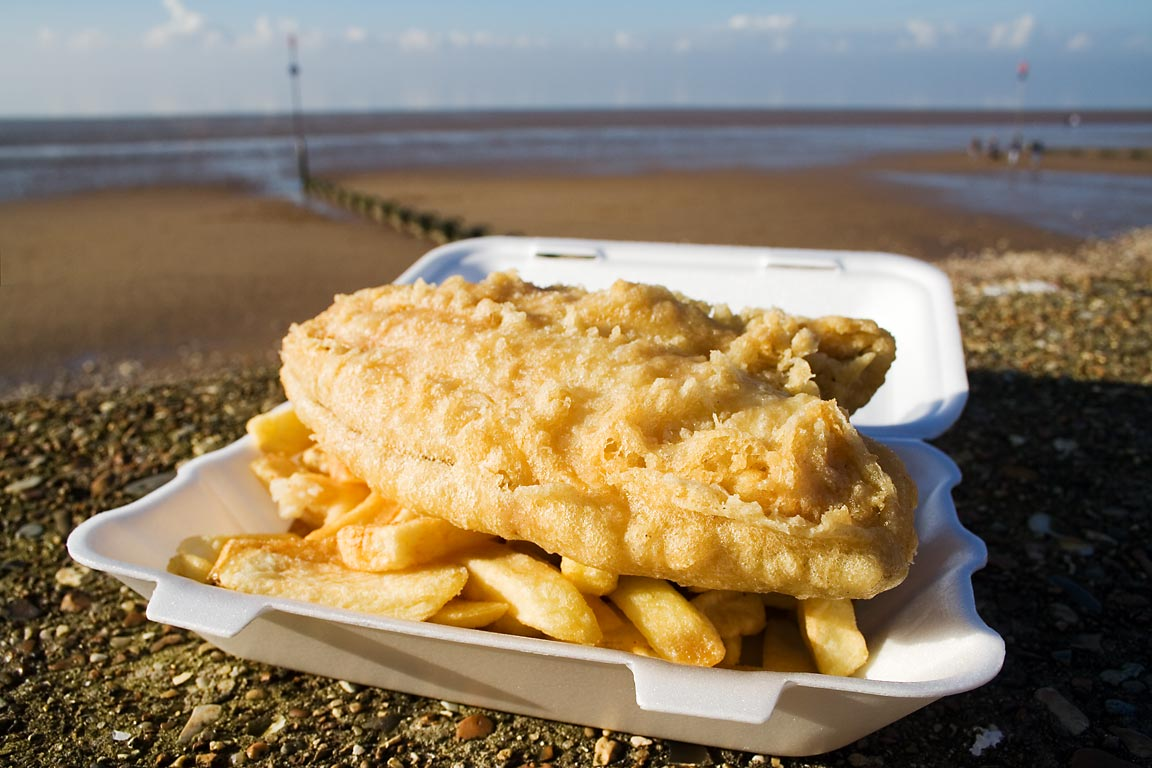
Les fish and chips demeurent populaires en Australie.
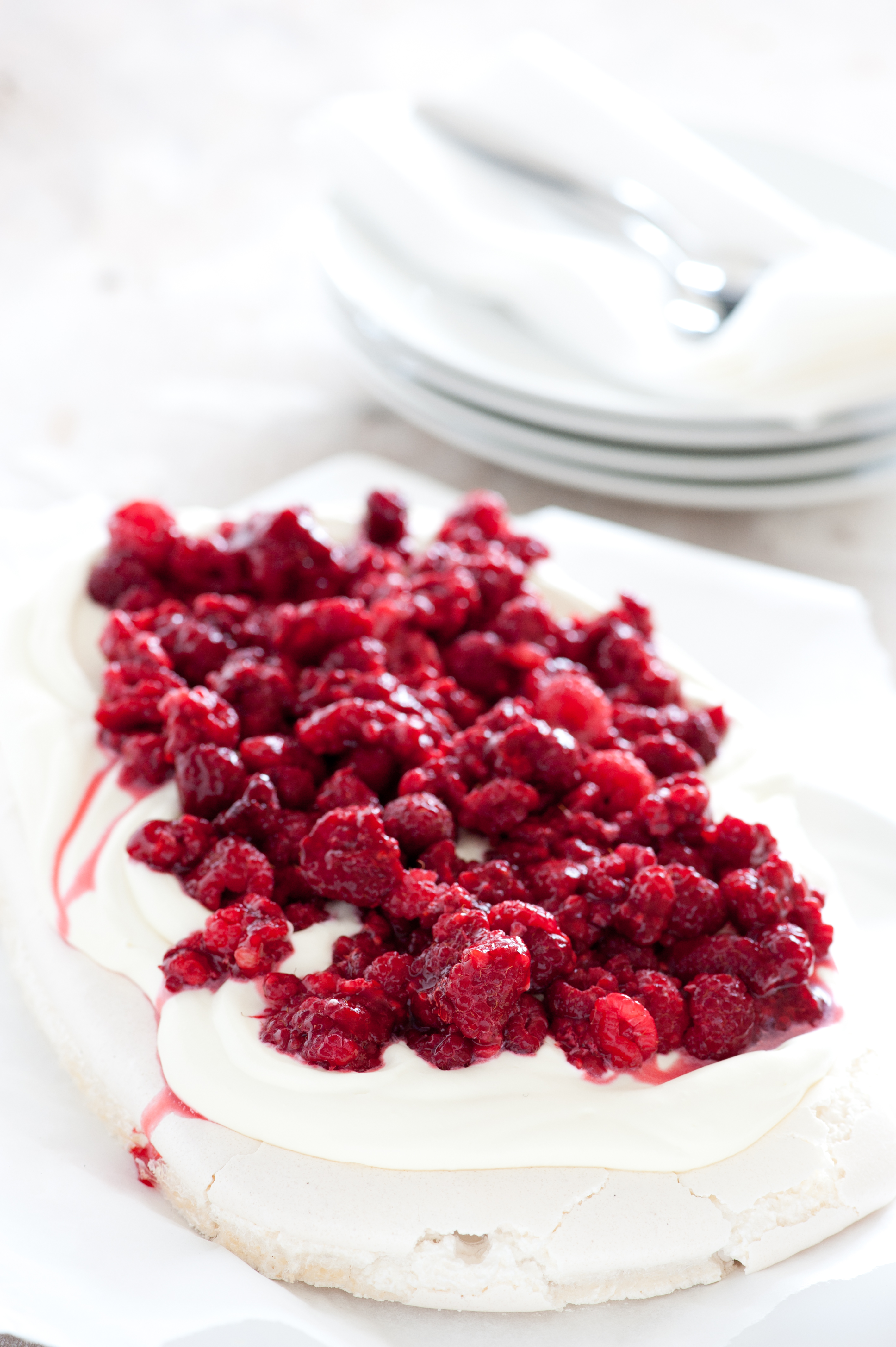
Pavlova desserts.
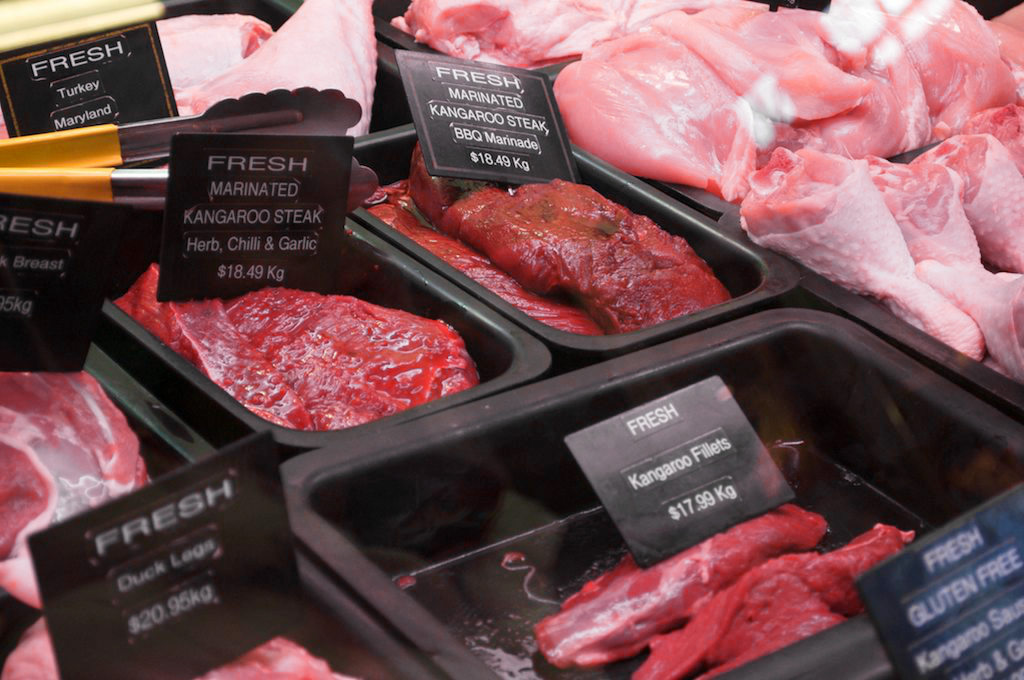
Viande de kangourou.
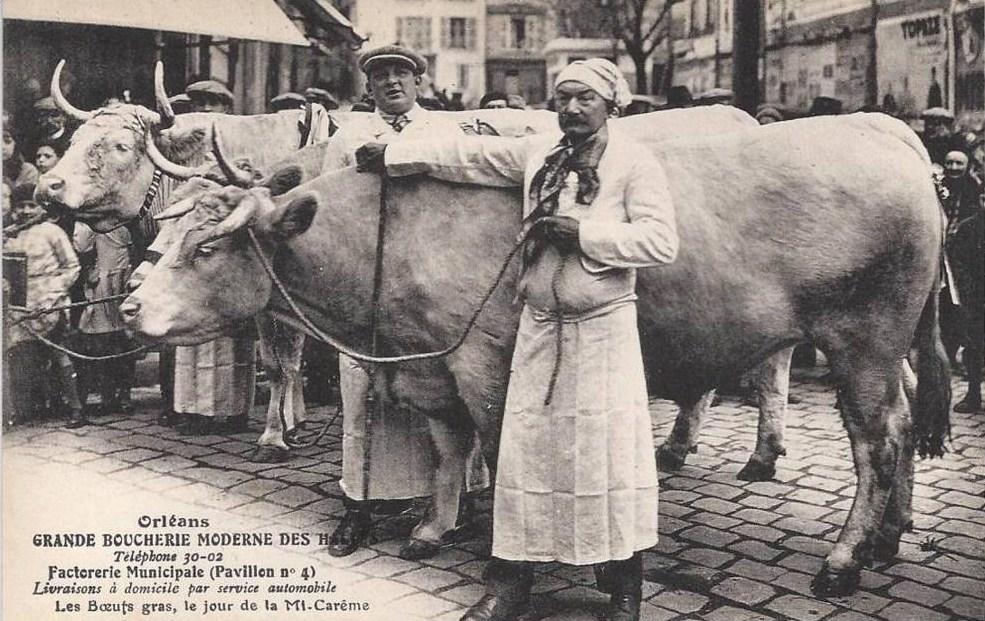
Le bœuf a été introduit au XVIIIe siècle en Australie.

#### Boissons
L'Australie produit des vins de qualité. Parmi les vignobles les plus célèbres, on peut citer : Penfolds, Rosemount Estate, Wynns Coonawarra Estate et Lindemans. Les régions des vallées Hunter et Barossa sont connues pour leurs vignobles. De nombreux hectares de vignes occupent ces régions où, les années impaires, se tiennent des fêtes du vin qui attirent de nombreux visiteurs venant profiter des défilés, concerts et repas.
La vallée Hunter produit du vin depuis 150 ans. Les vignobles renommés incluent ceux de Rothbury, de Tyrrells et de McGuigans. On les connaît pour leur sémillon, mais ils produisent des shiraz, chardonnay et verdelho. On connaît la vallée Barossa pour son shiraz parmi les plus anciens au monde, son cabernet sauvignon et son grenache. Les vins blancs incluent les rieslings de la vallée Éden, les sémillons et les chardonnays.
Les bières des marques locales célèbres sont toujours populaires en Australie. La brasserie la plus ancienne est celle de la Cascade à Hobart en Tasmanie (ouverte en 1824). Cependant, de la bière avait déjà été produite à Sydney à partir de 1806 par James Squire (en),. Depuis les années 1970, un certain nombre de bières australiennes, comme la Fosters Lager, ont acquis une renommée internationale.
Le commerce de rhum a été une composante importante de l'économie coloniale très tôt en Nouvelle-Galles du Sud. Le commerce du rhum a même mené au seul coup d'État de l'histoire de l'Australie : la rébellion du rhum qui a renversé le gouverneur William Bligh en 1808.
Le Billy Tea est une tradition célébrée en Australie. Le thé de Billy est infusé au-dessus d'un feu de camp et parfumé de feuilles d'eucalyptus. La chanson folklorique Waltzing Matilda raconte l'histoire d'un vagabond errant qui s'assied, son billy bouillant avec lui à côté d'un billabong (étang de fleuve).

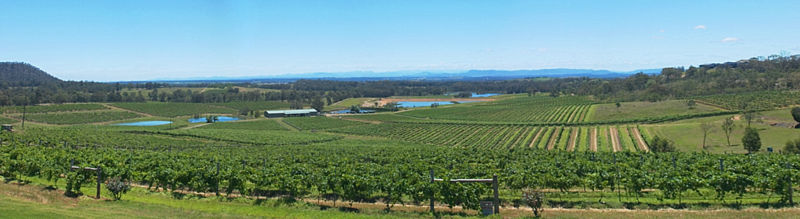
De nombreux hectares de vignes occupent la vallée Hunter.

### Sport

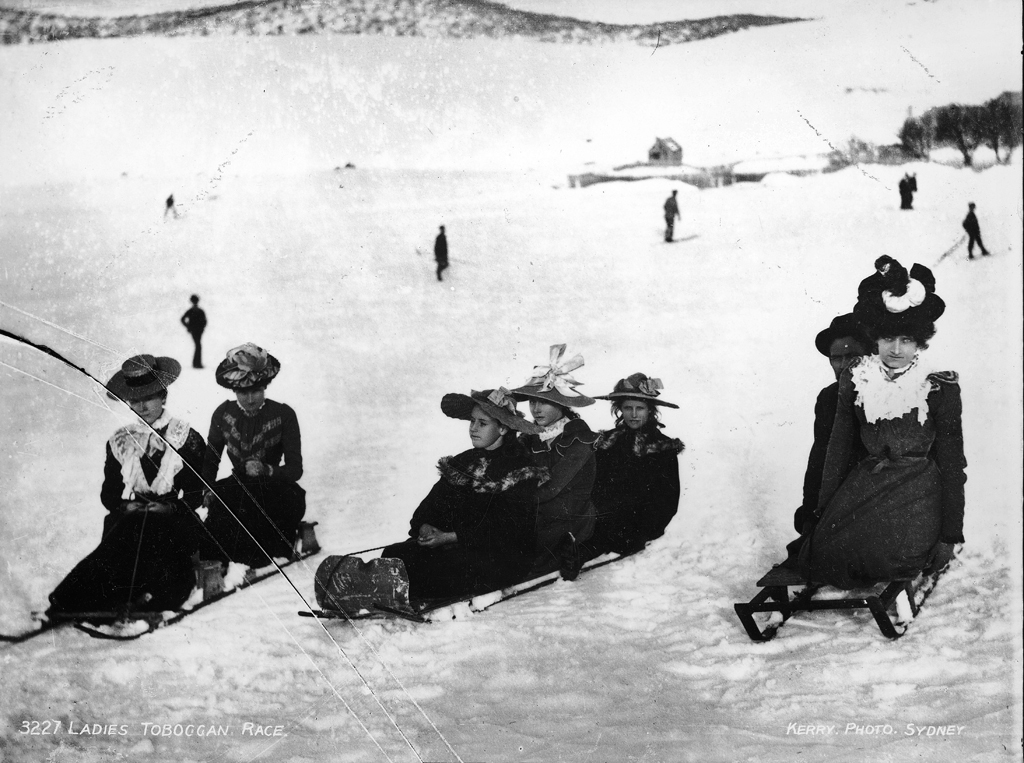
Ladies' Toboggan Race, Kiandra, 1900.

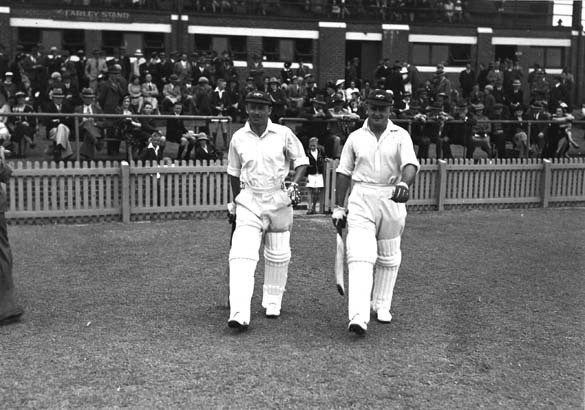
Don Bradman, le cricketeur le plus célèbre d'Australie, et Stan McCabe.

Le sport en Australie est une activité populaire et répandue. Avec une population de seulement 20 millions de personnes, l'Australie a fini quatrième parmi les nations aux Jeux olympiques de 2000 et de 2004 (éclipsée seulement par les superpuissances : les États-Unis, Russie et Chine). Le nombre de participants et de spectateurs est plus élevé que dans les autres pays par rapport au nombre d'habitants. On en a eu la preuve lors des Jeux olympiques et des Jeux du Commonwealth, mais aussi lors d'autres événements sportifs internationaux, particulièrement les sports d'eau et collectifs. Le climat et l'économie australienne permettent en effet aux Australiens d'avoir des conditions idéales pour participer à de nombreux sports, mais aussi pour aller les voir.
Par tradition, le cricket, l’Australian Rules Football (football australien) et le rugby à XIII sont les sports d'équipe les plus populaires. On peut citer à un rang inférieur aussi le football, le netball et le hockey qui sont eux aussi appréciés. Le rugby à XV reste minoritaire malgré les matches télévisés et le soutien des fédérations néo-zélandaise et sud-africaine. L'équipe d'Australie de rugby à XIII, l'équipe d'Australie de cricket et des équipes nationales de netball et hockey sont régulièrement championnes du monde. Parmi les principales manifestations sportives, on peut citer : The Ashes, série de test matchs de cricket contre l'Angleterre ; la Bledisloe Cup, série de matchs de rugby à XV contre la Nouvelle-Zélande ; The State of Origin, matchs de rugby à XIII entre la Nouvelle-Galles du Sud et le Queensland, la grande finale de la Ligue de Rugby à XIII et la grande finale de la Ligue de Football australien (AFL) à Melbourne.
L'équipe d'Australie de football a été qualifiée pour les coupes du monde de 1974, 2006 et pour toutes celles qui ont suivi. Parmi les grands joueurs on peut citer : Mark Bosnich, Tim Cahill, Harry Kewell, Mark Schwarzer et Mark Viduka.
À travers le pays, on trouve une grande variété d'autres sports comme le cyclisme, le basket-ball, le golf, le hockey et le tennis. L'Open d'Australie, un des quatre tournois du Grand Chelem de tennis se déroule à Melbourne au mois de janvier. Également, on peut citer le Tour Down Under, qui fait partie de l'UCI World Tour.
Les sports d'eau et des plages sont vraiment populaires - surtout la natation, le surf et le sauvetage sportif - (l'Australie, le pays d'origine de ce sport, organise un championnat national aussi important que ceux de football en Europe). En 1983, les Américains perdent la régate de la coupe de l'America pour la première fois, au profit du bateau australien Australia II barré par John Bertrand. Sydney-Hobart est une course à la voile partant de Sydney chaque 26 décembre et se terminant à Hobart, pour une distance de 1 167,39 kilomètres.
La pratique des sports de neige est possible en Australie dans les Alpes australiennes et une partie de la Tasmanie. Les Australiens ont commencé à pratiquer le ski alpin à partir du XIXe siècle, le point de départ étant probablement Kiandra, dans les Snowy Mountains en 1861. Parmi les skieurs les plus connus, on peut citer Malcolm Milne, Zali Steggall, Alisa Camplin et Dale Begg-Smith. Les stations de ski les plus appréciées sont celles de Thredbo, Perisher et Charlotte Pass en Nouvelle-Galles du Sud et de Mont Hotham, Falls Creek et Mont Buller au Victoria. Les vastes plateaux et les sommets permettent, en hiver, la pratique du ski de fond dans les régions du Kosciuszko Backcountry, Jagungal Wilderness et du Plateau Bogong ainsi que dans les Parcs nationaux de Tasmanie et les monts Brindabella du Territoire de la capitale australienne.
Les courses de chevaux sont populaires et l'intérêt du public pour les courses hippiques a connu une augmentation majeure ces dernières années avec plus de 100 000 personnes présentes aux courses de la Melbourne Cup.
L'Australie a accueilli deux éditions des Jeux olympiques : ceux de 1956 à Melbourne et ceux de 2000 à Sydney. L'Australie est un des trois seuls pays à avoir envoyé des athlètes à toutes les olympiades d'été. Le meilleur sportif australien en nombre de médailles olympiques gagnées est Ian Thorpe avec 9 médailles dont cinq d'or. Les sportifs ayant obtenu 4 médailles d'or olympiques sont : Betty Cuthbert, Murray Rose, Dawn Fraser et Shane Gould.
Les Jeux du Commonwealth sont une compétition multi-sports où se rencontrent les meilleurs sportifs des nations membres du Commonwealth. Le programme des épreuves est comparable à celui des Jeux olympiques d'été, mais comprend également certains sports plus spécifiques au Commonwealth comme le rugby à sept, le boulingrin ou le netball. Depuis 1930, l'Australie a été la plus haute équipe de marquage aux dix éditions des jeux, et a accueilli quatre éditions des Jeux.
Parmi les autres grands Australiens du sport, on peut citer : Sir Donald Bradman (cricket), Darren Lockyer (rugby à XIII), Cathy Freeman (400 m), Greg Norman (golf), David Campese (rugby à XIII puis à XV, avec 101 capes en équipe nationale et 64 essais en matchs internationaux) et Rod Laver (le seul joueur à avoir réalisé à deux reprises le grand Chelem au tennis).
Depuis 1985, l'Australie accueille une manche du championnat du monde de Formule 1, le Grand Prix d'Australie, disputé de 1985 à 1995 sur le circuit urbain d'Adélaïde et depuis 1996 sur le circuit semi-urbain de l'Albert Park, à Melbourne. Cette course a toujours été importante car lorsque la course se déroulait à Adélaïde, le Grand Prix d'Australie était la dernière manche de la saison (donc décisive pour l'attribution des titres mondiaux pilotes et constructeurs), et, lorsque la course a lieu à Melbourne, c'est la première épreuve de la saison (donc elle permet aux pilotes et écuries de comparer leur niveau avec leurs adversaires). Pourtant, seuls deux pilotes australiens ont été champions du monde de Formule 1 : Jack Brabham (en 1959, 1960 et 1966 ; 14 victoires durant sa carrière de 1955 à 1970) et Alan Jones (en 1980 ; 12 victoires durant sa carrière de 1975 à 1986). Trois autres pilotes australiens ont fait leur apparition en Formule 1 : Mark Webber (9 victoires entre 2002 et 2013), Daniel Ricciardo (8 victoires depuis 2011, série en cours) et Oscar Piastri (2023, série en cours).
Côté moto, Jack Findlay est le sportif de premier rang (Grands Prix) entre 1961 et 1978. Son meilleur classement au championnat du monde est le titre de vice-champion de la catégorie 500 cm3 en 1968. Le film Continental Circus (1972, relatant la saison 1969) suit l'Australien pendant une saison de course et relate la vie d'un pilote privé dans l'univers des Grands Prix.

### Calendrier culturel

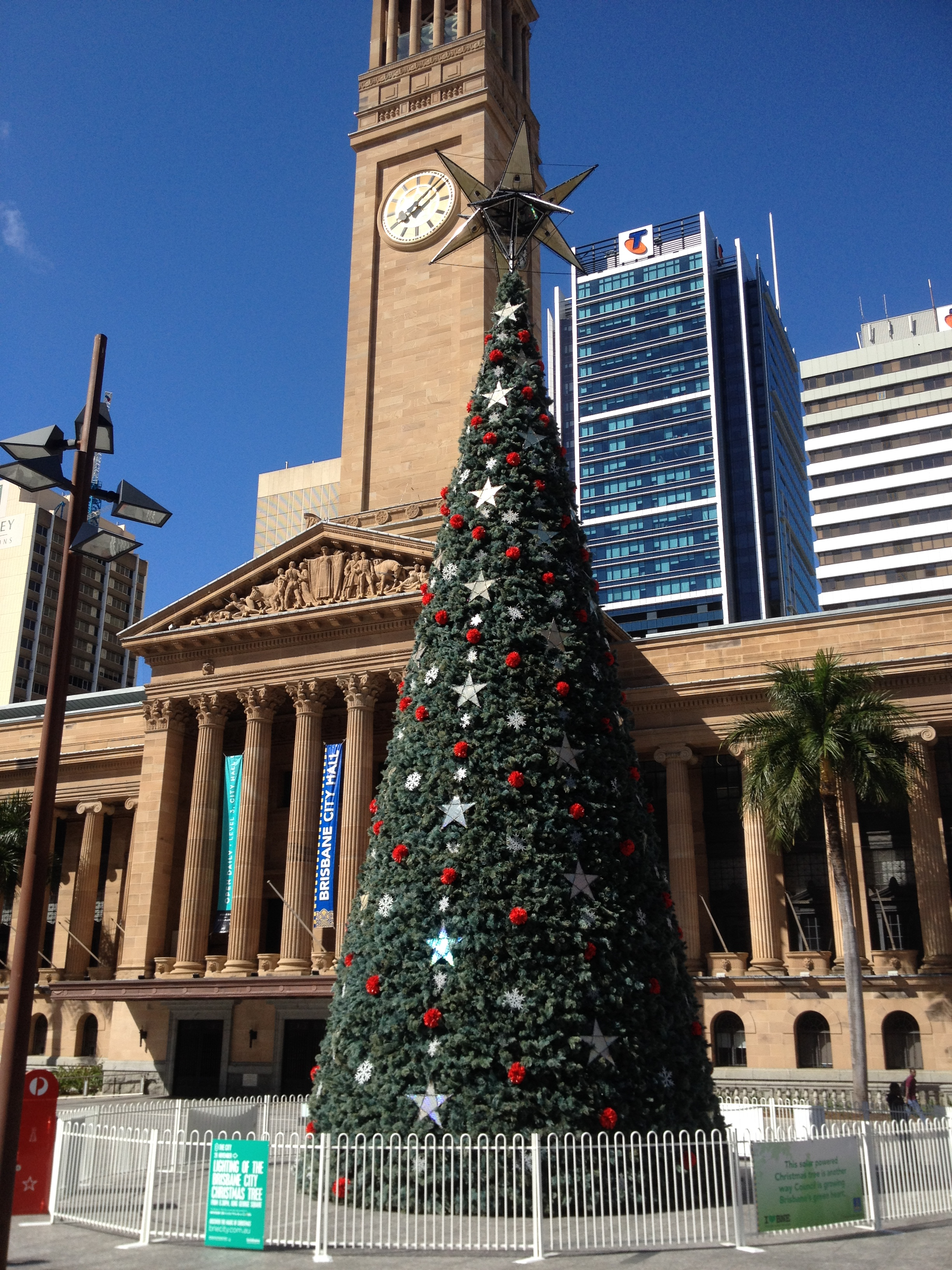
Un sapin de Noël à Brisbane.

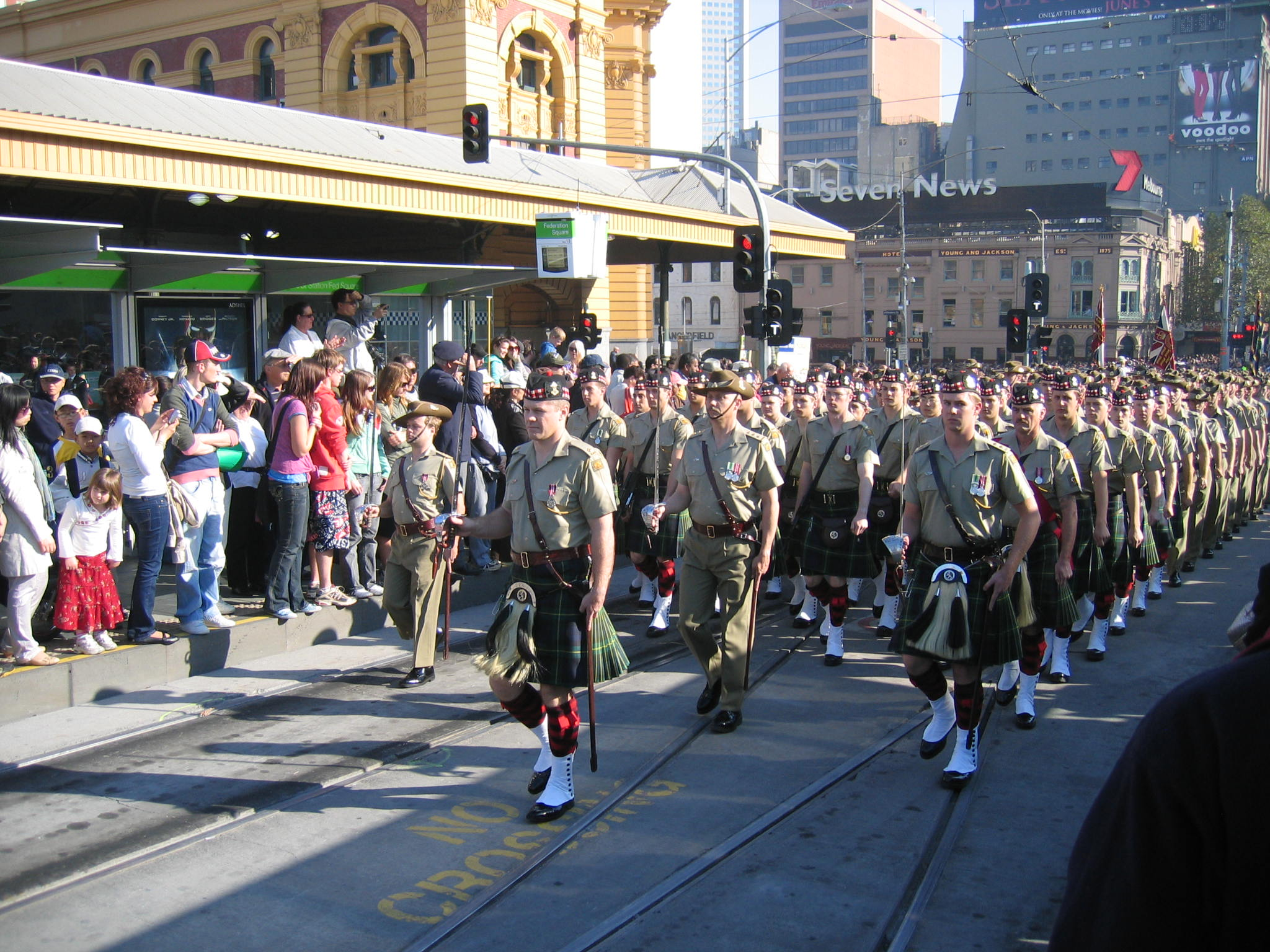
Régiment royal de Victoria en marche traditionnelle de la journée de l'ANZAC à Melbourne.

- Janvier : Big Day Out, festival de musique[215].
- Janvier : Festival de Sydney, plus de 50 événements comprenant la musique classique et contemporaine, la danse, le cirque, le drame, les arts visuels et les conférences publiques[216].
- Janvier : festival de musique country de Tamworth[217].
- 2 dernières semaines de janvier : Open d'Australie, tournoi du Grand Chelem de tennis.
- 26 janvier : fête nationale australienne.
- Février : Tropfest, festival du film court-métrage le plus grand du monde[218].
- Mars à mai : le prix Archibald par la Galerie d'art de Nouvelle-Galles du Sud[219].
- Avril : Melbourne International Comedy Festival[220].
- Pâques, avec dans chaque ville, les Expositions royales[221].
- 25 avril : Journée de l'ANZAC.
- Mai à août : Biennale de Sydney, festival des arts visuels[222].
- Juin : State of Origin de rugby à XIII[223].
- Juillet à septembre : The Rugby Championship de rugby à XV.
- Septembre : grande finale de football australien.
- 1er septembre : journée nationale de l'Acacia.
- Octobre à mars : saison de cricket.
- Novembre : Melbourne Cup[224].
- 25 décembre : Noël en Australie.
- 26 décembre : Sydney-Hobart, course de voile.

## Statistiques
- Frontières terrestres : 0 km
- Littoral : 25 760 km
- Altitudes : de −1 555 m à +2 229 m
- Taux de croissance de la population : 0.1 % par an (2021)[225]
- Routes : 913 000 km dont 353 331 km goudronnés (en 1996)
- Voies ferrées : 33 819 km (en 1999)
- Voies navigables : 8 368 km
- Nombre d’aéroports : 411 dont 271 avec des pistes goudronnées (en 2000)
- Nombre de fuseaux horaires : 3, partagés entre :
  - l'Australie-Occidentale,
  - le Territoire du Nord ; l'Australie-Méridionale,
  - le Queensland ; la Nouvelle-Galles du Sud ; le Territoire de la capitale australienne ; le Victoria ; la Tasmanie.

### Classements mondiaux
- Indice de développement humain : 2e sur 187 avec un indice de 0,938 (en 2012)
- PIB/habitant : 6e sur 183 avec 65 477 $ (en 2011)
- Qualité de vie (Legatum Prosperity Index) : 3e sur 110 (en 2011)
- Indice de démocratie : 6e sur 167 (en 2011).